# 千原ジュニアの愛知あたりまえワールド☆〜あなたの街に新仰天!〜
『千原ジュニアの愛知あたりまえワールド☆〜あなたの街に新仰天!〜』（ちはらジュニアのあたりまえワールドあなたのまちにしんぎょうてん）は、テレビ愛知で2022年9月3日に特番で放送され、2022年10月15日からレギュラー化されたバラエティ番組である。通称は愛知あたりまえ。

## 概要
愛知県内のそれぞれの地域では「地元のあたりまえ」と思われている一方で、それ以外の地域の人にとっては仰天する事柄を「新仰天」として紹介。愛知県の市区町村によって異なる文化・風習・グルメを深堀する情報バラエティ。多種多様な愛知の魅力を発掘する番組。
愛知県民でも「ほとんど知らない」＆「知らなきゃソンする」情報を紹介することで、「得する」「行きたくなる」「誰かに話したくなる」「明日からあたりまえにしたくなる」がコンセプト。愛知県のみにこだわった「県民特化型バラエティ番組」を標榜している。
紹介される情報の冒頭にはすべて愛知県内の市区町村が浮き出るCGが登場し、基本的に愛知県外のネタが紹介されることはない。名古屋の他の民放テレビ局は愛知県、岐阜県、三重県の東海3県をカバーエリアとしているのに対し、テレビ愛知は唯一の愛知県域局であることから、テレビ愛知にしか制作できない唯一無二の番組コンセプトといえる。
特別編として岐阜・三重を取り上げたこともあるが、愛知県民のみを対象に調査を行い「愛知県民が大好きな岐阜＆三重タウンBEST10」という視点で取り上げた。

## 出演者

### MC
- 千原ジュニア
- 大久保佳代子 （第3回～第6回・第48・49回をのぞく）
- 須田亜香里

### ナレーター
- 松元真一郎
- 柏田ユウリ （第30回～第34回をのぞく）
- おかなつこ （第30回～第34回のみ）

### ゲスト
- 井戸田潤

- 青木さやか

- 遼河はるひ

- 村上（マヂカルラブリー）

- 華原朋美

- 天野ひろゆき（キャイ〜ン）

- 松井玲奈

- 川村エミコ（たんぽぽ）

- 岩尾望（フットボールアワー）

- 岡田圭右（ますだおかだ）

- みやぞん（ANZEN漫才）

- 虻川美穂子（北陽）

- 松本明子

- 六角精児

- ウド鈴木（キャイ〜ン）

- キンタロー。

- 水野裕子

- 濱口優（よゐこ）

- 松嶋尚美

- 平泉成

- 槙野智章

- 彦摩呂

- 鈴木拓 （ ドランクドラゴン ）

- 的場浩司

- 峯岸みなみ

- 勝俣州和

- ベッキー

### ロケゲスト・リポーター
- 関太（タイムマシーン3号）

- ぱーてぃーちゃん

- 町田こーすけ

- 吉村憲二（ブロードキャスト!!）

- チャンス大城

- COWCOW

- ダニエル南蛮（盛庵）

- 風船太郎

- 岩尾望（フットボールアワー）
※岩尾の100年グルメ探訪記

- 森脇健児
※スピードめし企画

- ラフ次元

- 牧野真莉愛（モーニング娘。'24）

- 鬼越トマホーク

- クールポコ。

- ななまがり

- 棚橋弘至

- たけだバーベキュー

- ニッチロー

- 遠藤章造 （ココリコ）
※パパが見つけた100年グルメ

- 入江聖奈

- さだまさし

- セルライトスパ

- 遼河はるひ

- 馬場裕之 （ ロバート ）

- 響 (お笑い)

- 平賀吏桜 （テレビ愛知アナウンサー）

- 藤本敏史 （ FUJIWARA ）

- JP (ものまねタレント)

- 小島弘章 （収納王子コジマジック）

- 彦摩呂

- スパイク (お笑い)

- 上釜美憂 （テレビ愛知アナウンサー）

- コストコナビゲーターao

- 鈴木拓 （ ドランクドラゴン ）

- 八木真澄 （サバンナ (お笑いコンビ)）

- 原西孝幸 （ FUJIWARA ）

### 愛知あたりまえじゃんけん
- いなりん イナリソ （豊川市観光マスコットキャラクター）

- トヨッキー （豊橋市マスコットキャラクター）

- かつなりくん （刈谷市マスコットキャラクター）

- コッキー （豊田市・旭高原元気村）

- トヨッキー （豊橋市マスコットキャラクター）

- かいくん・キャベゾウ（田原市・渥美半島きらり観光大使）

- ガマゴリラ（蒲郡市・蒲郡シティセールスプロジェクト「ガマゴリ・ら」）

- きーぼー （安城市マスコットキャラクター）

- ポンタ（豊根村マスコットキャラクター）

- かに丸くん（蟹江町公式キャラクター）

- いなッピー（稲沢市マスコットキャラクター）

- あまえん坊（あま市公認キャラクター）

- い～わくん（岩倉市マスコットキャラクター）

- のぶながくん よしもとくん（豊明市PRキャラクター）

- おだいちゃん（東浦町観光キャラクター）

- あいさいさん（愛西市マスコットキャラクター）

## コーナー

### 愛知市区町村グランプリ！新仰天タウン！
愛知県内の市区町村（または地区）から、その地域ではあたりまえの衝撃文化、風習、お店の知られざるお得サービス、人物などを「新仰天」として紹介。紹介した全市区町村のなかから毎週、番組の最後に千原ジュニアがグランプリを決定する。

### 愛知超人気スポット クイズ☆それ、賢いわ～！
愛知で賢く生きている「愛知賢民」が愛知の超人気スポットをどう攻略しているのか？毎回1つの場所を取り上げクイズ方式でお得な攻略法を複数紹介する。

### 尾張VS三河ごちそうバトル
「王道洋食対決」「熱々中華対決」などテーマを決めて「尾張」「三河」からそれぞれ1店舗を紹介。出演者の3人が「明日どちらに食べに行きたいか」を基準に札を上げ、多数決で勝利を決定。勝利した店舗では翌日、「番組を見た」で無料となる視聴者プレゼントが実施されることがある。

### ライバルタウン対決
「この街には負けたくない」という確執がある2つの街を取り上げ、お互いの住民に相手の都市のイメージを調査。「これは負けていない！」という要素を挙げてもらう。そして、それぞれの街で愛されている「テイクアウトグルメ」をお互いに食べ合って勝負をする。 

### 教えて！あなたの街のあたりまえ
視聴者から寄せられた「あたりまえ」について紹介。ジャンルは「個性的な人」「文化」「風習」「グルメ」「ルール」「お祭り」「地域の催し」「コミュニティー」「校則」「部活動」「変な道や橋」など。採用されるとQUOカードPayがプレゼントされる。

### おまけ愛知あたりまえ
惜しくも「愛知市区町村グランプリ！新仰天タウン！」に採用されなかった、あたりまえを紹介。

### 愛知大人気チェーン店 お得サービス
愛知県に展開する大人気チェーンの、常連であればあたりまえに知っている一方で、広くは知られていないお得なサービスを取り上げる。

### 最新あたりまえスポット
今後あたりまえになりそうな最新スポットを紹介。

## 放送リスト

### 愛知市区町村グランプリ！新仰天タウン！
| 回 | 放送日   | No. | 市区町村       | あたりまえ                       | 取材先                   | 内容                                       | GP | 備考   |
| -- | -------- | --- | -------------- | -------------------------------- | ------------------------ | ------------------------------------------ | -- | ------ |
| 1  | 10月15日 | 1   | 蒲郡市         | 魚の福袋を買う!?                 | 魚々の里とまりん         | 鮮魚詰め放題1100円                         |    | [ 6 ]  |
| 1  | 10月15日 | 2   | 豊田市         | 橋でケンカ注意!?                 | 鵜の首橋（矢作川）       | 幅せますぎ！ケンカ橋                       |    | [ 6 ]  |
| 1  | 10月15日 | 3   | 瀬戸市         | ぞうきんを食べる!?               | とりしず                 | センマイがぞうきん！激ウマに変身           |    | [ 7 ]  |
| 1  | 10月15日 | 4   | 安城市         | 床でうっとり!?                   | 丈山苑                   | うっとりする人続出！絶景床                 |    | [ 7 ]  |
| 1  | 10月15日 | 5   | 田原市         | コロッケにジャガイモを使わない!? | 学校給食                 | キャベツ愛しすぎ＆奇跡の出会いが！         | ◎  | [ 7 ]  |
| 2  | 10月22日 | 1   | 大府市         | せっかちなうどん屋さん           | 山喜うどん               | 衝撃9秒で提供                              |    | [ 8 ]  |
| 2  | 10月22日 | 2   | 豊川市         | 超なが～い新幹線                 | 旅館呑龍                 | “新幹線2つ分の絶景”撮影成功！              |    | [ 8 ]  |
| 2  | 10月22日 | 3   | 名古屋市港区   | 困った時は“清水進”               | 神宮寺学区               | 困っている人をなんとかしてあげたい         | ◎  | [ 9 ]  |
| 2  | 10月22日 | 4   | 刈谷市         | 高すぎる遮断器                   | 刈谷街道踏切             | なぜ？高すぎる遮断器                       |    | [ 9 ]  |
| 2  | 10月22日 | 5   | 知多市         | 中学生になると交換日記           | 中学校                   | 中学生は全員先生と交換日記                 |    | [ 9 ]  |
| 3  | 10月29日 | 1   | 田原市         | 丼ははみ出す!?                   | 渥美の丼屋まるみ         | 具がはみ出る！海鮮ミルフィーユ丼           |    | [ 10 ] |
| 3  | 10月29日 | 2   | 犬山市         | 柴犬だらけ!?                     | 花ノ木地区               | 柴犬だらけの街!?動物病院で調査             |    | [ 10 ] |
| 3  | 10月29日 | 3   | 豊明市         | 街中甘～いにおい!?               | フジパン豊明工場         | 甘～いにおいの正体はフジパン               | ◎  | [ 10 ] |
| 3  | 10月29日 | 4   | 瀬戸市         | 遅刻要注意の長～い坂             | 瀬戸高校                 | 長さ300mのロング坂！上れるか？             |    | [ 11 ] |
| 3  | 10月29日 | 5   | 豊橋市         | 卵を大量に食べる                 | Café奏                   | ウズラの卵食べ放題！500円                  |    | [ 11 ] |
| 3  | 10月29日 | 6   | 北名古屋市     | 花嫁を見せびらかす!?             | 嫁披露の風習             | 花嫁を見せびらかすとは？                   |    | [ 11 ] |
| 4  | 11月5日  | 1   | 尾張旭市       | 谷口さん人気にのっかる!?         | 谷口農園                 | 谷口さんのいちじくにのっかる市民           |    | [ 12 ] |
| 4  | 11月5日  | 2   | 高浜市         | 根性試しは馬で!?                 | おまんと祭り             | 馬で根性試し 命がけの祭りに中一男子が挑む  |    | [ 12 ] |
| 4  | 11月5日  | 3   | 新城市         | 絶景に神様がいる!?               | 四谷の千枚田             | 幻！千枚田の神様が作ったお米               | ◎  | [ 13 ] |
| 4  | 11月5日  | 4   | 刈谷市         | 名門神学校の体育祭がすごい！     | 刈谷高校                 | キレキレ❕特別応援 応援のために入学…       |    | [ 13 ] |
| 4  | 11月5日  | 5   | 南知多町       | 街中に悲鳴が響く!?               | 南知多グリーンバレイ     | 日本最古！バンジージャンプ台               |    | [ 13 ] |
| 5  | 11月26日 | 1   | 一宮市         | 条件がハマればラーメンが無料!?   | ばりばり軒               | ラーメン無料の条件とは!?                   |    | [ 14 ] |
| 5  | 11月26日 | 2   | 豊田市         | エビフライが降る!?               | 旭地区                   | 森にエビフライを降らす動物とは？           |    | [ 15 ] |
| 5  | 11月26日 | 3   | 名古屋市中区   | 超有名人が続々と通う理容店が!?   | ヘアサロン坂本智の店     | パンチパーマの聖地 神ワザを持つ店主        | ◎  | [ 16 ] |
| 5  | 11月26日 | 4   | 豊根村         | 大谷翔平超え!?                   | 喫茶栃の木               | 三刀流・四刀流だらけ                       |    | [ 17 ] |
| 5  | 11月26日 | 5   | 西尾市         | 朝から元気にどんぶり飯!?         | 山元商店・国宝金蓮寺     | しらす丼の店なのに推しメニューがコーヒー!? |    | [ 18 ] |
| 6  | 12月3日  | 1   | 豊田市         | ケンさんに夢中!?                 | 台湾ケンさん             | やみつき台湾ミンチ その正体は車検会社社長  |    | [ 19 ] |
| 6  | 12月3日  | 2   | 豊橋市         | 買物は奪い合う!?                 | 豊橋魚市場               | 月に2回の激安市 真剣勝負！素人セリ         | ◎  | [ 20 ] |
| 6  | 12月3日  | 3   | 名古屋市西区   | 首なしトンネル!?                 | 国道の高架下             | 車で通行可能？低すぎる高架下               |    | [ 21 ] |
| 6  | 12月3日  | 4   | 岡崎市         | たいやきは揚げる!?               | 平太郎                   | 大ヒット！“揚げ”たい焼き                   |    | [ 22 ] |
| 6  | 12月3日  | 5   | 一宮市         | 朝からハシゴする!?               | 一宮モーニング           | モーニングをハシゴする!?                   |    | [ 23 ] |
| 7  | 12月10日 | 1   | 南知多町       | うまい魚を頼むなら“マサオ君”     | 日間賀島                 | 料亭から指名が入る漁師マサオ君             |    | [ 24 ] |
| 7  | 12月10日 | 2   | 東海市         | アツアツすぎる中華               | 中華料理 東菜館 純ちゃん | 熱さ最強五目うま煮そば                     | ◎  | [ 25 ] |
| 7  | 12月10日 | 3   | 東栄町         | 宇宙に住む                       | 月集落・空集落           | なぜ地名が「月」？なぜ地名が「空」に？     |    | [ 26 ] |
| 7  | 12月10日 | 4   | 飛島村         | 寝泊まりできる食堂               | 日光橋食堂               | 素泊りOK食堂 寝室は駐車場                  |    | [ 27 ] |
| 8  | 12月17日 | 1   | 武豊町         | 料理は黒い                       | たまり                   | 料理が真っ黒!?たまりを使うワケは？         |    | [ 28 ] |
| 8  | 12月17日 | 2   | 稲沢市         | 秋は鼻をつまみたくなる           | 祖父江の銀杏             | 銀杏でウハウハ!?グルメ続々                 |    | [ 29 ] |
| 8  | 12月17日 | 3   | 岡崎市         | 今こそ家康に乗っかる             | オカビズ                 | 大成功した乗っかり商品                     |    | [ 30 ] |
| 8  | 12月17日 | 4   | 名古屋市天白区 | 急坂生活                         | 八事の地獄坂             | 御幸山中の最強トレーニング                 |    | [ 30 ] |
| 8  | 12月17日 | 5   | 豊橋市         | 市民全員ノリがいい               | 豊橋市民の日             | 一般市民が一日長に！                       | ◎  | [ 30 ] |
| 9  | 12月24日 | 1   | 弥富市         | ごまをする!?                     | ちゃんこ鍋 雷昊          | 父から受け継ぐ秘伝のちゃんこ               |    | [ 31 ] |
| 9  | 12月24日 | 2   | 豊田市(旧)旭町 | ひっそりとうまいそば屋さん       | 百才笑（ひゃくさいや）   | 山奥で連日満席！大人気そば屋さん           | ◎  | [ 32 ] |
| 9  | 12月24日 | 3   | 江南市         | パンにうるさい!?                 | 愛知一のパン王国         | 市民のパンへの異常な愛情                   |    | [ 33 ] |
| 9  | 12月24日 | 4   | 岡崎市         | 伝統の光る自転車                 | トラックショップジェット | デコチャリは岡崎の伝統!?                   |    | [ 34 ] |

| 回 | 放送日   | No. | 市区町村           | あたりまえ                               | 取材先                                           | 内容                                                                                      | GP | 備考            |
| -- | -------- | --- | ------------------ | ---------------------------------------- | ------------------------------------------------ | ----------------------------------------------------------------------------------------- | -- | --------------- |
| 10 | 1月14日  | 1   | 江南市             | 朝からステーキ!?                         | café＆ステーキjuju                               | シニアの笑顔あふれるステーキモーニング                                                    |    | [ 35 ]          |
| 10 | 1月14日  | 2   | 名古屋市北区       | 計算できない寿司店が!?                   | 贅食家 千壽                                      | ありえない！衝撃価格の高級寿司                                                            | ◎  | [ 36 ]          |
| 10 | 1月14日  | 3   | 幸田町             | 着ぐるみが街にあふれている!?             | 超伝合体ゴッドヒコザ                             | 町おこしの特撮映画に新展開!?                                                              |    | [ 37 ]          |
| 10 | 1月14日  | 4   | あま市             | 裏の顔をもつ料理人!?                     | 四季のお料理 きくや                              | 裏の顔は元南極料理人 衝撃の真実                                                           |    | [ 38 ]          |
| 10 | 1月14日  | 5   | 知多市             | おかしな町中華のお店!?                   | 中華ダイニング 秀丸                              | 壁一面に謎の言葉 ハンパない愛妻家の店主                                                   |    | [ 39 ]          |
| 11 | 1月21日  | 1   | 岩倉市             | どんな通学帽子？                         | 小学生の独特な通学スタイル                       | グレーの通学帽子                                                                          |    | [ 40 ]          |
| 11 | 1月21日  | 2   | 武豊町             | どんな通学カバン？                       | 小学生の独特な通学スタイル                       | リュックサック 美浜町は進化系ランドセル!?                                                 |    | [ 40 ]          |
| 11 | 1月21日  | 3   | 碧南市             | 発電所で休日を過ごす!?                   | 碧南火力発電所                                   | 「家族のために釣る」ニジェール人                                                          |    | [ 41 ]          |
| 11 | 1月21日  | 4   | 田原市             | 温泉がわいちゃった!?                     | 和味の宿 角上楼                                  | 待望の温泉に「無敵状態」                                                                  |    | [ 42 ]          |
| 11 | 1月21日  | 5   | 常滑市             | どで丼が大好きすぎる                     | とり伊                                           | 愛されどで丼の始まりはボートレース場                                                      | ◎  | [ 43 ]          |
| 12 | 1月28日  | 1   | 豊橋市             | 幸運の馬が見られる!?                     | ルビーとサクラ                                   | 不思議…街中を走る“幸運の馬”＆大豪邸へ                                                     |    | [ 44 ]          |
| 12 | 1月28日  | 2   | 名古屋市中区       | とっても入りにくいラーメン屋さん         | 和歌山ラーメンまっち棒千種店                     | うまいけど駐車しにくいラーメン店                                                          |    | [ 45 ]          |
| 12 | 1月28日  | 3   | 名古屋市北区       | 焼き魚は“せいこちゃん”                   | 水草団地 魚晴（うおせい）                        | 夫婦で30年以上！激ウマ魚屋さん                                                            | ◎  | [ 46 ]          |
| 13 | 2月11日  | 1   | 知立市             | 老舗をぶっ壊す!?                         | うなぎの旭屋                                     | 先代が2代目のうな丼を実食                                                                 |    | [ 47 ]          |
| 13 | 2月11日  | 2   | 名古屋市中区       | お客さんが働く！                         | 酒・食事処 愛彩                                  | 働く常連さん大忙し ママに代わって買い出し                                                 | ◎  | [ 48 ]          |
| 13 | 2月11日  | 3   | 清須市             | 大人げない釣りをする                     | 爆釣海一番                                       | 一攫千金!?高級魚釣り 少年VS姫勝つのはどっち？                                             |    | [ 49 ]          |
| 13 | 2月11日  | 4   | 東海市             | 真っ赤な給食                             | トマト給食                                       | やりすぎトマトタウン                                                                      |    | [ 50 ]          |
| 14 | 2月18日  | 1   | 名古屋市北区       | ある意味こわ～い丼                       | やっとる？                                       | 怖～いほどお値打ちの店                                                                    |    | [ 51 ]          |
| 14 | 2月18日  | 2   | 南知多町           | 暗いお正月を過ごす!?                     | 八王子神社・神明神社                             | 1月3日夜6時に篠島で何かが起こる                                                           | ◎  | [ 52 ]          |
| 14 | 2月18日  | 3   | 西尾市             | 大根を使った奇祭                         | 熱池八幡社                                       | 大根を使う奇祭！てんてこ祭とは                                                            |    | [ 53 ]          |
| 14 | 2月18日  | 4   | 豊田市(旧)稲武町   | すごい水道屋さんがいる!?                 | 人工氷瀑                                         | 松井さんが作るすごい水の芸術 氷瀑                                                         |    | [ 54 ]          |
| 15 | 2月25日  | 1   | 一宮市             | 串カツがアメリカン!?                     | 角屋                                             | テレビ初取材！アメリカンな串カツの全貌                                                    |    | [ 55 ]          |
| 15 | 2月25日  | 2   | あま市             | 冬なのにもっと寒くなる!?                 | 町カフェ                                         | 冬でもこだわり激ウマかき氷                                                                |    | [ 56 ]          |
| 15 | 2月25日  | 3   | 名古屋市西区       | 汗だくJKがいる                           | 啓明学館女子硬式野球部                           | めざせ悲願の一勝！                                                                        | ◎  | [ 57 ]          |
| 15 | 2月25日  | 4   | 豊橋市             | 和菓子がド派手!?                         | お亀堂                                           | 波乱万丈の人生を歩む女性和菓子デザイナー                                                  |    | [ 58 ]          |
| 15 | 2月25日  | 5   | 豊田市             | ドMさん                                  | 泥ぶち観音                                       | 泥を投げて願い事が叶う                                                                    |    | [ 59 ]          |
| 16 | 3月4日   | 1   | 岡崎市             | 変なスキーで体育の成績が決まる!?         | 恵田小学校                                       | 体育の成績に影響！落ち葉スキー滑れる？                                                    |    | [ 60 ]          |
| 16 | 3月4日   | 2   | 蒲郡市             | 焼肉が無料!?                             | 丸金                                             | ジャンケンに勝てば焼肉が0円!?                                                             |    | [ 61 ]          |
| 16 | 3月4日   | 3   | 知多市             | 家にお宝がある!?                         | 岡田地区                                         | 120年前の掛け軸＆今とは違う地図・防空壕                                                   |    | [ 62 ]          |
| 16 | 3月4日   | 4   | 豊橋市             | リンゴの皮むきで競い合う!?               | 富士見小学校                                     | リンゴの皮むき大会 優勝候補のスゴ技                                                       | ◎  | [ 63 ]          |
| 17 | 3月11日  | 1   | 弥富市             | コンテナに伝説のシェフ                   | インターナショナルビレッジ                       | ファンクラブも！他にはない激うまカレー                                                    | ◎  | [ 64 ]          |
| 17 | 3月11日  | 2   | 名古屋市千種区     | 何でも白にする!?                         | カフェメルス猪子石店                             | ホワイトソース料理は“青春の味”                                                            |    |                 |
| 17 | 3月11日  | 3   | 名古屋市名東区     | うまいけど入りにくいフレンチ             | コンヴィエ                                       | うまいけど駐車しにくいフレンチ店                                                          |    | [ 65 ]          |
| 17 | 3月11日  | 4   | 大口町             | 一度も番組に出ていません                 | 全国区うなぎ・芸能人熱愛和菓子                   | 大口中学校・ひつまぶし備長・麩まんじゅう                                                  |    | [ 66 ]          |
| 18 | 3月18日  | 1   | 豊橋市             | 自動販売機で何でも買える                 | 名古屋の人が仰天！自販機ベスト3                  | みたらしだんご・ホルモン・うなぎの蒲焼                                                    |    | [ 67 ]          |
| 18 | 3月18日  | 2   | 岡崎市             | 坂道で鍛える                             | 愛知産業大学三河高校                             | 愛知で一番!?ヤバイ坂で自転車レース                                                        |    | [ 68 ]          |
| 18 | 3月18日  | 3   | 稲沢市             | 裸になって桶を持つ!?                     | 国府宮はだか祭                                   | 引っ越したばかりに…はだか祭に初参加                                                       | ◎  | [ 69 ]          |
| 20 | 4月8日   | 1   | 扶桑町             | 狭すぎる道譲り合い                       | ちゃめっぺ                                       | 「持っていきぃ」オマケがつく駄菓子店                                                      |    | [ 70 ]          |
| 20 | 4月8日   | 2   | 西尾市             | ネコが火の中に飛び込む!?                 | 鳥羽の火祭り                                     | 危険すぎて命がけ！                                                                        | ◎  | [ 70 ]          |
| 20 | 4月8日   | 3   | 南知多町           | ラーメン店がパワースポット!?             | とんぱ～れ                                       | 76歳店主 独自のワンオペ営業                                                               |    | [ 71 ]          |
| 20 | 4月8日   | 4   | 刈谷市             | 遊園地がワンコインで遊べる!?             | 刈谷市交通児童遊園                               | 乗り物1回50円の遊園地                                                                     |    | [ 71 ]          |
| 21 | 4月15日  | 1   | 常滑市             | 大迫力の飛行機絶景!?                     | 常滑港                                           | 撮影できるか？世界最大級の飛行機                                                          |    | [ 72 ]          |
| 21 | 4月15日  | 2   | 新城市             | バイクで急接近!?                         | 道の駅 もっくる新城                              | 女性バイカーと番組Dが急接近？                                                             |    | [ 73 ]          |
| 21 | 4月15日  | 3   | 名古屋市昭和区     | 息ぴったりのラーメン店                   | らあめんや好陽軒                                 | 夫婦で息ぴったりなラーメン店                                                              | ◎  | [ 74 ]          |
| 22 | 4月22日  | 1   | 一宮市             | アスリートな焼肉店                       | 韓国天然石焼肉さらだ                             | 人気はレアお肉メニュー・人気店に衝撃の秘密が！                                            | ◎  | [ 75 ]          |
| 22 | 4月22日  | 2   | 豊田市             | 興奮するダム                             | 矢作ダム                                         | テレビ初映像が！巨大ダムに潜入                                                            |    | [ 76 ]          |
| 22 | 4月22日  | 3   | 稲沢市             | とりあえずイナボに集まる                 | 稲沢グランドボウル                               | 怪物ボウラー＆パーフェクト続出!?                                                          |    | [ 77 ]          |
| 23 | 4月29日  | 1   | 東海市             | 喫茶店で勝負を挑まれる!?                 | COFFEEフレンズ                                   | 「お客に勝ちたい」ドSなデカ盛り喫茶                                                       |    | [ 78 ]          |
| 23 | 4月29日  | 2   | 東栄町             | 伝説の消えた集落がある                   | 大入集落                                         | 天皇の隠れ里？伝説の集落へ                                                                | ◎  | [ 79 ]          |
| 23 | 4月29日  | 3   | 刈谷市             | トイレがかわいい!?                       | 32の公園のトイレ                                 | 激かわ！公園のトイレ                                                                      |    | [ 80 ]          |
| 24 | 5月6日   | 1   | 名古屋市北区       | 爆買いの救世主!?                         | うまうまdimare                                   | テキトー親父VS凄腕シェフの息子                                                            |    | [ 81 ]          |
| 24 | 5月6日   | 2   | 豊田市             | 爆音が鳴り響く山                         | 愛知県総合射撃場                                 | 射撃場で謎の女性を発見！ついていってみた                                                  | ◎  | [ 82 ]          |
| 24 | 5月6日   | 3   | 名古屋市西区       | 硬式野球JKがいる                         | 啓明学館女子硬式野球部                           | 目指せ初勝利！娘を支える父                                                                |    | [ 83 ]          |
| 25 | 5月13日  | 1   | 豊山町             | ほぼ全員まかない目当て!?                 | まぐろの家 心（しん）                            | 「夜を盛り上げたい」店主考案の仰天メニュー                                                |    | [ 84 ]          |
| 25 | 5月13日  | 2   | 岡崎市             | 超VIPな安全祈願                          | 一畑山薬師寺                                     | 「こんなに丁寧!?」温泉付きの安全祈願                                                      |    | [ 85 ]          |
| 25 | 5月13日  | 3   | 設楽町             | 木の達人が作った公園                     | きのこの森                                       | なんでも木で作る！世界一の達人                                                            | ◎  | [ 86 ]          |
| 26 | 5月20日  | 1   | 西尾市             | 宝探し                                   | 東幡豆海岸                                       | 潮干狩り天国！なぜアサリがお宝？                                                          | ◎  | [ 87 ]          |
| 26 | 5月20日  | 2   | 名古屋市中村区     | 新幹線に熱くなる高校生                   | 名城大学付属高校鉄道研究同好会                   | 廃部の危機…鉄道研究会に新入生は入る？                                                     |    | [ 88 ]          |
| 26 | 5月20日  | 3   | 蒲郡市             | 日本一短い地下街                         | ちどり                                           | 地下でお店56年！母と娘で切り盛り                                                          |    | [ 89 ]          |
| 27 | 6月3日   | 1   | 豊明市             | メニューがコロコロ変わるラーメン店       | 中華そば屋 華壱                                  | 店主は飽き性＆超せっかち！                                                                |    | [ 90 ]          |
| 27 | 6月3日   | 2   | 西尾市             | 山でカーペンターズに会える!?             | 三ヶ根山                                         | 大捜索！カーペンターズの墓                                                                |    | [ 91 ]          |
| 27 | 6月3日   | 3   | 一宮市             | R70の喫茶店                              | 春明いこいの館                                   | シルバーだらけ 激安メニューの喫茶店                                                       | ◎  | [ 92 ]          |
| 28 | 6月10日  | 1   | 江南市             | 家から煙!?                               | お庭バーベキュー                                 | 愛する「お庭BBQ」に熱いこだわり                                                           |    | [ 93 ]          |
| 28 | 6月10日  | 2   | 蒲郡市             | 廃墟でご飯を食べる!?                     | 山麓園                                           | なぜ？廃墟に囲まれた飲食店                                                                | ◎  | [ 94 ]          |
| 28 | 6月10日  | 3   | 豊橋市             | ミステリハンターがいる!?                 | 石巻山                                           | 豊橋民話保存会 撮影中にミステリー？                                                       |    | [ 95 ]          |
| 29 | 6月17日  | 1   | 名古屋市中川区     | あか～い名物が!?                         | 餃子苑                                           | 王道中華がウマい！おもちゃ愛がスゴい!?                                                    |    | [ 96 ]          |
| 29 | 6月17日  | 2   | 田原市             | 終着駅が海の底                           | 赤羽根漁港                                       | 電車を海に沈めた!?半世紀前のロマンを追う！                                                | ◎  | [ 97 ]          |
| 29 | 6月17日  | 3   | 西尾市             | 村長は女性                               | 三河一色さかな村                                 | ぽわそん めちゃめちゃ働く“女村長”                                                         |    | [ 98 ]          |
| 30 | 6月24日  | 1   | あま市             | 「自慢はきしめん」が信じられない店       | 三ツ角屋                                         | 魚を出しまくるきしめん店主                                                                |    | [ 99 ]          |
| 30 | 6月24日  | 2   | 田原市             | サーファーが移住しやすい!?               | サーフィンの聖地                                 | 憧れの移住生活を実現!?移住のリアル                                                        | ◎  | [ 100 ]         |
| 30 | 6月24日  | 3   | 春日井市           | 魚料理が安い佐々木さんの店!?             | 響                                               | 自分で釣った魚を店で出す                                                                  |    | [ 101 ]         |
| 31 | 7月1日   | 1   | 名古屋市緑区       | 栄でおにぎりを食べる                     | おにぎり栄                                       | バタバタ忙し110円おにぎり店 初密着                                                        | ◎  | [ 102 ]         |
| 31 | 7月1日   | 2   | 西尾市(旧)一色町   | 虫取り網で稼ぐ!?                         | ハルトくん                                       | 神業公開！衝撃スッポンハンター                                                            |    | [ 103 ]         |
| 31 | 7月1日   | 3   | 蒲郡市             | よくわからない巨大船                     | 五祥                                             | 世界最大！海底の土砂を掘る船                                                              |    | [ 104 ]         |
| 32 | 7月8日   | 1   | 江南市             | 無駄が嫌いなうなぎ屋さん                 | うなぎの与助                                     | 激安うなぎの秘密！店主の異常なこだわり                                                    |    | [ 105 ]         |
| 32 | 7月8日   | 2   | 新城市(旧)長篠村   | ヨネスケばりにご飯をいただく             | ベーシックヘアカタギリ ほか                      | あいちのかおり ふきの煮物                                                                 | ◎  | [ 106 ]         |
| 33 | 7月22日  | 1   | 一宮市             | 注文に困る料理店                         | かしの木                                         | 1万通り超え メニューが多すぎるパスタ店                                                    |    | [ 107 ]         |
| 33 | 7月22日  | 2   | 豊根村             | 100頭のシカが集まる                      | 休暇村茶臼山高原                                 | 夜な夜なシカの大群が現れる                                                                |    | [ 108 ]         |
| 33 | 7月22日  | 3   | 岡崎市             | マスターがタイガー・ウッズそっくり       | ペッパーミル                                     | ステーキ店のマスターをさらに似せよう                                                      | ◎  | [ 109 ]         |
| 34 | 7月29日  | 1   | 名古屋市中川区     | 大手企業が目を付ける町中華店がある       | 八剱ROCK 人生餃子                                | 激うま皿台湾に大企業がラブコール!?                                                        |    | [ 110 ]         |
| 34 | 7月29日  | 2   | 東栄町             | インディ・ジョーンズ                     | 古戸の風穴                                       | 30年ぶりの鍾乳洞開発                                                                      | ◎  | [ 111 ]         |
| 34 | 7月29日  | 3   | 刈谷市             | エンタメ住職がいる                       | 実相寺                                           | 法事で手相!?謎の行動連発！                                                                |    | [ 112 ]         |
| 36 | 8月19日  | 1   | 名古屋市西区       | 止まらないすし店!?                       | 恵寿司                                           | コスパ最強！ネタも数も大将におまかせ                                                      |    | [ 113 ]         |
| 36 | 8月19日  | 2   | 名古屋市昭和区     | 行列店のお隣の店って…？                  | カフェ ボロン                                    | うな富士の隣でもランチに強い!?鉄板喫茶                                                    | ◎  | [ 114 ]         |
| 36 | 8月19日  | 3   | 犬山市             | クリーニング店なのに果物を売る!?         | クリーニングAmie                                 | クリーニング店なのに競りに参加                                                            |    | [ 115 ]         |
| 37 | 9月2日   | 1   | 一宮市             | 伝説の万能薬                             | 森林平製薬                                       | 伝説の「万金膏」を探せ！                                                                  |    | [ 116 ]         |
| 37 | 9月2日   | 2   | 名古屋市守山区     | 勲章を持つ偉大なチャーハン先生           | 大洋苑                                           | 教え子3千人！本当にチャーハン先生                                                         |    | [ 117 ]         |
| 37 | 9月2日   | 3   | 田原市             | 幻の食材!?                               | 石井農園（古田メロン）                           | 赤とうもろこし 白イチジク 伊良湖黒牛。                                                    | ◎  | [ 118 ]         |
| 38 | 9月9日   | 1   | 扶桑町             | マッスル隊                               | パワーボム！ジム                                 | 意外な経歴のおじさん                                                                      |    | [ 119 ]         |
| 38 | 9月9日   | 2   | 名古屋市中川区     | 幻の一杯!?                               | 達磨食堂                                         | 逃したら2度と食べられない!?                                                               |    | [ 120 ]         |
| 38 | 9月9日   | 3   | 瀬戸市             | 伝説の生物                               | 蛇ヶ洞川                                         | 天然記念物とご対面！                                                                      | ◎  | [ 121 ]         |
| 39 | 9月23日  | 1   | 美浜町             | 予期せず満腹になる!?                     | つくだ煮街道                                     | 試食を出しまくる                                                                          |    | [ 122 ]         |
| 39 | 9月23日  | 2   | 豊山町             | プロポーズは100％成功!?                  | セコ・インターナショナル                         | ヘリコプターから愛のサプライズ                                                            | ◎  | [ 123 ]         |
| 39 | 9月23日  | 3   | 南知多町           | 2つの顔を持つ旅館の大将!?                | 割烹と宿 佐宗                                    | 人気旅館の大将が腕を振るう海の家                                                          |    | [ 124 ]         |
| 40 | 9月30日  | 1   | 豊橋市             | 動物がなれなれしい                       | のんほいパーク                                   | 名前を呼ぶと来るマンドリル ほか                                                           |    | [ 125 ]         |
| 40 | 9月30日  | 2   | 豊橋市             | どこでもうなぎ                           | 玉川うどん広小路本店 ほか                        | カレーうどんやおにぎりと一緒に                                                            |    | [ 126 ]         |
| 41 | 10月7日  | 1   | 犬山市             | 石が願いを叶えてくれる!?                 | 尾張富士                                         | 不思議な石にはどんな意味が？                                                              |    | [ 127 ]         |
| 41 | 10月7日  | 2   | 豊根村             | 愛知の素敵な田舎タウン(1)                | 佐久間連合艦隊 ほか                              | 田舎のごちそう＆湖の浚渫船                                                                |    | [ 128 ]         |
| 41 | 10月7日  | 3   | 新城市(旧)作手村   | 愛知の素敵な田舎タウン(2)                | 古民家宿タカハウス ほか                          | 1日三食お呼ばれ旅 第2弾                                                                   | ◎  | [ 129 ]         |
| 41 | 10月7日  | 4   | 美浜町             | 恋人の聖地で愛を叫ぶ!?                   | 野間埼灯台                                       | 好きな人に愛を叫ぶ                                                                        |    | [ 130 ]         |
| 42 | 10月14日 | 1   | 豊田市(旧)松平町   | 鳥の鳴きマネができる!?                   | 滝脇小学校                                       | 野鳥に詳しくなれる学校                                                                    |    | [ 131 ]         |
| 42 | 10月14日 | 2   | 蟹江町             | 昭和価格!?                               | みかくどう                                       | 価格が昭和で止まった店                                                                    | ◎  | [ 132 ]         |
| 42 | 10月14日 | 3   | 豊田市(旧)上郷町   | なんでもよみがえらせるおじさん!?         | ガレージ イシカワ                                | マニア垂涎こだわりの旧車続々                                                              |    | [ 133 ]         |
| 43 | 10月21日 | 1   | 半田市・美浜町     | 女性社長の大冒険                         | 魚太郎                                           | 愛知が誇る激安鮮魚店がスゴい                                                              |    | [ 134 ]         |
| 43 | 10月21日 | 2   | 豊橋市             | 優しい嘘!?                               | アンキカフェ                                     | 女性が活躍！笑顔が絶えない“みんなの居場所”                                                | ◎  | [ 135 ]         |
| 43 | 10月21日 | 3   | 名古屋市西区       | 未知の異国料理                           | ジョロフ キッチン                                | 未知のガンビア料理“あたりまえワールド”                                                    |    | [ 136 ]         |
| 45 | 11月4日  | 1   | 岡崎市             | ごちそうならサチオに聞く                 | キブサチ かみ谷すしダイニング                    | 200食の予約が一瞬で完売！ラーメン店 マツタケ＆魚料理 テレビ初の名店                       |    | [ 137 ]         |
| 45 | 11月4日  | 2   | 名古屋市中村区     | 元気すぎるすし店                         | 丸八寿司                                         | 激うま！カウンターすしが衝撃価格                                                          |    | [ 138 ]         |
| 45 | 11月4日  | 3   | 西尾市             | 海でママさん軍団が爆走!?                 | 東幡豆町                                         | ママさん軍団イカダレースで勝負！                                                          | ◎  | [ 139 ]         |
| 45 | 11月4日  | 4   | 新城市             | バイカーは必ずウマい店を知っている       | ゆたかうどん（中区） 食堂Spoon 手作り可笑や 安樹 | バイカーのおすすめ飯にハズレなし 山奥で味わう絶品肉料理 バイカー激推し！秘境の和菓子店    |    | [ 140 ] [ 141 ] |
| 46 | 11月11日 | 1   | 豊橋市             | カルピスで愛を伝える!?                   | 豊橋東高等学校                                   | カルピスで告白！女子高生の想いは？                                                        | ◎  | [ 142 ]         |
| 46 | 11月11日 | 2   | 名古屋市中川区     | 喫茶店なのにうまい長崎料理               | グッピー／喫茶店コンネ                           | 25歳 借金400万円 トルコライスで勝負！                                                     |    | [ 143 ]         |
| 46 | 11月11日 | 3   | 日進市             | 子どもたちがドロボウする!?               | お月見どろぼう                                   | お菓子が無料が食べ放題！                                                                  |    | [ 144 ]         |
| 46 | 11月11日 | 4   | 岡崎市(旧)千万町村 | 3食およばれ                              | 鹿カツ・すだち牛肉・棚田の野菜料理               | 1日三食お呼ばれ旅                                                                         |    | [ 145 ]         |
| 47 | 11月25日 | 1   | 江南市             | 衝撃のスイーツ店                         | ガレ・ドゥ・ワタナベ                             | 衝撃4連発！超人気シュークリーム                                                           |    | [ 146 ]         |
| 47 | 11月25日 | 2   | 南知多町・篠島     | ここだけ衝撃食材                         | アカシャエビ・イシダイ                           | 衝撃4連発！ここだけ食材                                                                   |    | [ 147 ]         |
| 47 | 11月25日 | 3   | 刈谷市             | 衝撃の餅投げ!?                           | 本刈谷神社・秋祭り                               | 衝撃シーン3連発！ありえない餅投げ                                                         | ◎  | [ 148 ]         |
| 47 | 11月25日 | 4   | 名古屋市昭和区     | 衝撃の焼肉店                             | 蜜蜂                                             | 衝撃6連発！驚愕の焼肉                                                                     |    | [ 149 ]         |
| 47 | 11月25日 | 5   | 豊明市             | 命がけ！衝撃の獅子舞                     | 大脇の梯子獅子                                   | 高さ10ｍ！命綱ナシ！梯子獅子                                                              |    | [ 150 ]         |
| 47 | 11月25日 | 6   | 小牧市             | 衝撃芸人が衝撃ネタ探し                   | ベジブル・妙林寺・鉄板道場                       | チャンス大城が衝撃発見の旅！                                                              |    | [ 151 ]         |
| 47 | 11月25日 | 7   | 豊田市             | 衝撃！あっかんべぇするラーメン           | 麦笑 豊田店                                      | 衝撃度MAX！豚骨だけど青い！                                                               |    | [ 152 ]         |
| 48 | 12月2日  | 1   | 豊田市             | 殿さまのいない城!?                       | 札幌かに本家 豊田城店                            | お城×かにでお祝いするのがあたりまえ                                                       |    | [ 153 ]         |
| 48 | 12月2日  | 2   | 名古屋市天白区     | 一度入ったら抜け出せない超穴場！沼銭湯!? | 平針東海健康センター                             | 充実しすぎて「夢の国」レトロ入浴施設                                                      | ◎  | [ 154 ]         |
| 48 | 12月2日  | 3   | 新城市             | なんちゃってマツタケ!?                   | 鳳来寺山麓きのこ園                               | マツタケそっくり松きのこ                                                                  |    | [ 155 ]         |
| 49 | 12月9日  | 1   | 豊橋市             | まんぷくロード                           | サンローズ アティティ パティスリーAマキノ        | 激ウマグラタンモーニング＆からバーグランチ 凄腕シェフの絶品ナン お値打ちスイーツ ズコット |    | [ 156 ]         |
| 49 | 12月9日  | 2   | 南知多町           | フグ漁の打ち上げ飯が激ウマ               | 日間賀島                                         | 高級フグが大漁！超絶品打ち上げ飯                                                          | ◎  | [ 157 ]         |
| 49 | 12月9日  | 3   | 春日井市           | 自由すぎる定食屋さん!?                   | 魚嘉（うおか）                                   | 魚が新鮮で激うま！実は秘密が…                                                             |    | [ 158 ]         |
| 49 | 12月9日  | 4   | 常滑市             | 買いすぎて食卓が楽しくなっちゃう         | マルス                                           | 買いすぎちゃう激安スーパー                                                                |    | [ 159 ]         |
| 50 | 12月16日 | 1   | 犬山市・栗栖       | 3食およばれ                              | 落花生 原木しいたけ・イノシシ 豆腐田楽           | 1日三食お呼ばれ旅                                                                         | ◎  | [ 160 ]         |
| 50 | 12月16日 | 2   | 南知多町・篠島     | シラスで儲ける！？                       | 御食事処 仁 篠島デューテラス ごはん家BIHOUMARU   | 一獲千金の夢 シラス漁                                                                     |    | [ 161 ]         |
| 50 | 12月16日 | 3   | 豊明市             | 王様のマグロに群がる！？                 | 鮪王国 よってっ亭                                | 王様はマグロのスペシャリスト！                                                            |    | [ 162 ]         |
| 50 | 12月16日 | 4   | あま市             | 1食100円！？                             | 八百正                                           | 激安！野菜が50円均一                                                                      |    | [ 163 ]         |

| 回 | 放送日   | No. | 市区町村           | あたりまえ                               | 取材先                                                                                           | 内容 | GP | 備考    |
| -- | -------- | --- | ------------------ | ---------------------------------------- | ------------------------------------------------------------------------------------------------ | --- | -- | ------- |
| 53 | 1月13日  | 1   | 新城市・長篠       | 衝撃のゲームセンター!?                   | 鉄砲足軽体験所 火縄銃射的                                                                        | 火縄銃だけど実は超ハイテク射的 |    | [ 164 ] |
| 53 | 1月13日  | 2   | 名古屋市東区       | 600年前の天ぷらがうまい!?                | 天ぷら 亀彦                                                                                      | 食材は天然もの！絶品天ぷら | ◎  | [ 165 ] |
| 53 | 1月13日  | 3   | 豊田市(旧)稲武町   | すすれないうどん!?                       | すえひろ家                                                                                       | 「幅が広くなる」縁起物うどん |    | [ 166 ] |
| 53 | 1月13日  | 4   | 名古屋市中区       | 100年越え!?                              | 大甚本店                                                                                         | 超老舗！大人気「大衆酒場」 |    | [ 167 ] |
| 54 | 1月20日  | 1   | 千種区・自由ヶ丘   | ついつい麺                               | うどんのいなや                                                                                   | 麺メニュー30種以上！マイベストは？ |    | [ 168 ] |
| 54 | 1月20日  | 2   | 豊根村             | 土の中の激うま                           | 豊根森林組合                                                                                     | 超貴重！天然の自然薯が食べたい |    | [ 169 ] |
| 54 | 1月20日  | 3   | 一宮市             | チャーシュー母さん!?                     | 中華そば ほていや                                                                                | 日本一!?テレビ初 絶品チャーシュー | ◎  | [ 170 ] |
| 54 | 1月20日  | 4   | 岡崎市・国道1号線  | おなかが空いたらグルメ4兄弟!?            | 井田長 麵屋こはる サグーン                                                                       | 定食 濃厚白湯ラーメン インドカレー |    | [ 171 ] |
| 55 | 1月27日  | 1   | 春日井市           | 外食はまんぷくロード                     | 鰻処まえの オガッシ 美濃屋                                                                       | 女性人気No.1姫ひつまぶし 満席！こだわり洋食店 ももらんぐ |    | [ 172 ] |
| 55 | 1月27日  | 2   | 東栄町             | 田舎に移住したくなる！                   | 一週間の移住体験                                                                                 | 700年の伝統“花祭”に飛び入り参加！ | ◎  | [ 173 ] |
| 55 | 1月27日  | 3   | 西尾市・佐久島     | 3食およばれ                              | 天然カキ ワタリガニ ３色なまこ 生このわた アジ刺身 豚バラ鍋 自家製ポン酢                         | 1日三食お呼ばれ旅 |    | [ 174 ] |
| 56 | 2月3日   | 1   | 新城市             | イノシシと言えば原田さん!?               | 三河ししや                                                                                       | 絶品イノシシ料理続々 |    | [ 175 ] |
| 56 | 2月3日   | 2   | 名古屋市中区       | 超巨大LINEグループ                       | こころ粋                                                                                         | 絶品料理が衝撃価格 | ◎  | [ 176 ] |
| 56 | 2月3日   | 3   | 岡崎市             | 冬でも半袖半ズボン                       | 市立城北中学校                                                                                   | 夜明け前の大絶叫「暁天かけ足」 |    | [ 177 ] |
| 56 | 2月3日   | 4   | 豊川市             | 血まみれの鬼ごっこ!?                     | 長松寺                                                                                           | リアル「逃走中」恐怖の奇祭 |    | [ 178 ] |
| 57 | 2月10日  | 1   | 名古屋市中村区     | 珍しい●●●!?                              | ホリエビル NAgoya Book Center ONLY FREE PAPER NAGOYA 喫茶River 寿司常                            | レトロなビルの中がスゴかった!? 名古屋に関する本のみの書店 フリーペーパー専門書店 7色7味のクリームソーダ ギャップ・家族経営の寿司店                                                                                               |    | [ 179 ] |
| 57 | 2月10日  | 2   | 名古屋市南区       | ヤバいグルメ                             | 福富                                                                                             | 客がどハマりする極上肉グルメ |    | [ 180 ] |
| 57 | 2月10日  | 3   | 碧南市             | 3年待ち                                  | 衣浦食品 （天津甘栗） ノエルコーポレーション （おもちゃ） 石川鋳造 （おもいのフライパン）        | ふるさと納税で何がブレイク？ | ◎  | [ 181 ] |
| 58 | 2月17日  | 1   | 豊田市             | 感覚が狂う鍋!?                           | 一福                                                                                             | 「力士の1人前 知ってほしい」元力士店主 |    | [ 182 ] |
| 58 | 2月17日  | 2   | 常滑市             | のりをおいしく食べるなら漁師に聞く!?     | 鬼崎漁港                                                                                         | 鬼崎のり漁師に聞いた絶品のり料理 |    | [ 183 ] |
| 58 | 2月17日  | 3   | 豊橋市             | 今年もりんごの皮むきで競い合う!?         | 豊橋市立富士見小学校                                                                             | 歴代新記録達成なるか!? | ◎  | [ 184 ] |
| 59 | 3月2日   | 1   | 稲沢市             | 今回も幻食材が登場                       | 木村農園                                                                                         | コストが半端じゃない！幻の高級生姜 |    | [ 185 ] |
| 59 | 3月2日   | 2   | 豊山町             | アノお魚男たちが爆買いする               | 北部市場                                                                                         | 年明けの市場に名物大将が続々！ |    | [ 186 ] |
| 59 | 3月2日   | 3   | 豊橋市             | 激うまなスピードめし                     | 赤のれん 平和食堂 ボンとらや                                                                     | 早くてうまい店！1時間で何軒回れる？ ギョーザ→豚汁定食→ピレーネ |    | [ 187 ] |
| 59 | 3月2日   | 4   | 名古屋市中川区     | いつでもタクちゃんに会える               | タクちゃんラーメン                                                                               | 驚き！15年一度も休みなし | ◎  | [ 188 ] |
| 60 | 3月9日   | 1   | 一宮市             | 外食はまんぷくロード                     | アルビノール しまかぜ食堂 はらや TORI PAITAN RAMEN                                               | シフォンブリュレ 新鮮な魚介メニュー 特製濃厚鶏白湯 |    | [ 189 ] |
| 60 | 3月9日   | 2   | 日進市             | 食卓がレベルアップするスーパーマーケット | D-MARKET                                                                                         | 料理人ご用達！最強スーパー |    | [ 190 ] |
| 60 | 3月9日   | 3   | 幸田町             | 凧を走らずに揚げる!?                     | 凧揚げまつり                                                                                     | 走らずにあがるたこの秘訣とは？ |    | [ 191 ] |
| 60 | 3月9日   | 4   | 南知多町・大井     | 3食およばれ                              | 海苔ホットドッグ ひじき サワー漬け もつ鍋 刺身 生カキ                                            | 1日三食お呼ばれ旅 | ◎  | [ 192 ] |
| 61 | 3月16日  | 1   | 名古屋市中村区     | なんでもスパイシー!?                     | スパイスカグラ                                                                                   | “表現力が試される”絶品スパイス料理 | ◎  | [ 193 ] |
| 61 | 3月16日  | 2   | 豊明市             | 中国人がうなる中国料理店                 | 中国家庭料理 漓江                                                                                | 中国の絶品地方料理が味わえるお店 |    | [ 194 ] |
| 61 | 3月16日  | 3   | 瀬戸市             | ソフトクリームみたいなうどん!?           | 賀登光本店                                                                                       | 作れるのはただ一人 絶品「芋うどん」 |    | [ 195 ] |
| 61 | 3月16日  | 4   | 半田市             | 手を触れずに魚をさばく!?                 | 四條流 十六代家元 豊場屋南店                                                                     | レジェンド料理人が復活させた江戸時代の寿司 |    | [ 196 ] |
| 62 | 3月23日  | 1   | 東郷町             | 心優しき魔女                             | パンと庭 町立兵庫児童館                                                                          | テレビ初取材！大人気のパン屋さん 紙芝居魔女みなーな |    | [ 197 ] |
| 62 | 3月23日  | 2   | 愛西市             | 謎のワードが飛び交うパン屋さん           | あらやだ奥さん                                                                                   | ありえない店名のパン屋さん |    | [ 198 ] |
| 62 | 3月23日  | 3   | 東浦町             | 豪華で嬉しくなっちゃう公園               | さだの苑 ショッピングマルス本店 於大公園                                                         | 町中華で意外な人気メニュー！？ 衝撃の事実が続々発生！？ 町民激推しの公園で感動の出会いが！？ | ◎  | [ 199 ] |
| 62 | 3月23日  | 4   | 津島市             | 伝説のスラッガー                         | 肉のきのした バッティングセンター甲子園                                                          | 地元民熱愛グルメがスゴかった！ 謎の人物を発見！ |    | [ 200 ] |
| 62 | 3月23日  | 5   | 大治町             | アイドルファンが勝負服で集まる           | 真野ししゅう                                                                                     | 全国から注文が殺到！痛ユニ製作 |    | [ 200 ] |
| 63 | 3月30日  |     | 豊橋市             | アンバランスすぎる和菓子                 | 東新町もち屋                                                                                     | アンバランスすぎるイチゴ大福 |    | [ 201 ] |
| 63 | 3月30日  | 1   | 瀬戸市             | 衝撃の動物供養！                         | 中外陶園                                                                                         | 住職が置物を叩き割る干支置物 |    | [ 202 ] |
| 63 | 3月30日  | 2   | 高浜市             | 視聴者投稿 最強で最高のおすし屋さん      | にぎり鮨 いちごいちえ                                                                            | 高級ネタも永遠に165円！衝撃の技 |    | [ 203 ] |
| 63 | 3月30日  | 3   | 名古屋市中村区     | 衝撃の早すぎるみそかつ                   | まる中                                                                                           | 注文から20秒でみそかつを提供 |    | [ 204 ] |
| 63 | 3月30日  | 4   | あま市             | 餅つき助っ人クールポコ。登場             | あま市奉賛会                                                                                     | 4トンの巨大鏡餅が市内パレード | ◎  | [ 205 ] |
| 65 | 4月20日  | 1   | 名古屋市南区       | 刺激的すぎるお風呂                       | 七福湯 健美薬湯 水野通信工業                                                                     | 棚橋弘至が刺激的な風呂に入浴 刺激的な入浴剤を棚橋弘至が調合 棚橋弘至vs電気風呂MAXパワーマッチ |    |         |
| 65 | 4月20日  | 2   | 名古屋市中区       | 大物有名人がドハマリする町中華!?         | 香蘭園                                                                                           | 数々の大物が愛した絶品ギョーザ | ◎  | [ 206 ] |
| 65 | 4月20日  | 3   | 刈谷市             | エリートなとんかつ                       | 呑めるとんかつ屋 林家                                                                            | 全食材がエリート品！絶品お値打ちとんかつ |    | [ 207 ] |
| 65 | 4月20日  | 4   | 名古屋市中区       | ガムテープが貼ってある店!?               | 燕参上                                                                                           | 名古屋唯一!?激ウマ新潟ご当地ラーメン |    | [ 208 ] |
| 66 | 4月27日  | 1   | 岡崎市             | 珍しい職業                               | 木こりツリーサービス                                                                             | 謎がいっぱい！特殊伐採職人 |    | [ 209 ] |
| 66 | 4月27日  | 2   | 名古屋市北区       | 借金まみれで幸せ!?                       | 贅食家 千壽                                                                                      | “赤字まみれの寿司店”実態に迫る！ | ◎  | [ 210 ] |
| 66 | 4月27日  | 3   | 豊橋市             | 海で宝探し                               | アンバーグリスジャパン                                                                           | 幻のお宝“龍涎香”とは |    | [ 211 ] |
| 67 | 5月4日   | 1   | 蒲郡市             | 魚の味を知らない水族館スタッフ           | 竹島水族館                                                                                       | 100倍楽しくなる！展示のヒミツ | ◎  | [ 212 ] |
| 67 | 5月4日   | 2   | 南知多町           | 食後のおまけに吸い寄せられる!?           | しぼりや                                                                                         | ネタ数１０種以上！豪華海鮮丼 |    | [ 213 ] |
| 67 | 5月4日   | 3   | 名古屋市東区       | お手入れが大変な施設!?                   | バンテリンドームナゴヤ                                                                           | 地下空間に潜入＆天井からの景色 |    | [ 214 ] |
| 68 | 5月11日  | 1   | 千種区今池         | 美味すぎる立ち食い中華                   | 立ち食い中華 桑原飯店                                                                            | 激安！プロフェッショナル中華が続々 |    | [ 215 ] |
| 68 | 5月11日  | 2   | 蒲郡市             | 幻の春食材を奪い合う                     | 西浦魚市場                                                                                       | テレビ初密着！超緊迫のとり貝漁 | ◎  | [ 216 ] |
| 68 | 5月11日  | 3   | 稲沢市国府宮       | 激うまなスピードめし                     | 福吉ラーメン サプナ チャーハン金龍 こうじや                                                      | 早くてうまい店！1時間で何軒回れる？ ベトコンラーメン→ナンカレー →黄金玉子チャーハン→鬼まんじゅう |    |         |
| 68 | 5月11日  | 4   | 西尾市             | いつか会いたいそば爺                     | そば爺よしみ                                                                                     | 行列そば屋さん 77歳店主 息子への思い… |    |         |
| 69 | 5月18日  | 1   | 一宮市木曽川       | ナイスバーベな人が集まる                 | 木曽川緑地 ウッドデザインパークいちのみや紡                                                      | バーベキュープロの突撃！隣のBBQ （驚）本格スペアリブにナイスバーベ！ |    | [ 217 ] |
| 69 | 5月18日  | 2   | 稲沢市             | 変な喫茶店に大行列                       | Cafe＆Dining The はる                                                                            | モーニング50種類以上・ランチも超豪華 |    | [ 218 ] |
| 69 | 5月18日  | 3   | 豊田市下山         | 穴場すぎて人が来ない七滝                 | 保殿の七滝                                                                                       | 超穴場の滝！珍植物＆伝説の池 |    | [ 219 ] |
| 69 | 5月18日  | 4   | 豊橋市伊古部       | 3食およばれ                              | キャベツ炒め・みそ汁 キャベツお好み焼き・ポトフ グラタン・豆腐ステーキ・のんほい牛乳             | 1日三食お呼ばれ旅 | ◎  |         |
| 70 | 5月25日  | 1   | 名古屋市中村区     | 元日本代表の弟と噂の激うまハム店         | AkitaHam.                                                                                        | ドイツの本格ソーセージが味わえる激うま店 |    | [ 220 ] |
| 70 | 5月25日  | 2   | 中川区尾頭橋       | ファンが集まるうなぎ店!?                 | 鰻の魚勇                                                                                         | 人気アーティストのファンが集まるうなぎ店 |    |         |
| 70 | 5月25日  | 3   | 新城市             | 日本一足が速い小学生!?                   | 黄柳川小学校                                                                                     | 天才少女 陸上歴半年で100ｍ走日本一 |    |         |
| 70 | 5月25日  | 4   | 名古屋市千種区     | 100年越え!?                              | 玉屋                                                                                             | 大正2年から111年続く大人気「大衆食堂」旅 | ◎  |         |
| 71 | 6月1日   | 1   | 清須市             | 神様の弟子に会える                       | パン ド クエット                                                                                 | スゴ腕パン職人が作る神様の味 |    | [ 221 ] |
| 71 | 6月1日   | 2   | 南知多町 日間賀島  | 夫婦が隠れる!?                           | 民宿 まるよ                                                                                      | 衝撃の事実！カクレエビはうまい♪ |    | [ 222 ] |
| 71 | 6月1日   | 3   | 長久手市           | 日本一の犬軍団                           | ドッグウィズ 東海警察犬訓練所                                                                    | 夫婦で立ち上げた“人命救助の道” | ◎  |         |
| 72 | 6月8日   | 1   | 名古屋市天白区     | 匂いに釣られる喫茶店!?                   | とよのcoffee                                                                                     | 喫茶店なのに…こだわりすぎカレー |    | [ 223 ] |
| 72 | 6月8日   | 2   | 岡崎市(IC付近)     | 明け方の行列!?                           | 平の屋                                                                                           | 新鮮＆高コスパ海鮮！理由は押し売り |    | [ 224 ] |
| 72 | 6月8日   | 3   | 岡崎市(ほぼ豊田)   | 野菜を採らせて楽をする!?                 | 松本自然農園                                                                                     | 定額制で野菜が収穫し放題!? |    | [ 225 ] |
| 72 | 6月8日   | 4   | 南知多町           | 先生と盛大にお別れする!?                 | 日間賀小学校                                                                                     | 「3年で島を出る」先生と児童の絆 | ◎  | [ 226 ] |
| 73 | 6月15日  | 1   | 一宮市             | 早くてウマイ！スピードめし               | 一兆 ビィビィアン 3℃ ムッシュ・ムラ                                                              | 絶品グルメ続々！1時間で5軒に挑戦 豚骨ラーメン→大人気オムライス→サンドイッチ80種類→濃厚シュークリーム |    | [ 227 ] |
| 73 | 6月15日  | 2   | 碧南市             | 忙しくてもなにもしない大将               | たぁぶる                                                                                         | 大ボリューム！ハンバーグナポリタン |    | [ 228 ] |
| 73 | 6月15日  | 3   | 豊川市(旧)一宮町   | 3年待ちの乗馬                            | 砥鹿神社                                                                                         | 危険な奇祭！競走馬の上で手放し | ◎  | [ 229 ] |
| 73 | 6月15日  | 4   | 西尾市(旧)一色町   | 1年ぶり登場ハルトくん                    | 服部中村養鼈場（浜松市）                                                                         | スッポン少年が…プロの世界で大暴れ！ |    | [ 230 ] |
| 74 | 6月22日  | 1   | 豊根村             | ワンッ！と鳴くカエル                     | 休暇村 茶臼山高原                                                                                | 入江聖奈が大調査 ネバタゴガエル |    | [ 231 ] |
| 74 | 6月22日  | 2   | 豊橋市             | 人気のカリスマカット                     | いのしん豚南部直売所                                                                             | 大人気！豚専門の精肉＆惣菜店 |    | [ 232 ] |
| 74 | 6月22日  | 3   | 半田市             | 激ムズな山車                             | 亀崎潮干祭                                                                                       | ぶつかる!!超ハラハラ山車祭り | ◎  | [ 233 ] |
| 74 | 6月22日  | 4   | 蒲郡市(旧)形原町   | 3食およばれ                              | マトウダイの煮付け メヒカリ・バカムツ・ニギス・ハダカイワシ 揚げ若鶏のレモン煮・メヒカリ・チーズ | 1日三食お呼ばれ旅 |    | [ 234 ] |
| 75 | 6月29日  | 1   | 岡崎市             | 予約制の喫茶店!?                         | よしの瀬                                                                                         | 人気喫茶店の名物はみたらし団子と「マジック」 |    | [ 235 ] |
| 75 | 6月29日  | 2   | 名古屋市西区       | 99円メニューに行列ができる!?             | 八幡屋                                                                                           | 無限ビール ランチはさらにお得な99円串料理 |    | [ 236 ] |
| 75 | 6月29日  | 3   | 西尾市             | イケジイパラダイス                       | 宮崎海水浴場                                                                                     | 愛知のワイキキに広がるイケジイの楽園 | ◎  | [ 237 ] |
| 75 | 6月29日  | 4   | 常滑市             | 海底に沈む酒!?                           | 井上屋・澤田酒造                                                                                 | ロマンあふれる実験！海中で日本酒がうまくなる？ |    | [ 238 ] |
| 76 | 7月6日   | 1   | 常滑市             | チャンス大城があたりまえ探し             | だんご茶屋 俺の金の焼き芋 劇団ペンターズ                                                         | ユニークな団子店女将があたりまえ!? 新感覚足湯カフェを発見！ 話題沸騰中の動物の楽園!? |    | [ 239 ] |
| 76 | 7月6日   | 2   | 名古屋市西区       | 予約困難な超一流店!?                     | 手羽酒屋じらい亭                                                                                 | 予約困難店のダメ押しグルメを発見！ |    | [ 240 ] |
| 76 | 7月6日   | 3   | 設楽町             | 隠し財産                                 | 津具金山                                                                                         | 奥三河でゴールドラッシュ!? |    | [ 241 ] |
| 76 | 7月6日   | 4   | 安城市             | 飲食店スタッフは異色の経歴               | 焼肉屋ウルフ                                                                                     | 地元で愛される焼肉店主の壮絶人生 | ◎  | [ 242 ] |
| 77 | 7月13日  | 1   | 一宮市             | 気になるパンをCOWCOWが買う！買う！       | 第3位 ベーカリーキキ 第2位 ピク・ニケ 第1位 ワンハンドレッドベーカリー一宮本店                   | デカい！重い！安い！街のパン屋さん (秘)生地でサクサク食感クロワッサン 世界初!?の製法でふわふわ食パン |    |         |
| 77 | 7月13日  | 2   | 豊田市             | みんなゾッコンあおいさん                 | 葵グループ                                                                                       | 総メニュー数 約350種類！ローカルチェーン |    | [ 243 ] |
| 77 | 7月13日  | 3   | 田原市（伊良湖）   | 夏こそカキを食べる!?                     | 岩ガキ                                                                                           | てのひらサイズ！夏に食べる巨大カキ |    | [ 244 ] |
| 77 | 7月13日  | 4   | 田原市             | 空中でけんか!?                           | 田原けんか凧合戦                                                                                 | 自由自在！凧を操る絶対王者 | ◎  | [ 245 ] |
| 78 | 7月20日  | 1   | 名古屋市・中区栄   | あんかけスパ屋さんはママに監視される!?   | あんかけスパゲティ コモ                                                                          | うま味が凝縮！秘伝のあんかけスパゲティ |    | [ 246 ] |
| 78 | 7月20日  | 2   | 南知多町・日間賀島 | フグよりウマい魚がある                   | マゴチ                                                                                           | 夏のフグ！高級魚マゴチが食べたい | ◎  | [ 247 ] |
| 78 | 7月20日  | 3   | 名古屋市・北区     | 運転が上手くないとリフレッシュできない   | 名城公園                                                                                         | 激ムズ！縦列駐車ウォッチング |    | [ 248 ] |
| 78 | 7月20日  | 4   | 新城市・福津       | 松澤さんを出待ち                         | 福津農園                                                                                         | 山奥で自給自足！絶品野菜＆玉子焼き |    | [ 249 ] |
| 79 | 7月27日  | 1   | 豊田市             | 喫茶店で誰でも乾杯しちゃう               | 煎豆茶館 杣 （コーヒーかん そま）                                                                | 愛知喫茶店の父が作る乾杯できるコーヒー |    | [ 250 ] |
| 79 | 7月27日  | 2   | 岡崎市             | 人気店のカツ丼を待たずに食べる!?         | かつひこ                                                                                         | 人気店と同じ味！穴場すぎるかつ丼店 |    | [ 251 ] |
| 79 | 7月27日  | 3   | 犬山市             | 激うまなスピードめし                     | せいめん未さく 池田屋 ガンダァーラ犬山店 美乃家 香味茶寮壽俵屋 犬山井上邸 La Violette            | 今年3月OP透き通る美ラーメン 昭和2年創業アツアツ天津飯 超本場の味バターチキンカレー 城下町名物A5ランク飛騨牛の握り 逆走してでも食べたいおこげ串 元フレンチシェフが作る新感覚カヌレ                                                |    | [ 252 ] |
| 79 | 7月27日  | 4   | 名古屋市・中区     | 昭和のラーメン!?                         | 屋台ラーメン ヤムヤム                                                                            | 令和に大人気！昭和が香る屋台ラーメン | ◎  | [ 253 ] |
| 80 | 8月17日  | 1   | 美浜町             | ナイスバーベナ人が集める                 | 浜オートキャンプ場                                                                               | バーベキュープロの突撃！隣のBBQ |    | [ 254 ] |
| 80 | 8月17日  | 2   | 豊川市             | スゴイ車が走っている!?                   | 陸上自衛隊豊川駐屯地                                                                             | 一般道を走る！(驚)タイヤ付き戦車 |    | [ 255 ] |
| 80 | 8月17日  | 3   | 南知多町 内海      | ジ～ンとくる1000円食堂                   | ボボーズキッチン                                                                                 | 名物店主！見た目とのギャップに(驚) | ◎  | [ 256 ] |
| 81 | 9月7日   | 1   | 名古屋市・守山区   | 81歳！頑張りすぎ女将                     | 炭焼とんちゃん和                                                                                 | 愛され続けて50年！店主がスゴかった！ |    | [ 257 ] |
| 81 | 9月7日   | 2   | 豊橋市             | スーパーキッズ                           | 鈴木美音さん                                                                                     | 少女の夢を叶えるためさだまさし降臨！ | ◎  | [ 258 ] |
| 81 | 9月7日   | 3   | 名古屋市・北区     | 肉まみれ!?                               | うまうまdemare                                                                                   | 親子ゲンカの店に異変!!祖母の想いを継いで孫が頑張る飲食店 |    | [ 259 ] |
| 81 | 9月7日   | 4   | 豊田市             | 山で重機を乗り回す住職                   | 妙楽寺トライアル場                                                                               | 重機で寺にオフロード施設！？ |    | [ 260 ] |
| 83 | 9月21日  | 1   | 岡崎市             | 気になるパンをCOWCOWが買う！買う！       | マルヤス プース                                                                                  | 超お得！地元イチ長い＆ぎっしり過ぎ 毎日食べたい！クロックムッシュ |    | [ 261 ] |
| 83 | 9月21日  | 2   | 新城市             | 1日2000匹とれる激うまアユ                | 出沢（すざわ）地区                                                                               | 門外不出！激うまアユ料理3連発 |    | [ 262 ] |
| 83 | 9月21日  | 3   | 名古屋市・守山区   | 笑いが絶えない町中華                     | チャイニーズダイニング呵呵                                                                       | 濃厚担々麺 本格中華 笑と感動の夫婦物語 | ◎  | [ 263 ] |
| 83 | 9月21日  | 4   | 豊田市             | あたりまえ密着24時                       | 中日本ハイウェイ・パトロール名古屋 豊田基地                                                      | 密着！高速道路パトロール隊 |    | [ 264 ] |
| 84 | 9月28日  | 1   | 名古屋市南区       | 晩御飯が子どもにかかっている!?           | 魚つかみ取り大会                                                                                 | 晩御飯ミッション・1匹1000円のマスを捕まえろ |    | [ 265 ] |
| 84 | 9月28日  | 2   | 西尾市             | 幻の巨大魚ハンター親子                   | 寺津漁港                                                                                         | 県内唯一カジキ釣り大会で大物をハントせよ | ◎  | [ 266 ] |
| 84 | 9月28日  | 3   | 豊川市             | スピードめし                             | キャンドル 中華リキ 旭亭 田舎料理 吉野 ヤマサちくわ シャトンミニョン                             | シリーズ最長コース完全制覇へ ボリューム満点の生姜焼ライス→先代から受け継がれるアツアツ中華飯→昔ながらの秘伝シロップかき氷専門店→参道の新名物!?厚焼き玉子おでん→地元で長年愛される出来立てのちくわ→地元フルーツで作る絶品シェイク |    | [ 267 ] |
| 84 | 9月28日  | 4   | 豊山町             | ママの食べたい物を食べる!?               | たらち根                                                                                         | 豪快ママが作るお値打ち絶品ボリュームめし |    | [ 268 ] |
| 85 | 10月12日 | 1   | 豊川市             | 珍しい和スイーツ!?                       | 甘味処 よび田屋                                                                                  | キクラゲを使った和スイーツがなぜ人気？ | ◎  | [ 269 ] |
| 85 | 10月12日 | 2   | 岡崎市             | 山奥限定！金メダル級はるまき専門店       | はるまき食堂凸凹                                                                                 | 概念を変えちゃう極上はるまきに客大興奮♪ |    | [ 270 ] |
| 85 | 10月12日 | 3   | 名古屋市南区       | 価格設定がおかしい!?                     | ネワ屋                                                                                           | 担々麺 人気の秘密は(秘)スパイス!? |    | [ 271 ] |
| 85 | 10月12日 | 4   | 南知多町           | 忘れられた埋蔵金伝説                     | 前野家                                                                                           | 愛知が誇る豪商の埋蔵金がこの地に!? |    | [ 272 ] |
| 86 | 10月19日 | 1   | 名古屋市東区       | 人見知りのうどん屋さん                   | 人見知りうどん                                                                                   | 店主が人生をかけた修行へ！ | ◎  | [ 273 ] |
| 86 | 10月19日 | 2   | 南知多町           | 脂がのりすぎてヤバイ魚がある             | 豊浜漁港                                                                                         | 塩焼き・煮付け・フライ・蒲焼 絶品イワシ料理登場！ |    | [ 274 ] |
| 86 | 10月19日 | 3   | 豊川市             | ドクターイエロー奇跡の瞬間を見たい！     | 旅館呑龍                                                                                         | ドクターイエローと新幹線がつながる瞬間を見たい！ |    | [ 275 ] |
| 86 | 10月19日 | 4   | 新城市             | マダムライダーと行く！絶景＆グルメ旅     | 丸山荘 鳳来寺山頂店 四谷の千枚田 道の駅したら（設楽町） 設楽ダム                                 | 家康スイーツ 絶景 道の駅絶品めし 墓参り |    | [ 276 ] |
| 87 | 10月26日 | 1   | 岡崎市             | ナイスバーべな人が集まる                 | 乙女川キャンプサイトTAKIBI                                                                       | バーベキュープロの突撃！隣のBBQ |    | [ 277 ] |
| 87 | 10月26日 | 2   | 蒲郡市西浦         | 今が旬 3食お呼ばれ                       | 知柄漁港                                                                                         | 12時間の底引き網漁 |    | [ 278 ] |
| 87 | 10月26日 | 3   | 北名古屋市         | かゆい所に手が届くスーパー               | スーパーダイ新                                                                                   | 豊富な惣菜・新鮮刺し身・うなぎの蒲焼・スイーツ・親切サービス精神 |    | [ 279 ] |
| 87 | 10月26日 | 4   | 豊田市足助         | 山奥のイカしたレストラン                 | 春秋風亭（ちゅんちゅぷうてい）                                                                   | (驚)謎に包まれたイカした81歳店主!? | ◎  | [ 280 ] |
| 88 | 11月2日  | 1   | 新城市             | 日本一の韋駄天ガール                     | 黄柳川小学校                                                                                     | 舞台は国立競技場天才少女が再び日本一へ |    | [ 281 ] |
| 88 | 11月2日  | 2   | 名古屋市港区       | もがいてでも食べたくなる!?               | 御料理処 青木                                                                                    | 激アツで悶絶!?「でも食べたい」絶品ねぎたん |    | [ 282 ] |
| 88 | 11月2日  | 3   | 東栄町             | 隠居に失敗した本村さん                   | 株式会社モトムラ                                                                                 | ある意味憧れる？スゴすぎる隠居ライフ | ◎  | [ 283 ] |
| 88 | 11月2日  | 4   | 常滑市             | ランニングスピードめし                   | ni：no 俺の金の焼き芋 侘助 メム まるは食堂 大蔵餅                                                | 食欲そそるアジアンカレー 熱々＋ひんやり秋の味覚 秋の味覚どっさりうどん 急須で淹れるコーヒー 名物ジャンボエビフライ ご褒美スイーツ                                                                                                |    | [ 284 ] |
| 89 | 11月9日  | 1   | 幸田町             | 世界唯一を誇る町であたりまえ探し         | ハミングバードカフェ 鰻や福きたる 燻Kemuru 幸田町郷土資料館 本光寺 幸田サーキット                | 世界唯一！aiboの聖地 うな丼のドライブスルー 山奥の住宅地に絶品グルメ ホント!?戦闘機が間近で見られる！ 財宝が発掘された寺に貴重な宝が!? 誰でも気軽にレースが楽しめる                                                              |    | [ 285 ] |
| 89 | 11月9日  | 2   | 名古屋市中村区     | 究極の米料理!?                           | 梅のり ぬけさく                                                                                  | カウンター越しに握りたてが食べられる！ コレも究極!?独学の江戸前鮨 |    | [ 286 ] |
| 89 | 11月9日  | 3   | 名古屋市千種区     | ギャップがありすぎる建物                 | 揚輝荘                                                                                           | 謎の地下トンネルに番組カメラが潜入 |    | [ 287 ] |
| 89 | 11月9日  | 4   | 豊田市             | スーパーキッズ                           | 和光ボクシングジム                                                                               | 天才ボクシング少女に密着！両親の思いは？ | ◎  | [ 288 ] |
| 90 | 11月16日 | 1   | 江南市             | 気になるパンをCOWCOWが買う！買う！       | ベーカリーカワイ グッドベーカリー伊せ屋                                                          | まるごと1個！じゃがいものパン 2時間で売り切れ！ゴロっとカレーパン |    | [ 289 ] |
| 90 | 11月16日 | 2   | 田原市             | 伊勢じゃないけど伊勢エビがおいしい!?     | 灯台茶屋 たかのや 伊良湖港お魚いちば 渥美魚市場                                                  | 三重県民も驚き!?お値打ち伊勢エビ 豪快！伊勢エビ漁師メシ |    | [ 290 ] |
| 90 | 11月16日 | 3   | 半田市             | 昔から池の水を全部抜く!?                 | かいどり大作戦                                                                                   | 中日 石川も池の水を抜いていた!? |    | [ 291 ] |
| 90 | 11月16日 | 4   | 豊田市             | ウズウズしている魚屋さん!?               | トミーの魚や                                                                                     | さばきたい店主のお値打ち魚セット | ◎  | [ 292 ] |
| 91 | 11月23日 | 1   | 名古屋市守山区     | 行列が苦じゃない台湾ラーメン店           | 江楽                                                                                             | ぶ厚～いロング肉！名物台湾ラーメン |    | [ 293 ] |
| 91 | 11月23日 | 2   | 碧南市             | ティッシュは餅投げで手に入れる           | 道場山神明社                                                                                     | 目指すはティッシュ1年分！白熱の餅投げ |    | [ 294 ] |
| 91 | 11月23日 | 3   | 名古屋市中村区     | 激安命の家族                             | 安兵衛青果                                                                                       | 激安!!プロが市場代わりに通う青果店 |    | [ 295 ] |
| 91 | 11月23日 | 4   | 豊山町             | 飛行機絶景                               | 名古屋空港                                                                                       | 飛行機大好き小6女子！空港の裏側へ大潜入 | ◎  | [ 296 ] |
| 92 | 11月30日 | 1   | 豊田市 足助        | 紅葉だけじゃない！                       | 塩の道づれ家 日月もなか總本舗 川村屋 井筒亀                                                      | 絶品そば…さらに犬同伴OK 100年和菓子 絶品！イノシシ料理に舌鼓 |    |         |
| 92 | 11月30日 | 2   | 南知多町 篠島      | 神が認める絶品の鯛！                     | おんべ鯛奉納祭                                                                                   | 伊勢神宮へ観光大使千原ジュニアも参加 | ◎  |         |
| 92 | 11月30日 | 3   | 知立市             | 1ヵ月に1回しか営業しないお店!?           | 鳥めし 山岡屋 知立 弘法山 遍照院 うなぎ処 弘常屋 だん長 弘法庵 うなぎの旭屋                      | 旧暦21日 弘法さんの月命日のみ営業 縁日のお楽しみ 上うなぎ丼 名古屋風たこやき あんまき 鮎の塩焼き |    | [ 297 ] |
| 92 | 11月30日 | 4   | 岡崎市石原町       | 今が旬 3食お呼ばれ                       | 宮ザキ園 茶房 一匙 栗の赤飯おこわ クリタケとシバモチのピザ キノコ尽くし晩ご飯                    | キノコ名人探し！ 松茸目指してキノコ狩り |    | [ 298 ] |
| 93 | 12月14日 | 1   | 常滑市             | 大人気の道の駅（仮）!?                   | 多賀の里                                                                                         | 魚弘…産直野菜＆鮮魚フライが超お値打ち みやこ食堂…朝から満席！80代夫婦が営む癒し食堂 | ◎  |         |
| 93 | 12月14日 | 2   | 名古屋市中村区     | 底が黒くなるちゃんこ鍋!?                 | 柳ばし 角重                                                                                      | スパイシーでクセになる老舗のちゃんこ |    |         |
| 93 | 12月14日 | 3   | 岡崎市             | 早くてウマイ                             | がんこ親父 蛇の目鮨 いちかわ ダイニング マシラ ありがとう。かりんとう。中田屋                    | 熱々!!手打ちカレーうどん 超お値打ち老舗の寿司ランチ 濃厚!!岡崎城名物おでん 魅惑の新感覚食感エビマヨ 市民の定番おやつ かりんとう                                                                                                  |    | [ 299 ] |
| 93 | 12月14日 | 4   | 設楽町             | 客を寄せ付けない温泉旅館                 | 塩津温泉 秀山荘                                                                                  | 泉質抜群!!温泉ツウが訪れる秘湯宿 |    | [ 300 ] |

| 回  | 放送日  | No.                                                               | 市区町村                                                          | あたりまえ                                                        | 取材先 | 内容 | GP                                                                | 備考                                                              |
| --- | ------- | ----------------------------------------------------------------- | ----------------------------------------------------------------- | ----------------------------------------------------------------- | --- | --- | ----------------------------------------------------------------- | ----------------------------------------------------------------- |
| 96  | 1月18日 | 1                                                                 | 中川区                                                            | 鉄板焼きが普通に焼けない!?                                        | まってぃーにの森 | 飛騨牛＆大海老！絶品料理＆圧巻パフォーマンス |                                                                   |                                                                   |
| 96  | 1月18日 | 2                                                                 | 豊根村                                                            | 「明治時代の蔵にお宝があるかもしれない」                          | だがし菓子 | 蔵から鎧＆大将軍・源頼朝の巻物!?鑑定額は？ | ◎                                                                 |                                                                   |
| 96  | 1月18日 | 3                                                                 | 名古屋市営地下鉄                                                  | あたりまえ密着２４時                                              | 藤が丘工場・赤池駅・大幸車庫 | 地下鉄に密着！謎の車両＆ド迫力メンテナンス |                                                                   |                                                                   |
| 97  | 1月25日 | 1                                                                 | 千種区                                                            | 世界一ローマを愛する男!?                                          | SUSCi（スッシー） | 究極イタリアン超本格派カルボナーラ |                                                                   |                                                                   |
| 97  | 1月25日 | 2                                                                 | 北区                                                              | “リアル湯婆婆”のいる老舗銭湯!?                                    | 長喜温泉 | 孫娘と湯婆婆が名物 癒やしの激アツ銭湯 | ◎                                                                 |                                                                   |
| 97  | 1月25日 | 3                                                                 | 小牧市                                                            | 謎の円盤をあやつる神オジサン                                      | 市民四季の森 | フライングディスク界の生ける伝説に遭遇 |                                                                   |                                                                   |
| 98  | 2月1日  | 1                                                                 | 大口町                                                            | 世界が認めたア・ナ・ゴ!?                                          | すし処 初音 | 絶品穴子寿司 うまさの秘訣は鮮度 |                                                                   |                                                                   |
| 98  | 2月1日  | 2                                                                 | 守山区                                                            | マダムのカリスマ加藤さん                                          | 加藤人形 るるるカフェ | 激レア！オーダーメードひな人形 伝統工芸士 衝撃の趣味とは！？ | ◎                                                                 |                                                                   |
| 98  | 2月1日  | 3                                                                 | 昭和区                                                            | なごやめしマスター                                                | 珈琲家 比呂野 とんかつ家 比呂野 うなぎ家 比呂野 きしめん家天むす 比呂野 | なごやめしロード 地元を愛する店主のこだわりがハンパない！ 愛犬家絶賛！？衝撃のペットフード 謎の乗り物で山奥へ！鳴り響く銃声！ |                                                                   |                                                                   |
| 99  | 2月8日  | 1                                                                 | 岡崎市                                                            | 1円でも安いスーパーで買い物!?                                     | プラザヒラク | スーパー激戦区 激安＆激闘！10円セール |                                                                   |                                                                   |
| 99  | 2月8日  | 2                                                                 | 豊田市                                                            | 日本人より日本人な外国人                                          | マートネック・ドリューさん | 野菜もキノコも納豆も！自分で作る | ◎                                                                 |                                                                   |
| 99  | 2月8日  | 3                                                                 | 西尾市                                                            | 2つの顔を持つ海苔屋さん!?                                         | 山廣海苔 Your Chef | 海苔屋さんと出張料理人の二刀流 |                                                                   |                                                                   |
| 100 | 2月15日 | 番組初！千原ジュニアが愛知でロケ 舞台は知多半島！ゲストはフジモン | 番組初！千原ジュニアが愛知でロケ 舞台は知多半島！ゲストはフジモン | 番組初！千原ジュニアが愛知でロケ 舞台は知多半島！ゲストはフジモン | 番組初！千原ジュニアが愛知でロケ 舞台は知多半島！ゲストはフジモン | 番組初！千原ジュニアが愛知でロケ 舞台は知多半島！ゲストはフジモン | 番組初！千原ジュニアが愛知でロケ 舞台は知多半島！ゲストはフジモン | 番組初！千原ジュニアが愛知でロケ 舞台は知多半島！ゲストはフジモン |
| 100 | 2月15日 | 1                                                                 | 半田市                                                            | 行列ラーメン店で激ムズ駐車に挑む！                                | 博多らーめん しん | 見事成功！駐車後のラーメンの味は？ |                                                                   |                                                                   |
| 100 | 2月15日 | 2                                                                 | 美浜町                                                            | 町民のご厚意でゲット！ガチンコ地元食材探し                        | 野間周辺 | うますぎて止まらない！とれたて海苔 世界最大級の激レア飛行機に奇跡の遭遇！ |                                                                   |                                                                   |
| 100 | 2月15日 | 3                                                                 | 南知多町                                                          | 大歓迎！旬食材の絶品料理でおもてなし                              | 片名漁港 | 大絶賛ご当地料理”豆みそ焼き“とは 冬の味覚の王様フグ 絶品てっさ 幻の食材”白いダイヤモンド“とは |                                                                   |                                                                   |
| 101 | 2月22日 | 1                                                                 | 田原市仁崎町                                                      | 今が旬 3食お呼ばれ                                                | 角建網漁での冬の海の幸 旬のレコンコン料理 猪肉のスペアリブ・ガーリックライス ヒラメのお刺し身・ムニエル うちおり鍋のしゃぶしゃぶ ボラの煮みそ ソイやセイゴの煮付け ヒラメのしゃぶしゃぶ ヒラメの出汁茶漬け | 1日三食お呼ばれ旅 |                                                                   |                                                                   |
| 101 | 2月22日 | 2                                                                 | 稲沢市                                                            | 野菜に全然困らない!?                                              | 三匹のおじさんと仲間たち | 巨大な家庭菜園は税金対策!? 余った作物は3匹のおじさんが買い取り スーパーの半額以下!?みかん詰め放題 新鮮野菜の詰め放題が400円 |                                                                   |                                                                   |
| 101 | 2月22日 | 3                                                                 | 美浜町上野間                                                      | 正月からとんでもないお参りをする                                  | 裸まいり | 驚・厄男の身代わり＝若衆が真冬の海に飛び込む 珍・風習 深夜の冬の海から3時間の寺社巡り | ◎                                                                 |                                                                   |
| 102 | 3月1日  | 1                                                                 | 名古屋市天白区                                                    | なんでも作りすぎちゃうマスター                                    | ブルーラグーンレストラン | どんな料理もある 2153種類ウマい |                                                                   |                                                                   |
| 102 | 3月1日  | 2                                                                 | 豊明市                                                            | ドイツロールパンでテンション爆上がり                              | フジパン豊明工場 | 大フィーバー!!ドイツロールパン爆売れ |                                                                   |                                                                   |
| 102 | 3月1日  | 3                                                                 | 安城市                                                            | 早くてウマイ スピードめし第9弾                                    | 北京飯店 鳥よし ほぼ毎日カフェ 恋するりんご 安城学園高校 | 半熟玉子＋豚から揚げ 濃厚クリーミーラーメン 品数(多)ほぼワンコイン 種類豊富りんご飴 生徒たちの元に間に合うか!? | ◎                                                                 |                                                                   |
| 103 | 3月8日  | 1                                                                 | 名古屋市中川区                                                    | 倉庫でランチ!?                                                    | 北陽水産 とっと屋三太郎 | こだわりの旨い魚を使った倉庫ランチ♪ 父の想いを胸に！2代目社長奮闘記♪ | ◎                                                                 |                                                                   |
| 103 | 3月8日  | 2                                                                 | 名古屋市千種区                                                    | 黄色いおじさん                                                    | 桜花らーめん | なんでも玉子でとじちゃう |                                                                   |                                                                   |
| 103 | 3月8日  | 3                                                                 | 安城市                                                            | キャラの濃い力持ち                                                | チームコブラ | 市民がハマるアームレスリングの世界とは？ |                                                                   |                                                                   |
| 104 | 3月15日 | 1                                                                 | 豊橋市                                                            | 今年もりんごの皮むきで競い合う!?                                  | 富士見小学校 | ミリ単位の技術！りんご皮むきテクニック | ◎                                                                 |                                                                   |
| 104 | 3月15日 | 2                                                                 | 名古屋市中川区                                                    | ネパール料理店で激ウマ日本料理が食べられる!?                      | インド・ネパールレストラン ミント | 歴20年超のネパール料理人が作る沖縄料理 |                                                                   |                                                                   |
| 104 | 3月15日 | 3                                                                 | 豊田市                                                            | ローカルスーパーで婚活する!?                                      | スーパーやまのぶ | 不器用＆甘えん坊 超個性派な男性店員 |                                                                   |                                                                   |
| 106 | 4月12日 | 1                                                                 | 小牧市                                                            | 看板もないのに行列ができる店                                      | セカデン・世界一安い家電屋 | 自称世界一！！お値打ち家電が集まる店 |                                                                   |                                                                   |
| 106 | 4月12日 | 2                                                                 | 豊橋市                                                            | 早くてウマイ スピードめし第10弾                                   | カドワラ 心寿司 安久美神戸神明社 オクトパスガーデン 奈。かふぇ 豊橋商業高校弓道部 | 透明スープラーメン 寿司店のスタミナ丼 祈願・「勝星守」 豪快絶品ハンバーグ とにかく明るいクレープ インターハイ予選に向けて激励 |                                                                   |                                                                   |
| 107 | 4月19日 | 1                                                                 | 田原市                                                            | 幻の漁師メシ                                                      | 渥美魚市場 小中山漁港 | 幻の垂下アサリを大捜索 さらなる幻の極上漁師メシが！？ | ◎                                                                 |                                                                   |
| 107 | 4月19日 | 2                                                                 | 蟹江町                                                            | 1／550の町であたりまえ探し                                        | カニエサウナ 中国料理 群鳳 パブリック カニフォルニア Sunday After Noon 釣り堀佐屋川 尾張温泉東海センター                                                                                                   | 駅前で気になるサウナを発見 あたりまえグルメ ごまタンタン麺 人気No．１ステーキサンド オシャレなコンテナハウスで奇跡が！？ 全国的に有名！ヘラブナ釣りの聖地 愛知唯一の名湯百選！源泉かけ流し♪                                                |                                                                   |                                                                   |
| 107 | 4月19日 | 3                                                                 | 半田市                                                            | 二刀流のパン屋さん！？                                            | つくし堂 おおまた朝市 | 和菓子職人がつくる唯一無二のあんぱん 常識を覆した絶品パンとは？ |                                                                   |                                                                   |
| 108 | 4月26日 | 1                                                                 | 稲沢市                                                            | 神様を命がけで守る!?                                              | 国府宮はだか祭 | 命がけで神男を守る鉄鉾会（てっしょうかい） 将棋倒し！？はだか男を制する元神男 | ◎                                                                 |                                                                   |
| 108 | 4月26日 | 2                                                                 | 豊田市 松平                                                       | 山奥なのに新鮮な魚が食べられる!?                                  | グリーンセンター松平店 項明水産 松平漁港 | タカアシガニ＆タコの卵 山の中の鮮魚店 「褒めてくれる」客の心をつかむ接客術 |                                                                   |                                                                   |
| 108 | 4月26日 | 3                                                                 | 田原市                                                            | 絶対に見てはいけない祭り!?                                        | 久丸神社 寝祭り | 絶対に見てはいけない寝祭り 見たら謝罪！地域に根付く奇祭 |                                                                   |                                                                   |
| 109 | 5月3日  | 1                                                                 | 豊橋市                                                            | 大型トラックの激ムズ駐車                                          | カネヨシ（みよし市） | 超巨大！連結トラックで挑戦 ドランク鈴木センス抜群の運転を披露 |                                                                   |                                                                   |
| 110 | 5月10日 | 1                                                                 | 知多市                                                            | 料理と店主のギャップ                                              | 和創作いろは | 知多牛から海鮮までド派手なメニュー 大将の声が小さすぎて聞こえない |                                                                   |                                                                   |
| 110 | 5月10日 | 2                                                                 | 名古屋市 千種区                                                   | 冷蔵庫の残り物で絶品料理を作る                                    | 出張料理人カオリさん | 驚(1)残り物の「生麩」が大変身！ 驚(2)残り物のタマネギで時短料理 驚(3)残り物の「納豆」で創作料理 驚(4)残り物の「ブルーベリー」活用術 驚(5)残り物の「コンビーフ」で絶品フレンチ                                                              |                                                                   |                                                                   |
| 110 | 5月10日 | 3                                                                 | 岡崎市 木下町                                                     | あべちゃんの移住化計画                                            | 人口51人 木下町（きくだしちょう） | 家賃2万円!!お米無料!?びっくり生活 | ◎                                                                 |                                                                   |
| 111 | 5月17日 | 1                                                                 | 名古屋市 中村区                                                   | 台所で食べる韓国料理！？                                          | 釜山 | 常連イチオシ 世界一うまいチャプチェ 韓国出身店主が作る「世界一」のお袋の味 常連限定！！台所で味わう絶品韓国料理 |                                                                   |                                                                   |
| 111 | 5月17日 | 2                                                                 | 蒲郡市                                                            | 見たことも無い魚が大量に手に入る！？                              | 順風丸 | 「新鮮な深海魚」を売る謎の人気鮮魚店 新鮮な深海魚を求め過酷な漁に密着 過酷 未知なる魚に遭遇！！深海魚漁 食べられない深海魚も売る（珍）鮮魚店                                                                                               | ◎                                                                 |                                                                   |
| 111 | 5月17日 | 3                                                                 | 碧南市                                                            | 早くてウマイ                                                      | 碧南高校 島焼肉 うお鉄 碧南本店 TreRose Romiko Malasada | スピードめし第11弾 サバンナ八木 初参戦 “かろやか”肉料理 107年の海鮮ランチ 本格熱々ピッツア 常夏スイーツ |                                                                   |                                                                   |
| 112 | 5月31日 | 1                                                                 | 名古屋市 北区                                                     | 住宅街の漁港！？                                                  | 贅食家 千壽 | あたりまえ同士が意外なコラボ 怒涛のランチ営業で衝撃メニューを発見！ 借金返済に向けた奮戦記♪ 夜営業もハンパない！豪華海鮮料理 漁港メシの正体は海鮮モーニング！？ 師匠と弟子で海鮮丼食べ比べ対決♪ 互いにルール無視！波乱の師弟対決           |                                                                   |                                                                   |
| 112 | 5月31日 | 2                                                                 | 名古屋市 南区                                                     | 変わったカタチの焼き肉店！？                                      | 仁の焼き肉 | 心優しき店主の溢れ出る肉愛 肉愛溢れる店主のサイドメニューがスゴい♪ |                                                                   |                                                                   |
| 112 | 5月31日 | 3                                                                 | 一宮市                                                            | ロマンを追い求める男                                              | 洞窟探検家：吉田勝次 地球探検社 | 愛知の戦車が浜名湖に沈んでいる！？ 80年沈む愛知の戦車を探せ！ 過酷な環境下で捜索開始！ 狙うは発見しやすい砲身！ 戦車の砲身発見！？ | ◎                                                                 |                                                                   |
| 113 | 6月7日  | 1                                                                 | 稲沢市 祖父江町                                                   | 新名物が卵！？                                                    | 歩荷 NOU cafe ぼっか | 料理人が絶賛「白身がおいしい」卵 賞味期限1カ月新名物の卵 卵を贅沢使いしたオムのっけ |                                                                   |                                                                   |
| 113 | 6月7日  | 2                                                                 | 知多市                                                            | タダで潮干狩りできる                                              | 新舞子マリンパーク | ザックザク！親子で無料潮干狩り 無料＆簡単＆おいしい 潮干狩り |                                                                   |                                                                   |
| 113 | 6月7日  | 3                                                                 | 新城市                                                            | 陽気なバスの運転手！？                                            | 橋本エレナさん | 路線バスの運転手は陽気な外国人 「楽しいことばっかり～」の移住生活 自宅の前で600人動員のイベント開催！ | ◎                                                                 |                                                                   |
| 115 | 6月28日 | 1                                                                 | 西尾市 一色町                                                     | 自分で鰻を焼く                                                    | 一色うなぎ漁協 一色さなか広場 焼鰻 | ウナギはもらうもの！？ 家庭でウナギまぶし！！ 給食でウナギのちらし寿司 BBQでウナギの燻製 目撃！衝撃のウナギ出荷 絶品！特別なメスウナギ 幻のメスウナギ葵うなぎを自分で焼く 驚幻の葵うなぎを育てるウナキング 葵うなぎ食べ比べセットが3,480円 | ◎                                                                 |                                                                   |
| 115 | 6月28日 | 2                                                                 | 南知多町 篠島                                                     | 初モノの魚介がものスゴく美味い！？                                | アオリイカ漁30年松本さん 民宿 潮幸 | 初モノ アオリイカを求めて漁へ ものスゴく美味いアオリイカ三昧 |                                                                   |                                                                   |
| 115 | 6月28日 | 3                                                                 | 岡崎市 井沢町                                                     | 今が旬 3食お呼ばれ                                                | ブルガリアヨーグルト はっさくジャム いちごジャムパン イカ＆わらびのペペロンチーノ たけのこ＆わらび＆ふきの煮物 わさび菜 イベリコ豚のカルボナーラ                                                           | 山の幸を求めて たけのこ掘り 究極のお手製ベーコン 初体験！激ウマ！！ラムショルダーのベーコン |                                                                   |                                                                   |
| 116 | 7月5日  | 1                                                                 | 中区 女子大小路                                                   | 料理が道路を横切る！？                                            | 餃子酒場 一世一代 | ディープ街名物「うますぎる」ギョーザ 「鮮度が違う」種類豊富絶品ギョーザ 「包まれたい」大人気店長の激うまギョーザ |                                                                   |                                                                   |
| 116 | 7月5日  | 2                                                                 | 半田市                                                            | 早くてウマイ スピードめし第12弾 サバンナ八木リベンジ              | ライ・タイ ベニーズアメリカンレストラン 魚ダイニングヒロ あんこ屋 半田高校 | エスニックラーメン 本場のローストビーフ 超お値打ち海鮮丼 白いモチモチ甘味 ヨット部 | ◎                                                                 |                                                                   |
| 116 | 7月5日  | 3                                                                 | 蟹江町                                                            | 街中で巨大魚が釣れちゃう                                          | でんでんまる | 怪魚が街中に！？ハンターの聖地 街に棲む謎の巨大魚を釣り上げる！！ 暗闇の怪魚フィッシングに挑戦 |                                                                   |                                                                   |
| 117 | 7月12日 | 1                                                                 | 岡崎市                                                            | 神様のお米！？                                                    | TOMOE | 違和感ある店構えのおむすび屋さん 神様のお米発見！？その名はイセヒカリ 神様のお米を使った極上ランチ 意外な関係をむすぶ！？ オーナーを支える立役者の存在が！ 生き様まで変えた！？神様のお米との出会い                                        | ◎                                                                 |                                                                   |
| 117 | 7月12日 | 2                                                                 | 豊明市                                                            | 売れっ子芸人があたりまえ探し                                      | ゴリバーガー Juicy BBQ IN JAPAN | チャンス大城のあたりまえ探しmissionは？ 衝撃の新感覚グルメ続々登場！！ |                                                                   |                                                                   |
| 117 | 7月12日 | 3                                                                 | 名古屋市 北区                                                     | 踊る工務店社長                                                    | YASUさん Rei NAGOYA | 52歳工務店社長の生きがいはダンスだった♪ ダンス好きオジサンの真の姿は伝説の男だった！？ ダンス甲子園で一世風靡！レジェンドダンサー♪ |                                                                   |                                                                   |
| 119 | 7月26日 | 1                                                                 | 西尾市一色町                                                      | 早朝争奪戦                                                        | 三河一色さかな村 一色さかな広場 魚兼 魚兼朝市店 魚屋さんのごはん TOTOCO | 鮮魚が激安(驚) 干物や煮物も人気 まるでテーマパーク 激安マグロ中落ち戦争(驚)1分で完売 大人気！本マグロ＆シャコ＆(秘)貝 (美)SNS映えする魚のお惣菜 家族で頑張る魚屋さん                                                                       |                                                                   |                                                                   |
| 119 | 7月26日 | 2                                                                 | 名古屋市 西区                                                     | 超～そばが大好きな谷さんに聞く！？                                | 手打そば処 谷屋 | 名店イタリアンのシェフも絶賛するそば 常連さんをとりこにする秘訣とは？ (驚)異常なまでの超そば好き職人 夏に食べたいすだちそば！紗羅餐 本店（南区） 絶対食べたい極上そば 蕎麦の三心（春日井市）                                               |                                                                   |                                                                   |
| 119 | 7月26日 | 3                                                                 | 西尾市 佐久島                                                     | あべちゃんの移住化計画 第2弾                                      | 離島に7日間移住！とんでもない生活 | 魚さばき挑戦！(驚)運動会！びっくり生活 | ◎                                                                 |                                                                   |

### レギュラー：その他のコーナー
| 回 | 放送日   | 市区町村名等                                           | 店名等                                                 | 内容                                                   | 備考    |
| -- | -------- | ------------------------------------------------------ | ------------------------------------------------------ | ------------------------------------------------------ | ------- |
| 1  | 10月15日 | 愛知(得)チェーン店 2連発                               | 愛知(得)チェーン店 2連発                               | 愛知(得)チェーン店 2連発                               | [ 301 ] |
| 1  | 10月15日 | 長久手市                                               | IKEA長久手                                             | 平日モーニング＆ラッキーバッグ！                       | [ 301 ] |
| 1  | 10月15日 | 半田市                                                 | 肉のびっくり市（石川屋）                               | 日本一の品ぞろえ!?最強コスパ肉スーパー                 | [ 301 ] |
| 2  | 10月22日 | 愛知大人気チェーン店 お得2連発                         | 愛知大人気チェーン店 お得2連発                         | 愛知大人気チェーン店 お得2連発                         | [ 302 ] |
| 2  | 10月22日 | 稲沢市                                                 | 餃子の王将稲沢店                                       | 割引きサービス＆家族全員がお得に！                     | [ 302 ] |
| 2  | 10月22日 | 豊橋・蒲郡                                             | スーパーサンヨネ                                       | 熱烈ファン(多)人気自社ブランドは400種類以上            | [ 302 ] |
| 3  | 10月29日 | 愛知(得)チェーン店 2連発                               | 愛知(得)チェーン店 2連発                               | 愛知(得)チェーン店 2連発                               | [ 303 ] |
| 3  | 10月29日 | 愛知県66店舗                                           | 丸亀製麺                                               | 激安DAY 割安(秘)ウラ技                                 | [ 303 ] |
| 3  | 10月29日 | 愛知県8店舗                                            | 珈琲元年中川本店                                       | 急増！どハマリ客 コーヒーがウマイ！                    | [ 303 ] |
| 4  | 11月5日  | 愛知(得)チェーン店 2連発                               | 愛知(得)チェーン店 2連発                               | 愛知(得)チェーン店 2連発                               | [ 304 ] |
| 4  | 11月5日  | 愛知県30店舗                                           | びっくりドンキー                                       | 朝だけ！ハンバーグがワンコイン以下                     | [ 304 ] |
| 4  | 11月5日  | 愛知県3店舗                                            | 十割そばじゅうべえ                                     | 十割そばが仰天価格！                                   | [ 304 ] |
| 5  | 11月26日 | 愛知大人気チェーン店 お得サービス店2連発               | 愛知大人気チェーン店 お得サービス店2連発               | 愛知大人気チェーン店 お得サービス店2連発               | [ 305 ] |
| 5  | 11月26日 | 愛知県24店舗                                           | 回転ずし魚魚丸                                         | 会いたくなる個性的な職人                               | [ 305 ] |
| 5  | 11月26日 | 名古屋を中心に11店舗                                   | ラーメン福                                             | 行列店の仰天あたりまえ                                 | [ 305 ] |
| 6  | 12月3日  | 愛知(得)チェーン店 2連発                               | 愛知(得)チェーン店 2連発                               | 愛知(得)チェーン店 2連発                               | [ 306 ] |
| 6  | 12月3日  | 愛知県3店舗                                            | 楽だの湯                                               | 最強コスパ！平日無料モーニング＆お値打ち回数券         | [ 306 ] |
| 6  | 12月3日  | 名古屋を中心に7店舗                                    | インディアンズ                                         | 店内の半分以上!?超巨大なキッズスペース                 | [ 306 ] |
| 7  | 12月10日 | 人気の愛知土産“名古屋ふらんす”直営店で発見！激うま商品 | 人気の愛知土産“名古屋ふらんす”直営店で発見！激うま商品 | 人気の愛知土産“名古屋ふらんす”直営店で発見！激うま商品 | [ 307 ] |
| 7  | 12月10日 | みよし・尾張旭                                         | 名古屋ふらんす                                         | 1日最大1000個売れる巨大パン                            | [ 307 ] |
| 8  | 12月17日 | 愛知大人気チェーン店 お得2連発                         | 愛知大人気チェーン店 お得2連発                         | 愛知大人気チェーン店 お得2連発                         | [ 308 ] |
| 8  | 12月17日 | 愛知県を中心に36店舗                                   | おとうふ工房いしかわ                                   | 超お値打ち！大行列朝市                                 | [ 308 ] |
| 8  | 12月17日 | 愛知県21店舗                                           | 串カツ田中                                             | 食べ放題＆無料                                         | [ 308 ] |
| 9  | 12月24日 | 愛知大人気チェーン店 お得2連発                         | 愛知大人気チェーン店 お得2連発                         | 愛知大人気チェーン店 お得2連発                         | [ 309 ] |
| 9  | 12月24日 | 愛知県発祥                                             | パステルイタリアーナ                                   | ピザがほぼ1枚分の値段で食べ放題                        | [ 309 ] |
| 9  | 12月24日 | 愛知県3店舗                                            | こまき楽の湯                                           | サービスがてんこ盛り毎日が割引デー                     | [ 309 ] |

| 10 | 1月14日  | 愛知大人気チェーン店 お得サービス店2連発                   | 愛知大人気チェーン店 お得サービス店2連発                  | 愛知大人気チェーン店 お得サービス店2連発                  | 愛知大人気チェーン店 お得サービス店2連発                  | 愛知大人気チェーン店 お得サービス店2連発                  |
| 10 | 1月14日  | 名古屋市中村区                                             | ダフネ珈琲館                                              | 異常なコーヒー愛 豊富なパンメニュー                       |                                                           | [ 310 ]                                                   |
| 10 | 1月14日  | 愛知県2店舗                                                | コメリパワー                                              | 全国唯一タダでDIY                                         |                                                           | [ 311 ]                                                   |
| 11 | 1月21日  | 愛知(得)チェーン店 2連発                                   | 愛知(得)チェーン店 2連発                                  | 愛知(得)チェーン店 2連発                                  | 愛知(得)チェーン店 2連発                                  | 愛知(得)チェーン店 2連発                                  |
| 11 | 1月21日  | 愛知発祥                                                   | 丸源ラーメン                                              | 鉄板玉子チャーハンが無料で増量                            |                                                           | [ 312 ]                                                   |
| 11 | 1月21日  | 豊田のスーパー                                             | えぷろん生鮮館                                            | 鮮魚を求めて客が殺到するセール                            |                                                           | [ 313 ]                                                   |
| 12 | 1月28日  | 愛知大人気チェーン店 お得サービス                          | 愛知大人気チェーン店 お得サービス                         | 愛知大人気チェーン店 お得サービス                         | 愛知大人気チェーン店 お得サービス                         | 愛知大人気チェーン店 お得サービス                         |
| 12 | 1月28日  | 1年半で14店舗                                              | 感動の肉と米                                              | ステーキ＆ご飯食べ放題1.000円                             |                                                           |                                                           |
| 12 | 1月28日  | 豊田・知立・安城                                           | 珈琲 遇暖（ぐうたん）                                     | 女性客殺到！ワンランク上のモーニング                      |                                                           | [ 314 ]                                                   |
| 13 | 2月11日  | 愛知大人気チェーン店 お得サービス                          | 愛知大人気チェーン店 お得サービス                         | 愛知大人気チェーン店 お得サービス                         | 愛知大人気チェーン店 お得サービス                         | 愛知大人気チェーン店 お得サービス                         |
| 13 | 2月11日  | 東三河に8店舗                                              | クックマート                                              | 東三河で大人気 コスパ最強 地域密着型スーパー              |                                                           | [ 315 ]                                                   |
| 13 | 2月11日  | 愛知に6店舗                                                | パンのトラ                                                | 1日で最も多く焼きたて食パンを売ったギネス記録             |                                                           | [ 316 ]                                                   |
| 14 | 2月18日  | 愛知大人気チェーン店 お得サービス                          | 愛知大人気チェーン店 お得サービス                         | 愛知大人気チェーン店 お得サービス                         | 愛知大人気チェーン店 お得サービス                         | 愛知大人気チェーン店 お得サービス                         |
| 14 | 2月18日  | 全国22店舗                                                 | お好み焼き本舗                                            | お好み焼が食べ放題！仰天マヨネーズサービス                |                                                           | [ 317 ]                                                   |
| 15 | 2月25日  | 愛知大人気チェーン店 お得サービス                          | 愛知大人気チェーン店 お得サービス                         | 愛知大人気チェーン店 お得サービス                         | 愛知大人気チェーン店 お得サービス                         | 愛知大人気チェーン店 お得サービス                         |
| 15 | 2月25日  | 名古屋市港区                                               | ケンタッキーフライドチキン                                | 全国に3つだけ！激レア店 満足度MAX！食べ放題               |                                                           | [ 318 ]                                                   |
| 17 | 3月11日  | 愛知大人気チェーン店 超お得情報                            | 愛知大人気チェーン店 超お得情報                           | 愛知大人気チェーン店 超お得情報                           | 愛知大人気チェーン店 超お得情報                           | 愛知大人気チェーン店 超お得情報                           |
| 17 | 3月11日  | 名古屋市内3店舗                                            | サニーオーチャード                                        | 高騰中のフルーツが…食べ放題!?                             |                                                           | [ 319 ]                                                   |
| 18 | 3月18日  | 愛知大人気チェーン店 超お得情報                            | 愛知大人気チェーン店 超お得情報                           | 愛知大人気チェーン店 超お得情報                           | 愛知大人気チェーン店 超お得情報                           | 愛知大人気チェーン店 超お得情報                           |
| 18 | 3月18日  | 愛知県8店舗                                                | 肉のよいち                                                | 今までにない肉の演出 ウマすぎ！釜炊きご飯                 |                                                           | [ 320 ]                                                   |
| 18 | 3月18日  | 愛知最強！ウマイお値打ち肉グルメ店BEST20ランク外の注目新店 |                                                           |                                                           |                                                           |                                                           |
| 18 | 3月18日  | 名古屋市千種区                                             | つぶら屋                                                  | 一番人気 骨付きカルビ イケメン大将                        |                                                           | [ 321 ]                                                   |
| 20 | 4月8日   | 尾張VS三河ごちそうバトル 王道洋食対決                      | 尾張VS三河ごちそうバトル 王道洋食対決                     | 尾張VS三河ごちそうバトル 王道洋食対決                     | 尾張VS三河ごちそうバトル 王道洋食対決                     | 尾張VS三河ごちそうバトル 王道洋食対決                     |
| 20 | 4月8日   | 名古屋市中川区                                             | ハローキッド                                              | 超あらびきハンバーグ                                      | ◎                                                         | [ 322 ]                                                   |
| 20 | 4月8日   | 岡崎市                                                     | さん太                                                    | ぱっかーんオムライス                                      |                                                           | [ 322 ]                                                   |
| 20 | 4月8日   | 教えて！あなたの街のあたりまえ                             |                                                           |                                                           |                                                           |                                                           |
| 20 | 4月8日   | 豊橋市                                                     | 八町小学校                                                | 1年から6年まで帽子の色が違う                              |                                                           |                                                           |
| 21 | 4月15日  | 尾張VS三河ごちそうバトル 熱々中華対決                      | 尾張VS三河ごちそうバトル 熱々中華対決                     | 尾張VS三河ごちそうバトル 熱々中華対決                     | 尾張VS三河ごちそうバトル 熱々中華対決                     | 尾張VS三河ごちそうバトル 熱々中華対決                     |
| 21 | 4月15日  | 岡崎市                                                     | 岡中華MINATO                                              | 麻婆豆腐                                                  |                                                           | [ 323 ]                                                   |
| 21 | 4月15日  | 名古屋市中川区                                             | 相羽本店                                                  | 天津飯                                                    | ◎                                                         | [ 324 ]                                                   |
| 21 | 4月15日  | 教えて！あなたの街のあたりまえ                             |                                                           |                                                           |                                                           |                                                           |
| 21 | 4月15日  | 豊田市                                                     | 佐切小学校                                                | 生徒数より動物の数が多い                                  |                                                           |                                                           |
| 22 | 4月22日  | 尾張VS三河ごちそうバトル                                   | 尾張VS三河ごちそうバトル                                  | 尾張VS三河ごちそうバトル                                  | 尾張VS三河ごちそうバトル                                  | 尾張VS三河ごちそうバトル                                  |
| 22 | 4月22日  | 名古屋市中区                                               | カレークミン                                              | 絶品カレーライス                                          | ◎                                                         | [ 325 ]                                                   |
| 22 | 4月22日  | 岡崎市                                                     | カフェ・ド INA                                            | 最強鉄板スパゲティ                                        |                                                           | [ 326 ]                                                   |
| 22 | 4月22日  | 教えて！あなたの街のあたりまえ                             |                                                           |                                                           |                                                           |                                                           |
| 22 | 4月22日  | 安城市                                                     | 小学校の校歌に振り付け                                    | 運動会では親子で向き合って踊る                            |                                                           |                                                           |
| 23 | 4月29日  | 尾張VS三河ごちそうバトル 絶品丼対決                        | 尾張VS三河ごちそうバトル 絶品丼対決                       | 尾張VS三河ごちそうバトル 絶品丼対決                       | 尾張VS三河ごちそうバトル 絶品丼対決                       | 尾張VS三河ごちそうバトル 絶品丼対決                       |
| 23 | 4月29日  | 豊山町                                                     | 河良                                                      | トロトロ親子丼                                            | ◎                                                         | [ 327 ]                                                   |
| 23 | 4月29日  | 蒲郡市                                                     | 山車蔵                                                    | サクサク天丼                                              |                                                           | [ 328 ]                                                   |
| 23 | 4月29日  | 教えて！あなたの街のあたりまえ                             |                                                           |                                                           |                                                           |                                                           |
| 23 | 4月29日  | 名古屋市中区                                               | 鶴舞駅5番出口右側の木                                     | 木がシャバーニにそっくり                                  |                                                           |                                                           |
| 24 | 5月6日   | 尾張VS三河ごちそうバトル 麺グルメ対決                      | 尾張VS三河ごちそうバトル 麺グルメ対決                     | 尾張VS三河ごちそうバトル 麺グルメ対決                     | 尾張VS三河ごちそうバトル 麺グルメ対決                     | 尾張VS三河ごちそうバトル 麺グルメ対決                     |
| 24 | 5月6日   | 名古屋市東区                                               | みそ煮込みの角丸                                          | 最強煮込みうどん                                          |                                                           | [ 329 ]                                                   |
| 24 | 5月6日   | 東栄町                                                     | 茶禅一                                                    | 絶品茶そば                                                | ◎                                                         | [ 330 ]                                                   |
| 24 | 5月6日   | 教えて！あなたの街のあたりまえ                             |                                                           |                                                           |                                                           |                                                           |
| 24 | 5月6日   | 春日井市                                                   | JR春日井駅の看板                                          | パッと見だとよくわからないがよく見ると顔                  |                                                           |                                                           |
| 25 | 5月13日  | 尾張VS三河ごちそうバトル 王道中華対決                      | 尾張VS三河ごちそうバトル 王道中華対決                     | 尾張VS三河ごちそうバトル 王道中華対決                     | 尾張VS三河ごちそうバトル 王道中華対決                     | 尾張VS三河ごちそうバトル 王道中華対決                     |
| 25 | 5月13日  | 春日井市                                                   | 圓家                                                      | 肉盛りチャーハン                                          | ◎                                                         | [ 331 ]                                                   |
| 25 | 5月13日  | 蒲郡市                                                     | 周東記                                                    | 肉ゴロゴロ台湾ラーメン                                    |                                                           | [ 332 ]                                                   |
| 25 | 5月13日  | 教えて！あなたの街のあたりまえ                             |                                                           |                                                           |                                                           |                                                           |
| 25 | 5月13日  | 碧南市                                                     | 中央小学校                                                | 校歌の中に手拍子のパートがある                            |                                                           |                                                           |
| 26 | 5月20日  | 尾張VS三河ごちそうバトル 肉包み対決                        | 尾張VS三河ごちそうバトル 肉包み対決                       | 尾張VS三河ごちそうバトル 肉包み対決                       | 尾張VS三河ごちそうバトル 肉包み対決                       | 尾張VS三河ごちそうバトル 肉包み対決                       |
| 26 | 5月20日  | 名古屋市中村区                                             | 名代とんかつ八千代 味清                                   | ヒレカツ                                                  | ◎                                                         | [ 333 ]                                                   |
| 26 | 5月20日  | 岡崎市                                                     | トウゲ餃子                                                | ギョーザ                                                  |                                                           | [ 334 ]                                                   |
| 27 | 6月3日   | 尾張VS三河ごちそうバトル\|                                 | 尾張VS三河ごちそうバトル\|                                | 尾張VS三河ごちそうバトル\|                                | 尾張VS三河ごちそうバトル\|                                | 尾張VS三河ごちそうバトル\|                                |
| 27 | 6月3日   | 名古屋市港区                                               | 中国料理 千琇                                             | 小籠包                                                    |                                                           | [ 335 ]                                                   |
| 27 | 6月3日   | 豊橋市                                                     | 中国四川料理 道                                           | トロトロ酢豚                                              | ◎                                                         | [ 336 ]                                                   |
| 27 | 6月3日   | 教えて！あなたの街のあたりまえ                             |                                                           |                                                           |                                                           |                                                           |
| 27 | 6月3日   | 蒲郡市                                                     | 形原北小学校                                              | 卒業式、入学式以外は体操服で学校に通う                    |                                                           |                                                           |
| 28 | 6月10日  | 尾張VS三河ごちそうバトル 粉物対決                          | 尾張VS三河ごちそうバトル 粉物対決                         | 尾張VS三河ごちそうバトル 粉物対決                         | 尾張VS三河ごちそうバトル 粉物対決                         | 尾張VS三河ごちそうバトル 粉物対決                         |
| 28 | 6月10日  | 名古屋市中区                                               | チェザリ!!                                                | 世界一ピザ ピッツェリア ブラチェリア チェザリ!!           |                                                           | [ 337 ]                                                   |
| 28 | 6月10日  | 碧南市                                                     | 福本屋                                                    | 唯一無二お好み焼き                                        | ◎                                                         | [ 338 ]                                                   |
| 28 | 6月10日  | 教えて！あなたの街のあたりまえ                             |                                                           |                                                           |                                                           |                                                           |
| 28 | 6月10日  | 東郷町                                                     | 白鳥神社                                                  | 癒される手作り感満載の狛犬                                |                                                           |                                                           |
| 29 | 6月17日  | 尾張VS三河ごちそうバトル 揚げもの対決                      | 尾張VS三河ごちそうバトル 揚げもの対決                     | 尾張VS三河ごちそうバトル 揚げもの対決                     | 尾張VS三河ごちそうバトル 揚げもの対決                     | 尾張VS三河ごちそうバトル 揚げもの対決                     |
| 29 | 6月17日  | 名古屋市千種区                                             | みやこんじょ                                              | チキン南蛮                                                | ◎                                                         | [ 339 ]                                                   |
| 29 | 6月17日  | 豊橋市                                                     | やまと食堂                                                | アジフライ                                                |                                                           | [ 340 ]                                                   |
| 29 | 6月17日  | 教えて！あなたの街のあたりまえ                             |                                                           |                                                           |                                                           |                                                           |
| 29 | 6月17日  | 設楽町                                                     | 田峰小学校                                                | みんなが歌舞伎役者になる                                  |                                                           |                                                           |
| 30 | 6月24日  | 尾張VS三河ごちそうバトル 丼対決                            | 尾張VS三河ごちそうバトル 丼対決                           | 尾張VS三河ごちそうバトル 丼対決                           | 尾張VS三河ごちそうバトル 丼対決                           | 尾張VS三河ごちそうバトル 丼対決                           |
| 30 | 6月24日  | 名古屋市中区                                               | 元祖レア牛丼 頂                                           | 牛丼                                                      |                                                           | [ 341 ]                                                   |
| 30 | 6月24日  | 豊田市                                                     | やよい                                                    | うな丼                                                    | ◎                                                         | [ 342 ]                                                   |
| 30 | 6月24日  | 教えて！あなたの街のあたりまえ                             |                                                           |                                                           |                                                           |                                                           |
| 30 | 6月24日  | あま市                                                     | 萱津神社                                                  | 日本で唯一 漬物の神様をお祀り                             |                                                           |                                                           |
| 31 | 7月1日   | 尾張VS三河ごちそうバトル 老舗の飯物対決                    | 尾張VS三河ごちそうバトル 老舗の飯物対決                   | 尾張VS三河ごちそうバトル 老舗の飯物対決                   | 尾張VS三河ごちそうバトル 老舗の飯物対決                   | 尾張VS三河ごちそうバトル 老舗の飯物対決                   |
| 31 | 7月1日   | 名古屋市東区                                               | 山田屋                                                    | かつカレー丼                                              | ◎                                                         | [ 343 ]                                                   |
| 31 | 7月1日   | 安城市                                                     | 味覚亭                                                    | 卵からあげ丼（味覚飯 肉）                                 |                                                           | [ 344 ]                                                   |
| 31 | 7月1日   | 教えて！あなたの街のあたりまえ                             |                                                           |                                                           |                                                           |                                                           |
| 31 | 7月1日   | 名古屋市西区                                               | 90歳の渡邊先生                                            | 72歳ですが今も小学生の同級生とランチ                      |                                                           |                                                           |
| 32 | 7月8日   | 尾張VS三河ごちそうバトル 串もの対決                        | 尾張VS三河ごちそうバトル 串もの対決                       | 尾張VS三河ごちそうバトル 串もの対決                       | 尾張VS三河ごちそうバトル 串もの対決                       | 尾張VS三河ごちそうバトル 串もの対決                       |
| 32 | 7月8日   | 名古屋市東区                                               | 創作串揚げ つだ                                           | 串揚げ 何本でも食べられる フレンチ出身の名物              | ◎                                                         | [ 345 ]                                                   |
| 32 | 7月8日   | 碧南市                                                     | 鶏屋 楽                                                   | 焼き鳥 大将は備長炭の達人 魅惑のおまかせ10本              |                                                           | [ 346 ]                                                   |
| 32 | 7月8日   | 最新あたりまえスポット                                     |                                                           |                                                           |                                                           |                                                           |
| 32 | 7月8日   | 名古屋市西区                                               | KIWAMISAUNA                                               | 築70年超の古民家をサウナにリノベーション                  |                                                           | [ 347 ]                                                   |
| 33 | 7月22日  | 尾張VS三河ごちそうバトル 豚肉対決                          | 尾張VS三河ごちそうバトル 豚肉対決                         | 尾張VS三河ごちそうバトル 豚肉対決                         | 尾張VS三河ごちそうバトル 豚肉対決                         | 尾張VS三河ごちそうバトル 豚肉対決                         |
| 33 | 7月22日  | 名古屋市北区                                               | かつ丼大樹                                                | かつ丼 極厚なのにペロリ わさび＆塩で味変                  | ◎                                                         | [ 348 ]                                                   |
| 33 | 7月22日  | 岡崎市                                                     | 花咲か食堂                                                | 生姜焼き ひとつの料理を極めた                             |                                                           | [ 349 ]                                                   |
| 34 | 7月29日  | 尾張VS三河ごちそうバトル シンプルだけど奥が深い洋食対決    | 尾張VS三河ごちそうバトル シンプルだけど奥が深い洋食対決   | 尾張VS三河ごちそうバトル シンプルだけど奥が深い洋食対決   | 尾張VS三河ごちそうバトル シンプルだけど奥が深い洋食対決   | 尾張VS三河ごちそうバトル シンプルだけど奥が深い洋食対決   |
| 34 | 7月29日  | 名古屋市千種区                                             | マ・メゾン                                                | エビグラタン 尾張を代表する洋食店                         |                                                           | [ 350 ]                                                   |
| 34 | 7月29日  | 安城市                                                     | カヴァーニ クインタ                                       | ペペロンチーノ 本場ナポリの絶品イタリアン                 | ◎                                                         | [ 351 ]                                                   |
| 34 | 7月29日  | 教えて！あなたの街のあたりまえ                             |                                                           |                                                           |                                                           |                                                           |
| 34 | 7月29日  | 瀬戸市                                                     | 窯町                                                      | ほぼ毎日夕方に散歩する猿がいる                            |                                                           |                                                           |
| 36 | 8月19日  | 尾張VS三河ごちそうバトル 熱冷麺対決                        | 尾張VS三河ごちそうバトル 熱冷麺対決                       | 尾張VS三河ごちそうバトル 熱冷麺対決                       | 尾張VS三河ごちそうバトル 熱冷麺対決                       | 尾張VS三河ごちそうバトル 熱冷麺対決                       |
| 36 | 8月19日  | 名古屋市千種区                                             | 滝家                                                      | 肉がウマイカレーうどん 人気No.1メンチカツ                 |                                                           | [ 352 ]                                                   |
| 36 | 8月19日  | 豊橋市                                                     | ORIBE                                                     | 冷やし中華 フレンチ仕込みのトッピング                     | ◎                                                         | [ 353 ]                                                   |
| 36 | 8月19日  | 教えて！あなたの街のあたりまえ                             |                                                           |                                                           |                                                           |                                                           |
| 36 | 8月19日  | 大府市                                                     | 松尾製作所                                                | 痛車が通勤バスになっている会社がある                      |                                                           |                                                           |
| 37 | 9月2日   | 尾張VS三河ごちそうバトル 総菜パン対決                      | 尾張VS三河ごちそうバトル 総菜パン対決                     | 尾張VS三河ごちそうバトル 総菜パン対決                     | 尾張VS三河ごちそうバトル 総菜パン対決                     | 尾張VS三河ごちそうバトル 総菜パン対決                     |
| 37 | 9月2日   | 名古屋市北区                                               | つばめパン＆Milk                                          | オムレツサンド 玉子とチーズのハーモニー                   |                                                           | [ 354 ]                                                   |
| 37 | 9月2日   | 豊橋市                                                     | ベーカリーショパン                                        | 大行列でも食べたい具材ゴロゴロカレーパン                  | ◎                                                         | [ 355 ]                                                   |
| 38 | 9月9日   | 尾張VS三河ごちそうバトル 残暑を乗り切るローカルフード対決  | 尾張VS三河ごちそうバトル 残暑を乗り切るローカルフード対決 | 尾張VS三河ごちそうバトル 残暑を乗り切るローカルフード対決 | 尾張VS三河ごちそうバトル 残暑を乗り切るローカルフード対決 | 尾張VS三河ごちそうバトル 残暑を乗り切るローカルフード対決 |
| 38 | 9月9日   | 豊田市                                                     | とろろ庵                                                  | 名産品：自然薯にこだわり抜いたお店                        | ◎                                                         | [ 356 ]                                                   |
| 38 | 9月9日   | 春日井市                                                   | 仙楽                                                      | ハオユー麺 意外な町中華グルメが揃うお店                   |                                                           | [ 357 ]                                                   |
| 38 | 9月9日   | 教えて！あなたの街のあたりまえ                             |                                                           |                                                           |                                                           |                                                           |
| 38 | 9月9日   | 岡崎市                                                     | 一部の保育園                                              | 焼き肉の正しい焼き方を習う                                |                                                           |                                                           |
| 39 | 9月23日  | ライバルタウン対決 岡崎VS豊田                              | ライバルタウン対決 岡崎VS豊田                             | ライバルタウン対決 岡崎VS豊田                             | ライバルタウン対決 岡崎VS豊田                             | ライバルタウン対決 岡崎VS豊田                             |
| 39 | 9月23日  | 岡崎市                                                     | 和泉屋                                                    | みたらし団子 こだわりの平べったい形                       |                                                           | [ 358 ]                                                   |
| 39 | 9月23日  | 豊田市                                                     | 松丈                                                      | チキンコロッケ 世界で活躍する有名人も絶賛                 |                                                           | [ 359 ]                                                   |
| 39 | 9月23日  | おまけ愛知あたりまえ                                       |                                                           |                                                           |                                                           |                                                           |
| 39 | 9月23日  | 名古屋市瑞穂区                                             | 新米澤屋                                                  | 天からスムージーが降ってくるフルーツ店                    |                                                           |                                                           |
| 40 | 9月30日  | 我慢しても食べたいウマすぎ料理「耐えグルメ」SP             | 我慢しても食べたいウマすぎ料理「耐えグルメ」SP            | 我慢しても食べたいウマすぎ料理「耐えグルメ」SP            | 我慢しても食べたいウマすぎ料理「耐えグルメ」SP            | 我慢しても食べたいウマすぎ料理「耐えグルメ」SP            |
| 40 | 9月30日  | 刈谷市                                                     | 焼肉食堂たつみ                                            | ケムリに耐える！激うま＆激安焼き肉店                      |                                                           | [ 360 ]                                                   |
| 40 | 9月30日  | 名古屋市中区                                               | つる岡                                                    | 飛び散る汁に耐える！名古屋No.1カレーうどん                |                                                           | [ 361 ]                                                   |
| 40 | 9月30日  | 名古屋市中区                                               | 長浜ラーメンまき                                          | 激ムズ駐車に耐える！絶品ラーメン＆おつまみ                |                                                           | [ 362 ]                                                   |
| 42 | 10月14日 | 2022年度TXN番組大賞受賞記念                                | 2022年度TXN番組大賞受賞記念                               | 2022年度TXN番組大賞受賞記念                               | 2022年度TXN番組大賞受賞記念                               | 2022年度TXN番組大賞受賞記念                               |
| 42 | 10月14日 | 南知多町                                                   | 暗いお正月を過ごす!?                                      | 2023年2月18日分の再放送                                   |                                                           |                                                           |
| 43 | 10月21日 | 尾張VS三河ごちそうバトル 唯一無二の街自慢グルメ対決        | 尾張VS三河ごちそうバトル 唯一無二の街自慢グルメ対決       | 尾張VS三河ごちそうバトル 唯一無二の街自慢グルメ対決       | 尾張VS三河ごちそうバトル 唯一無二の街自慢グルメ対決       | 尾張VS三河ごちそうバトル 唯一無二の街自慢グルメ対決       |
| 43 | 10月21日 | 名古屋市名東区                                             | ワンダーバーグ                                            | 牛バカが作る究極のコース料理                              | ◎                                                         | [ 363 ]                                                   |
| 43 | 10月21日 | 岡崎市                                                     | 城北飯店                                                  | シメまでヤバい！唯一無二の極上中華                        |                                                           | [ 364 ]                                                   |
| 46 | 11月11日 | 教えて！あなたの街のあたりまえ                             | 教えて！あなたの街のあたりまえ                            | 教えて！あなたの街のあたりまえ                            | 教えて！あなたの街のあたりまえ                            | 教えて！あなたの街のあたりまえ                            |
| 46 | 11月11日 | 岡崎市                                                     | 小学校にゆるキャラ                                        | 井田小学校に井田ッキー                                    |                                                           |                                                           |
| 48 | 12月2日  | ライバルタウン対決 稲沢VS一宮市民をギャフンと言わせたい    | ライバルタウン対決 稲沢VS一宮市民をギャフンと言わせたい   | ライバルタウン対決 稲沢VS一宮市民をギャフンと言わせたい   | ライバルタウン対決 稲沢VS一宮市民をギャフンと言わせたい   | ライバルタウン対決 稲沢VS一宮市民をギャフンと言わせたい   |
| 48 | 12月2日  | 稲沢市                                                     | 三菱電機エレベーター試験塔                                | VSツインアーチ138（一宮）                                 |                                                           | [ 365 ]                                                   |
| 48 | 12月2日  | 稲沢市                                                     | 美甘珈琲のモーニング                                      | VS珈琲池田屋・ココロカフェ（一宮）                        |                                                           | [ 365 ]                                                   |
| 48 | 12月2日  | 稲沢市                                                     | 炭火焼肉 釜山                                             | VS炭火焼肉 釜山の本店は一宮                               |                                                           | [ 365 ]                                                   |
| 48 | 12月2日  | 稲沢市                                                     | 稲沢サンドフェスタ                                        | VS一宮七夕まつり（一宮）                                  |                                                           | [ 365 ]                                                   |
| 48 | 12月2日  | 稲沢市                                                     | 松屋長春の羽二重餅                                        | 有名人御用達和菓子                                        | ◎                                                         | [ 365 ]                                                   |
| 48 | 12月2日  | おまけ愛知あたりまえ                                       |                                                           |                                                           |                                                           |                                                           |
| 48 | 12月2日  | 名古屋市中村区                                             | 一光工業                                                  | 冬だけ映える会社                                          |                                                           |                                                           |

| 回 | 放送日  | 市区町村名等                                              | 店名等                                                    | 内容                                                         | 勝利                                                      | 備考                                                      |
| -- | ------- | --------------------------------------------------------- | --------------------------------------------------------- | ------------------------------------------------------------ | --------------------------------------------------------- | --------------------------------------------------------- |
| 55 | 1月27日 | 教えて！あなたの街のあたりまえ                            | 教えて！あなたの街のあたりまえ                            | 教えて！あなたの街のあたりまえ                               | 教えて！あなたの街のあたりまえ                            | 教えて！あなたの街のあたりまえ                            |
| 55 | 1月27日 | 名古屋市                                                  | 謎の侍が夜な夜なサックス                                  | サックス侍                                                   |                                                           |                                                           |
| 57 | 2月10日 | ライバルタウン対決 緑区VS豊明市                           | ライバルタウン対決 緑区VS豊明市                           | ライバルタウン対決 緑区VS豊明市                              |                                                           |                                                           |
| 57 | 2月10日 | 豊明市                                                    | 恵比寿楽園テーブル                                        | 冬に食べたい(熱)グルメ・絶品シチュー                         | ◎                                                         | [ 366 ]                                                   |
| 57 | 2月10日 | 緑区                                                      | 酒楽亭 空庵                                               | 唯一無二の極上麺・鴨ラーメン                                 |                                                           | [ 367 ]                                                   |
| 58 | 2月17日 | ライバルタウン対決 豊川VS豊橋市民をギャフンと言わせたい   | ライバルタウン対決 豊川VS豊橋市民をギャフンと言わせたい   | ライバルタウン対決 豊川VS豊橋市民をギャフンと言わせたい      | ライバルタウン対決 豊川VS豊橋市民をギャフンと言わせたい   | ライバルタウン対決 豊川VS豊橋市民をギャフンと言わせたい   |
| 58 | 2月17日 | 豊川市                                                    | 佐奈川の桜並木                                            | 約4キロにわたり700本の桜並木                                 |                                                           | [ 368 ]                                                   |
| 58 | 2月17日 | 豊川市                                                    | ぎょぎょランド                                            | 水族館 動物園 大型遊具 水の広場 全部無料                     |                                                           | [ 368 ]                                                   |
| 58 | 2月17日 | 豊川市                                                    | 香月堂アウトレット                                        | 厚切りバウムクーヘン パウンドケーキ                          |                                                           | [ 368 ]                                                   |
| 58 | 2月17日 | 豊川市                                                    | トドックのカスタードパイ                                  | 衝撃食感スイーツ                                             | ◎                                                         | [ 368 ]                                                   |
| 58 | 2月17日 | 教えて！あなたの街のあたりまえ                            |                                                           |                                                              |                                                           |                                                           |
| 58 | 2月17日 | 日進市                                                    | 夏はプール 冬は釣り堀                                     | 日進市総合運動公園                                           |                                                           |                                                           |
| 66 | 4月27日 | ご近所ライバルタウンごちそうバトル 刈谷市VS豊田市         | ご近所ライバルタウンごちそうバトル 刈谷市VS豊田市         | ご近所ライバルタウンごちそうバトル 刈谷市VS豊田市            | ご近所ライバルタウンごちそうバトル 刈谷市VS豊田市         | ご近所ライバルタウンごちそうバトル 刈谷市VS豊田市         |
| 66 | 4月27日 | 刈谷市                                                    | スリーピッグ 刈谷駅前店                                   | サッパリ系どんぶり ローストポーク                            |                                                           |                                                           |
| 66 | 4月27日 | 豊田市                                                    | 中毒飯チョモランマ                                        | コッテリ系メシ チャーシュー                                  | ◎                                                         |                                                           |
| 67 | 5月4日  | ライバルタウン対決 尾張旭VS瀬戸市民をギャフンと言わせたい | ライバルタウン対決 尾張旭VS瀬戸市民をギャフンと言わせたい | ライバルタウン対決 尾張旭VS瀬戸市民をギャフンと言わせたい    | ライバルタウン対決 尾張旭VS瀬戸市民をギャフンと言わせたい | ライバルタウン対決 尾張旭VS瀬戸市民をギャフンと言わせたい |
| 67 | 5月4日  | 尾張旭市                                                  | スカイワードあさひ                                        | 無料で火星＆土星が見られる                                   |                                                           | [ 369 ]                                                   |
| 67 | 5月4日  | 尾張旭市                                                  | らーめん功喜                                              | レアすぎる！オリジナル麺                                     |                                                           | [ 369 ]                                                   |
| 67 | 5月4日  | 尾張旭市                                                  | おおやま食品                                              | 絶品ホルモン＆コスパ BBQ場                                   |                                                           | [ 369 ]                                                   |
| 67 | 5月4日  | 尾張旭市                                                  | うなぎ家                                                  | 丸一尾で2,600円                                              |                                                           | [ 369 ]                                                   |
| 71 | 6月1日  | エリア別対抗ごちそうバトル 山の町VS海の町                 | エリア別対抗ごちそうバトル 山の町VS海の町                 | エリア別対抗ごちそうバトル 山の町VS海の町                    | エリア別対抗ごちそうバトル 山の町VS海の町                 | エリア別対抗ごちそうバトル 山の町VS海の町                 |
| 71 | 6月1日  | 幸田町                                                    | イチトサンブンノイチ                                      | 絶品うどん・変態レベルのうどん愛                             | ◎                                                         | [ 370 ]                                                   |
| 71 | 6月1日  | 美浜町                                                    | 南洋の父 サウス                                           | 梅雨を吹き飛ばすグルメ・名物マダムが受け継ぐスリランカカレー |                                                           | [ 371 ]                                                   |
| 80 | 8月17日 | 夏休みSP・YOSAKOIソーラン祭りの北海道へ                   | 夏休みSP・YOSAKOIソーラン祭りの北海道へ                   | 夏休みSP・YOSAKOIソーラン祭りの北海道へ                      | 夏休みSP・YOSAKOIソーラン祭りの北海道へ                   | 夏休みSP・YOSAKOIソーラン祭りの北海道へ                   |
| 80 | 8月17日 | 岐阜・瑞浪市                                              | バサラ瑞浪                                                | 夏になるとママたちが熱くなってやせる                         |                                                           | [ 372 ]                                                   |
| 80 | 8月17日 | 岐阜・瑞浪市                                              | 酔花館                                                    | ボーノポークメンチカツ                                       |                                                           | [ 372 ]                                                   |
| 88 | 11月2日 | 新企画有名人持ち込み！地元のあたりまえ                    | 新企画有名人持ち込み！地元のあたりまえ                    | 糸瀬七葉                                                     | 糸瀬七葉                                                  | 糸瀬七葉                                                  |
| 88 | 11月2日 | 大府市                                                    | みんなバイオリンが弾ける                                  | 鈴木バイオリン製造                                           |                                                           |                                                           |

| 回  | 放送日  | 市区町村名等                                           | 店名等                                   | 内容 | 勝利                                     | 備考                                     |
| --- | ------- | ------------------------------------------------------ | ---------------------------------------- | --- | ---------------------------------------- | ---------------------------------------- |
| 96  | 1月18日 | 愛知超人気スポット クイズ☆それ、賢いわ～               | 愛知超人気スポット クイズ☆それ、賢いわ～ | 愛知超人気スポット クイズ☆それ、賢いわ～ | 愛知超人気スポット クイズ☆それ、賢いわ～ | 愛知超人気スポット クイズ☆それ、賢いわ～ |
| 96  | 1月18日 | 長久手市                                               | IKEA長久手                               | 開店時間の早さが日本一！ 日本で長久手だけ！100円モーニング モーニングタイムのドリンクが無料！ 会計時のレシートでソフトクリームが無料！ 最安値を教えてくれる赤黄タグ 知る人ぞ知るサーキュラーマーケット 人気No.1フリーザーバッグの活用術 賢民ご夫婦に隠された秘密 |                                          |                                          |
| 97  | 1月25日 | 愛知超人気スポット クイズ☆それ、賢いわ～               | 愛知超人気スポット クイズ☆それ、賢いわ～ | 愛知超人気スポット クイズ☆それ、賢いわ～ | 愛知超人気スポット クイズ☆それ、賢いわ～ | 愛知超人気スポット クイズ☆それ、賢いわ～ |
| 97  | 1月25日 | 常滑市                                                 | 中部国際空港セントレア                   | 周辺駐車場は前泊＆予約でお得に？ フライト前に賢く満腹！モーニング大充実 モーニングにビールがセットで超お値打ち？ モーニング限定サービスTKGが食べ放題 飛行機の真下で無料で遊べるスポット ラウンジで優雅にお酒飲み放題無料 毎月２２日限定！出発を忍者がお見送り 荷物待ちでしか見られない食品サンプル |                                          |                                          |
| 98  | 2月1日  | 愛知超人気スポット クイズ☆それ、賢いわ～               | 愛知超人気スポット クイズ☆それ、賢いわ～ | 愛知超人気スポット クイズ☆それ、賢いわ～ | 愛知超人気スポット クイズ☆それ、賢いわ～ | 愛知超人気スポット クイズ☆それ、賢いわ～ |
| 98  | 2月1日  | 豊橋市                                                 | 道の駅とよはし                           | 新鮮野菜が衝撃価格！さらにお得 日曜日がお米が全品１０％オフ！ ココでしか食べられない！？極上野菜発見♪ 絶品焼き芋が食べられるのは週末のみ 人気のパン屋さんでコッペパン1本が無料 お値打ちに遊び尽くす！ふるさと納税ぺいふる |                                          |                                          |
| 99  | 2月8日  | 愛知超人気スポット クイズ☆それ、賢いわ～               | 愛知超人気スポット クイズ☆それ、賢いわ～ | 愛知超人気スポット クイズ☆それ、賢いわ～ | 愛知超人気スポット クイズ☆それ、賢いわ～ | 愛知超人気スポット クイズ☆それ、賢いわ～ |
| 99  | 2月8日  | 北区 中川区 守山区 大府市                              | スーパー銭湯 喜多の湯                    | 賢民は最初に水素風呂に入る 常連は把握しているシャワーの長さ ランチが入館料とセットで実質550円 散髪屋さんも入館料とセットでお得！ |                                          |                                          |
| 100 | 2月15日 | 愛知超人気スポット クイズ☆それ、賢いわ～               | 愛知超人気スポット クイズ☆それ、賢いわ～ | 愛知超人気スポット クイズ☆それ、賢いわ～ | 愛知超人気スポット クイズ☆それ、賢いわ～ | 愛知超人気スポット クイズ☆それ、賢いわ～ |
| 100 | 2月15日 | 中村区                                                 | ジェイアール名古屋タカシマヤ             | 限定品を買うなら中央ゲートに並んで地下へ！ 午前で完売のクッキー缶がすぐ買える(秘)技 デパ地下のお惣菜に…知らなきゃソンな技が！ デパ地下のお惣菜は金曜日がお得！ 飛騨牛ハンバーグ弁当がよりおいしくなる技！？ お酒コーナーで発見！スゴ腕ソムリエ！ 買い物で疲れたら51階の絶景カフェへ |                                          |                                          |
| 101 | 2月22日 | 愛知超人気スポット クイズ☆それ、賢いわ～               | 愛知超人気スポット クイズ☆それ、賢いわ～ | 愛知超人気スポット クイズ☆それ、賢いわ～ | 愛知超人気スポット クイズ☆それ、賢いわ～ | 愛知超人気スポット クイズ☆それ、賢いわ～ |
| 101 | 2月22日 | 県内各地                                               | はま寿司                                 | 豊富なネタ数！にぎり＆軍艦179種類 名古屋ならでは！人気No.2えび天握り こだわりの天然素材！人気No.1まぐろ マグロのオススメ？とろびんちょうレアステーキ 1000円で16種類を食べる方法 愛知県民大好物！東海地方限定寿司 大えびフライ握り 賢トッピング！ビールのつまみに最高 売り切れ必至！激レアお得メニュー 充実のサイドメニュー！賢民のアレンジ術 うどん後のオススメの食べ方とは？ スイーツも豊富！カフェ感覚利用もOK 超お得な食べ方！割引が半端ないテク |                                          |                                          |
| 102 | 3月1日  | 愛知超人気スポット クイズ☆それ、賢いわ～               | 愛知超人気スポット クイズ☆それ、賢いわ～ | 愛知超人気スポット クイズ☆それ、賢いわ～ | 愛知超人気スポット クイズ☆それ、賢いわ～ | 愛知超人気スポット クイズ☆それ、賢いわ～ |
| 102 | 3月1日  | 中村区                                                 | 柳橋中央市場                             | 愛知の台所で絶品食材＆グルメ調査 桑名ハマグリの賢い見分け方 幻の食材 安城和牛＆青混ぜ海苔 駐車場が3時間550円になる賢技 絶品玉子焼きが松坂屋で一日中買える 削り節専門店のだしが新幹線ホームで味わえる 朝から一杯！天ぷらとシャンパン 人気女将が握るネタ2倍のお値打ち寿司 |                                          |                                          |
| 103 | 3月8日  | 愛知超人気スポット クイズ☆それ、賢いわ～               | 愛知超人気スポット クイズ☆それ、賢いわ～ | 愛知超人気スポット クイズ☆それ、賢いわ～ | 愛知超人気スポット クイズ☆それ、賢いわ～ | 愛知超人気スポット クイズ☆それ、賢いわ～ |
| 103 | 3月8日  | 県内各地                                               | カインズ                                 | 意外にも日用品が充実＆激安♪ 主婦の味方が参戦！賢いアイテムを伝授♪ 収納王子が激推し！最新収納グッズ♪ 賢いお掃除グッズ♪ 爆売れキッチングッズとは？ 要チェックグッズは入り口付近にある♪ 買い物だけじゃない！主婦に人気のカインズ工房♪ 毎日通う人もいるカフェ |                                          |                                          |
| 104 | 3月15日 | 愛知超人気スポット クイズ☆それ、賢いわ～               | 愛知超人気スポット クイズ☆それ、賢いわ～ | 愛知超人気スポット クイズ☆それ、賢いわ～ | 愛知超人気スポット クイズ☆それ、賢いわ～ | 愛知超人気スポット クイズ☆それ、賢いわ～ |
| 104 | 3月15日 | 蒲郡市                                                 | ラグーナテンボス                         | 賢民は開園前に朝食を食べに行く 魚介の炭焼定食に裏メニュー タイパ抜群！行列のできる人気店を賢く利用！ ブランドみかん5キロ2000円！激安セール 青果店の公式LINE登録でみかんゼリープレゼント 県内でも珍しい！愛犬とメリーゴーラウンドが楽しめる |                                          |                                          |
| 105 | 3月29日 | 愛知超人気スポット クイズ☆それ、賢いわ～               | 愛知超人気スポット クイズ☆それ、賢いわ～ | 愛知超人気スポット クイズ☆それ、賢いわ～ | 愛知超人気スポット クイズ☆それ、賢いわ～ | 愛知超人気スポット クイズ☆それ、賢いわ～ |
| 105 | 3月29日 | 三重県桑名市                                           | ナガシマリゾート                         | 知る人ぞ知る朝イチで乗るべきモノ ギネスNo.1スチールドラゴン2000 最後列が一番スリリング 観覧車からの一番の絶景は？花火 イロイロある！お得なパスポート 家族連れならカンガルーパスが断然お得 ジャズドリーム長島激混みなのにゆったり食事！？ いっぱい遊んで食べた後は湯あみの島 岩盤浴 子どもに人気のボルダリング |                                          |                                          |
| 106 | 4月12日 | 愛知超人気スポット クイズ☆それ、賢いわ～               | 愛知超人気スポット クイズ☆それ、賢いわ～ | 愛知超人気スポット クイズ☆それ、賢いわ～ | 愛知超人気スポット クイズ☆それ、賢いわ～ | 愛知超人気スポット クイズ☆それ、賢いわ～ |
| 106 | 4月12日 | 常滑市・守山区                                         | コストコ                                 | お得な利用法＆アレンジ料理を調査 お値打ち商品の見分け方は？ 肉がうまい！！自宅冷凍でも味が落ちない？ 県民は必ず買う超お得ホットドッグ “小分け明太子”で絶品アレンジ料理 “大人気まぜそば”で絶品アレンジ料理 “ユニークチーズ”で絶品アレンジ料理 “激うまコーンスープ”で絶品アレンジ料理 |                                          |                                          |
| 106 | 4月12日 | 愛知あたりまえ←PLAYBACK                                |                                          | |                                          |                                          |
| 106 | 4月12日 | 名古屋市中区                                           | キルフェボン                             | 2003年大人気スイーツ店が名古屋初上陸 イチジクのタルト イチゴのタルト 季節のフルーツタルト クラシックショコラ 2012年閉店 2025年5月28日（水）「キル フェボン名古屋栄」オープン |                                          |                                          |
| 107 | 4月19日 | 愛知超人気スポット クイズ☆それ、賢いわ～               | 愛知超人気スポット クイズ☆それ、賢いわ～ | 愛知超人気スポット クイズ☆それ、賢いわ～ | 愛知超人気スポット クイズ☆それ、賢いわ～ | 愛知超人気スポット クイズ☆それ、賢いわ～ |
| 107 | 4月19日 | 大府市                                                 | JAあぐりタウン げんきの郷                | 意外にも朝一に大行列ができる 賢民が朝一で買いたいお値打ち品♪ 知って納得♪掘り出し物に出会える 争奪戦必至のアイテムはお米 収納王子が伝授！？賢い過ごし方 魚太郎に行くのは朝10時が狙い目 収納王子とスタッフが謎のバトル！？ 魚太郎のあとにオススメの買い物エリア 珍しい天然温泉＆岩盤浴がある |                                          |                                          |
| 107 | 4月19日 | 知って仰天！愛知のシニアは元気なのがあたりまえコーナー |                                          | |                                          |                                          |
| 107 | 4月19日 | 西尾市                                                 | 盛華堂                                   | おばあちゃんの団子があたりまえ！？ 店を継いで70年みたらしだんご お婆ちゃんには不思議な噂が！？ |                                          |                                          |
| 108 | 4月26日 | 愛知超人気スポット クイズ☆それ、賢いわ～               | 愛知超人気スポット クイズ☆それ、賢いわ～ | 愛知超人気スポット クイズ☆それ、賢いわ～ | 愛知超人気スポット クイズ☆それ、賢いわ～ | 愛知超人気スポット クイズ☆それ、賢いわ～ |
| 108 | 4月26日 | 県内各地                                               | ステーキのあさくま                       | 焼き加減はミディアムレアがベスト！ 肉を再加熱するペレットが冷めたら鉄板ごと交換 麻婆豆腐に筑前煮も…最強サラダバー イチローも愛飲！コーンスープ 必見！コーンスープをこぼさず注ぐ賢ワザ 45品目以上！サラダバー攻略法 |                                          |                                          |
| 109 | 5月3日  | 愛知超人気スポット クイズ☆それ、賢いわ～               | 愛知超人気スポット クイズ☆それ、賢いわ～ | 愛知超人気スポット クイズ☆それ、賢いわ～ | 愛知超人気スポット クイズ☆それ、賢いわ～ | 愛知超人気スポット クイズ☆それ、賢いわ～ |
| 109 | 5月3日  | 刈谷市                                                 | 刈谷ハイウェイオアシス                   | 一番お得な時間帯は…朝？昼？夜？ なぜ朝が一番お得？ 朝は1000円のカレーが650円に！ タワー丼 めんたいポテト はみでる豚丼 いか焼き 朝が狙い目！お値打ちな野菜＆鮮魚 無料 半額 知る人ぞ知る賢技が続々！ ゴーカートなどの乗り物は1回100円 朝はすいてる！無料で遊べる遊具 人気の天然温泉朝がお得子ども無料イベント お得な天然温泉で…超激安な服も販売！ ハンバーガーに無料で付く！米味噌汁卵野菜増し |                                          |                                          |
| 109 | 5月3日  | 総菜の達人GP in 豊橋 豚肉料理                          |                                          | |                                          |                                          |
| 109 | 5月3日  | マルマサ                                               | 最強惣菜スーパー                         | 豚レバーの生姜焼き 豚チリソース ポークチャップ イカと豚の煮物 | ◎                                        |                                          |
| 109 | 5月3日  | サウナピア                                             | 最強サウナめし                           | 麻婆豆腐 豚バラ大根 どて煮 レバニラ炒め |                                          |                                          |
| 109 | 5月3日  | クイズ！この街ど～こだ？                               |                                          | |                                          |                                          |
| 109 | 5月3日  | 常滑市                                                 | ココテラス                               | 有名な卵農家店のお店がある 隣人の生活が気になる 特産品…アカモク・急須 |                                          |                                          |
| 110 | 5月10日 | 愛知超人気スポット クイズ☆それ、賢いわ～               | 愛知超人気スポット クイズ☆それ、賢いわ～ | 愛知超人気スポット クイズ☆それ、賢いわ～ | 愛知超人気スポット クイズ☆それ、賢いわ～ | 愛知超人気スポット クイズ☆それ、賢いわ～ |
| 110 | 5月10日 | 県内各地                                               | 中国料理 浜木綿                          | 店長のオススメはピーナッツ団子 中華レストランの妙味 円卓は1人でもOK 女性に大人気！グループが多い理由は？ 女性に大人気！時間無制限 烏龍茶が無料 豊富なメニューが魅力 人気BEST5 (5)天津飯(4)伝統のえびラーメン (3)青菜の一色炒め(2)浜木綿チャーハン(1)小籠包 小籠包を半額で食べられる理由 小籠包専用のレンゲは深さは約3センチ メニューにある浜ナビマークって何？ 浜ナビ 達人の食べ方をタブレットで紹介 いろんな種類を食べるならオールスターがお得 量が単品より少ないけど多種類のセット 食後のスイーツを無料にするワザとは？ アプリ会員で月替わり試食券をGET |                                          |                                          |
| 111 | 5月17日 | 愛知超人気スポット クイズ☆それ、賢いわ～               | 愛知超人気スポット クイズ☆それ、賢いわ～ | 愛知超人気スポット クイズ☆それ、賢いわ～ | 愛知超人気スポット クイズ☆それ、賢いわ～ | 愛知超人気スポット クイズ☆それ、賢いわ～ |
| 111 | 5月17日 | 美浜町                                                 | 魚太郎 本店                              | お値打ち鮮魚＆BBQ アレンジ料理を調査 旬の貝類の賢い見分け方は？ 不定期開催お値打ちイベント 鮮魚がお値打ちに味わえる大人気食堂 鮮魚を賢く調理！超簡単BBQアレンジ料理 マグロで絶品バーガー マダイで絶品カルパッチョ アサリで絶品ボンゴレ |                                          |                                          |
| 112 | 5月31日 | 愛知超人気スポット クイズ☆それ、賢いわ～               | 愛知超人気スポット クイズ☆それ、賢いわ～ | 愛知超人気スポット クイズ☆それ、賢いわ～ | 愛知超人気スポット クイズ☆それ、賢いわ～ | 愛知超人気スポット クイズ☆それ、賢いわ～ |
| 112 | 5月31日 | 新城市                                                 | 道の駅 もっくる新城                      | 駐車場は第2駐車場を利用すべし 野菜は農家の名前を見て買うとお得♪ 衝撃のモーニングを発見♪ 揚げたて唐揚げを注文できる♪ |                                          |                                          |
| 112 | 5月31日 | 知って仰天！愛知のシニアは元気なのがあたりまえコーナー |                                          | |                                          |                                          |
| 112 | 5月31日 | 江南市                                                 | ふれんど                                 | 愛知初のおじいちゃん！？ 自称愛知初のクレープ屋さん |                                          |                                          |
| 113 | 6月7日  | 愛知超人気スポット クイズ☆それ、賢いわ～               | 愛知超人気スポット クイズ☆それ、賢いわ～ | 愛知超人気スポット クイズ☆それ、賢いわ～ | 愛知超人気スポット クイズ☆それ、賢いわ～ | 愛知超人気スポット クイズ☆それ、賢いわ～ |
| 113 | 6月7日  | 県内各地                                               | 無印良品                                 | マニア厳選！7つの賢ワザ ファイルボックス活用術 非常食にも使えるカレー 水玉模様のお菓子を狙い撃ち ゴミ箱活用術 収納用品にはキャスターをつけろ 歯ブラシスタンド活用術 家事ラク！便利アイテム シャンプーは吊るす |                                          |                                          |
| 114 | 6月14日 | 愛知超人気スポット クイズ☆それ、賢いわ～               | 愛知超人気スポット クイズ☆それ、賢いわ～ | 愛知超人気スポット クイズ☆それ、賢いわ～ | 愛知超人気スポット クイズ☆それ、賢いわ～ | 愛知超人気スポット クイズ☆それ、賢いわ～ |
| 114 | 6月14日 | 県内各地                                               | ブロンコビリー                           | 知らなきゃソンする仰天ウラ技続々！ 人気ハンバーグを楽しむ(秘)ワザ 仰天！ハンバーグチーズ丼 ランチ価格でディナーを楽しむ(秘)テク サラダバーの粉チーズをハンバーグに！ 仰天！ドリンクにジェラートをオン 仰天！セットのパンでハンバーガーに ほっとバーを使った仰天アレンジとは？ ほっとバーで煮込みハンバーグに！ 家族4人分が超激安に！仰天(秘)テクとは？ |                                          |                                          |
| 114 | 6月14日 | 東海あたりまえクイズ！これ、何を作っている？           |                                          | |                                          |                                          |
| 114 | 6月14日 | 幸田町 津市 名古屋市南区                               | エアウィーヴ 井村屋 東一文具工業所       | マットレスのクッション材 あずきバー クレヨン |                                          |                                          |
| 114 | 6月14日 | 総菜の達人GP in ジャガイモ料理                         |                                          | |                                          |                                          |
| 114 | 6月14日 | ダイ新                                                 | 北名古屋市                               | おふくろの味代表 大人のポテサラ ジャガイモコロコロ カレー カレーコロッケ | ◎                                        |                                          |
| 114 | 6月14日 | 綿半                                                   | 清須市                                   | 惣菜大賞の常連 サバとジャガイモの味噌煮 シーフードポテサラ 炭焼きサケの温サラダ みの揚げ |                                          |                                          |
| 115 | 6月28日 | 愛知超人気スポット クイズ☆それ、賢いわ～               | 愛知超人気スポット クイズ☆それ、賢いわ～ | 愛知超人気スポット クイズ☆それ、賢いわ～ | 愛知超人気スポット クイズ☆それ、賢いわ～ | 愛知超人気スポット クイズ☆それ、賢いわ～ |
| 115 | 6月28日 | 可児市                                                 | 湯の華アイランド                         | 人気スパリゾート！天然温泉＆市場 人気スパの常連ワザ！荷物を置いて順番取り (珍)コインロッカー式冷蔵庫 大人気！8種類の露天風呂＆床暖房 (嬉)露天風呂から見られる木曽川の絶景 (驚)日本最大級の巨大岩盤ドーム スマホが充電可能！USBコンセント完備 和・洋・中・韓のグルメ 湯の華亭 (得)惣菜半額セール 湯の華市場 (驚)激安！野菜などが詰め放題 (魅)精肉＆鮮魚 湯の華市場 お米を安く買う為に米袋を持参 |                                          |                                          |
| 116 | 7月5日  | 愛知超人気スポット クイズ☆それ、賢いわ～               | 愛知超人気スポット クイズ☆それ、賢いわ～ | 愛知超人気スポット クイズ☆それ、賢いわ～ | 愛知超人気スポット クイズ☆それ、賢いわ～ | 愛知超人気スポット クイズ☆それ、賢いわ～ |
| 116 | 7月5日  | 名古屋市中区                                           | 松坂屋名古屋店                           | 記念イヤーのデパ地下(得)情報調査 スマホでトイレの混雑状況が分かる 充実の食品＆惣菜が記念イヤーでお得に！？ 世界に2店舗ゴディパンの限定商品 ゴディパンの大人気パンの中身は？ 東海地区でここだけ！限定スイーツ 約250種類最も売れているお弁当は？ 人気No.1「ひつまぶし」購入時の賢テク “デパ地下”のあつた蓬莱軒限定グルメ |                                          |                                          |
| 117 | 7月12日 | 愛知超人気スポット クイズ☆それ、賢いわ～               | 愛知超人気スポット クイズ☆それ、賢いわ～ | 愛知超人気スポット クイズ☆それ、賢いわ～ | 愛知超人気スポット クイズ☆それ、賢いわ～ | 愛知超人気スポット クイズ☆それ、賢いわ～ |
| 117 | 7月12日 | 安城市                                                 | 安城産業文化公園 デンパーク              | 目的に合わせて駐車場を使い分ける 道の駅は魅力的な特産がいっぱい♪ 今宵もアノ男が登場♪ 入場料が安くなる前売り券（当日OK） 広大な敷地を快適に移動するメルヘン号 国内最大級の木製遊具・滑り台で遊ぶべし 体験施設クラブハウスが人気 |                                          |                                          |
| 117 | 7月12日 | 知って仰天！愛知のシニアは元気なのがあたりまえコーナー |                                          | |                                          |                                          |
| 117 | 7月12日 | 知立市                                                 | 太田屋米穀店                             | 元気なお餅シスターズがあたりまえ！？ |                                          |                                          |
| 119 | 7月26日 | 愛知超人気スポット クイズ☆それ、賢いわ～               | 愛知超人気スポット クイズ☆それ、賢いわ～ | 愛知超人気スポット クイズ☆それ、賢いわ～ | 愛知超人気スポット クイズ☆それ、賢いわ～ | 愛知超人気スポット クイズ☆それ、賢いわ～ |
| 119 | 7月26日 | 県内68店舗                                             | 丸亀製麺                                 | 毎月1日は釜揚げうどんが半額 だしが薄くならない食べ方 紺色の制服は麺のスペシャリスト 「釜抜き」と通常のうどんの違いは？ モチモチ！「釜抜き」をオーダーする賢民 無料トッピングでオリジナルアレンジ 店長推奨！しび辛ラー油アレンジ 麺職人推奨！たっぷりワカメアレンジ 食いしん坊女性アナがうどん6杯完食 シメに最適・だしサーバーの賢ワザ かけだしを使った最強のシメ茶漬け 日本初！丸亀うどーなつの専門店（春日井西山町） 丸亀うどーなつをオリジナルアレンジ                                                                                                  |                                          |                                          |
| 120 | 8月16日 | 愛知超人気スポット クイズ☆それ、賢いわ～               | 愛知超人気スポット クイズ☆それ、賢いわ～ | 愛知超人気スポット クイズ☆それ、賢いわ～ | 愛知超人気スポット クイズ☆それ、賢いわ～ | 愛知超人気スポット クイズ☆それ、賢いわ～ |
| 120 | 8月16日 | 南知多町                                               | まるは食堂旅館                           | 初登場すがちゃん最高No.1 男前が「まるは」初体験で(得)情報続々発掘 大混雑でもふるさと納税で並ばず食事 ジャンボエビフライが持ち帰り半額以下に！？ 食堂の“ウラ”に隠れ店舗！？南知多初の回転ずし 回転ずしで滅多に獲れない幻のネタ発見 回転ずしで超お値打ち豪華海鮮丼発見 ブランド肉がお得に味わえる期間限定BBQ 当日レシートで天然温泉が割り引きに！！ |                                          |                                          |
| 120 | 8月16日 | あたりまえ工場クイズ                                   |                                          | |                                          |                                          |
| 120 | 8月16日 | 豊橋市 広島県                                          | 有楽製菓 世界最大級の製鉄所              | ブラックサンダー JR東海在来線のレール |                                          |                                          |
| 120 | 8月16日 | 総菜の達人GP 夏バテ解消料理 決戦                       |                                          | |                                          |                                          |
| 120 | 8月16日 | スーパーやまのぶ                                       | 豊田市                                   | 「油の声を聞く達人」の絶品揚げ物 夏野菜の豆乳そうめん ニラポン冷しゃぶ う巻き おろしとジュレで食べるかつ丼 | ◎                                        |                                          |
| 120 | 8月16日 | ダイワスーパー                                         | 岡崎市                                   | 「神の舌を持つ達人」究極のお袋の味 ツルムラサキのネバネバ梅ドレ和え 夏野菜の旨ダレ浸し ガリバタチキン アジの南蛮漬け |                                          |                                          |

### 単発特番
| 店舗数                       | 店名等                       | 内容                                    | 備考    |
| ---------------------------- | ---------------------------- | --------------------------------------- | ------- |
| 愛知人気チェーン店 お得3連発 | 愛知人気チェーン店 お得3連発 | 愛知人気チェーン店 お得3連発            | [ 373 ] |
| 131店舗                      | 和食麺処 サがミ              | 狙う日は月末 そばおかわり無料           | [ 373 ] |
| 80店舗                       | ピッツェリア マリノ          | 狙う日は0の付く日 ピザが半額！          | [ 373 ] |
| 東三河5店舗                  | 超グルメ回転すし 武蔵丸      | ネタがとにかくデカい 衝撃！魚の買い取り | [ 373 ] |

| 順位                                                    | 店名（市区町村）                                        | 内容                                                    | 備考    |
| ------------------------------------------------------- | ------------------------------------------------------- | ------------------------------------------------------- | ------- |
| 県外の人を連れて行くならどこ？愛知県民が選ぶ 名店BEST10 | 県外の人を連れて行くならどこ？愛知県民が選ぶ 名店BEST10 | 県外の人を連れて行くならどこ？愛知県民が選ぶ 名店BEST10 | [ 374 ] |
| 第10位                                                  | 炭火職人うなみ（西尾市）                                | 特大うな丼2,600円                                       | [ 374 ] |
| 第9位                                                   | スパゲッ亭チャオ（豊橋市）                              | ワンコイン以下のおやつスパ                              | [ 374 ] |
| 第8位                                                   | 世界の山ちゃん                                          | 店舗限定メニューが人気                                  | [ 374 ] |
| 第7位                                                   | スガキヤ                                                | ラーメン260円の店                                       | [ 374 ] |
| 第6位                                                   | 風来坊                                                  | 年イチ限定 幻のチキン！                                 | [ 374 ] |
| 第5位                                                   | まるは食堂                                              | エビフライよりウマいから揚げ!?                          | [ 375 ] |
| 第4位                                                   | 味仙                                                    | 衝撃のウマさ…あさり炒めのタレをごはんに！               | [ 375 ] |
| 第3位                                                   | 山本屋                                                  | 驚きのぐつぐつ研修＆裏メニューみそ抜き                  | [ 375 ] |
| 第2位                                                   | 矢場とん                                                | サクカリッ感のヒミツはブレンドパン粉                    | [ 375 ] |
| 第1位                                                   | あつた蓬莱軒                                            | 秘伝のタレがおかわり自由                                | [ 375 ] |

### 特別企画：愛知最強！ウマイお値打ち肉グルメ店BEST20
| 順位   | 店名（市区町村）                | 内容                                      | 備考    |
| ------ | ------------------------------- | ----------------------------------------- | ------- |
| 第20位 | 焼肉飯店 長春（刈谷市）         | 1日限定5人前 幻のメニュー                 | [ 376 ] |
| 第19位 | ステーキハウスふくわか（中区）  | 激安ステーキランチ                        | [ 376 ] |
| 第18位 | 美奈登（瑞穂区）                | 激レアメニュー豚足                        | [ 376 ] |
| 第17位 | 木こり家                        | 7割が頼む！飲めるハンバーグ               | [ 376 ] |
| 第16位 | とんかつかつはる（南区）        | まるで魔法!?オイル焼きとんかつ            | [ 376 ] |
| 第15位 | 炭火やき鳥きんぼし              | 予約が取れない!?人気のヒミツは？          | [ 376 ] |
| 第14位 | 焼肉レストラン末広（瀬戸市）    | 市民激推し！希少ホルモン                  | [ 376 ] |
| 第13位 | ビストロ シェ・イシダ（安城市） | 食べたら幸せ！激ウマビーフシチュー！      | [ 376 ] |
| 第12位 | 徳川ホルモンセンター            | 赤字ギリギリ店に襲来！最強のお客さん      | [ 376 ] |
| 第11位 | キッチン千代田（中区）          | A5ブランド牛＆肉汁やばいハンバーグ        | [ 376 ] |
| 第10位 | まるはち（南区）                | 鉄板じゃない！溶岩焼きステーキ            | [ 376 ] |
| 第9位  | 黒牛の里（半田市）              | 激レア肉が味わえる！究極の焼肉店          | [ 376 ] |
| 第8位  | ステーキハウス森牧場（半田市）  | まるで旅館！市民熱愛の理由は？            | [ 376 ] |
| 第7位  | マ・メゾン（本店・星ヶ丘）      | 名古屋洋食の名店 大きなハンバーグ         | [ 376 ] |
| 第6位  | インディアンズ                  | 1番人気！インディアンズステーキ（ハラミ） | [ 376 ] |
| 第5位  | 木曽路                          | あの大物も常連！しゃぶしゃぶの名店        | [ 376 ] |
| 第4位  | 矢場とん                        | とろとろチーズソース                      | [ 376 ] |
| 第3位  | 焼肉きんぐ                      | 業界トップ！人気の秘密大解剖              | [ 376 ] |
| 第2位  | あみやき亭                      | あのブランド牛も食べられちゃう！          | [ 376 ] |
| 第1位  | ブロンコビリー                  | 肉々しさ抜群！俵型ハンバーグ              | [ 376 ] |

### 特別企画：祭り＆グルメ“東三河”最強ヤバイ2時間半SP
| 市区町村 | あたりまえ                     | 取材先            | 内容                               | 備考    |
| -------- | ------------------------------ | ----------------- | ---------------------------------- | ------- |
| 豊橋市   | 山にヤバイ鬼!?                 | 石巻神社          | 境内グチャグチャ！鬼がなぜ粉を？   | [ 377 ] |
| 田原市   | 丼を食べて豪華賞品をもらう     | どんぶり街道      | 10杯で豪華賞品！                   | [ 377 ] |
| 田原市   | 深海にナゾの生物がいる         | 12歳のさかなクン  | 深海の神秘(驚)生物 謎の赤い生物は… | [ 377 ] |
| 田原市   | 恋人の聖地で愛を叫ぶ!?         | 恋路ヶ浜 幸せの鐘 | 感動！好きな人に愛を叫ぶ           | [ 377 ] |
| 新城市   | ヤバイ力を持つ滝がある!?       | 百間滝            | MAXパワースポットは湧き水付近      | [ 377 ] |
| 豊橋市   | 昭和すぎるサウナ!?             | サウナピア        | 行列必至！昭和ストロングサウナ     | [ 377 ] |
| 豊橋市   | 男たちは夏になるとソワソワする | 豊橋祇園祭        | 完全密着！超危険な手筒花火         | [ 377 ] |

### 特別企画：この秋わざわざ食べに行きたいグルメタウンBEST10
| 順位   | 市区町村名     | 取材先                         | 内容                                   | 備考    |
| ------ | -------------- | ------------------------------ | -------------------------------------- | ------- |
| 第10位 | 田原市         | 玉川                           | 食べられる魚介35種類                   | [ 378 ] |
| 第9位  | 半田市         | シャンドール                   | 2時間半待ちのモモパフェ                | [ 378 ] |
| 第8位  | 安城市         | れすとらん仔馬                 | あふれ出る肉汁ハンバーグ               | [ 378 ] |
| 第7位  | 名古屋市千種区 | 梅花堂                         | 大河俳優の大好物 鬼まんじゅう          | [ 378 ] |
| 第6位  | 岡崎市         | さん太 暴れん坊チキン ダカフェ | YouTuberが行く店が人気                 | [ 378 ] |
| 第5位  | 一宮市         | サンドリヨン                   | プリンセス気分のモーニング             | [ 378 ] |
| 第4位  | 名古屋市熱田区 | あつた蓬莱軒                   | ウナギは秋こそ食べ時!?                 | [ 378 ] |
| 第3位  | 西尾市         | 炭火職人うなみ                 | 常連も食べたことのない幻の食べもの     | [ 378 ] |
| 第2位  | 名古屋市中村区 | パーゴラ                       | シェフ10人以上スタンバイするビュッフェ | [ 378 ] |
| 第1位  | 名古屋市中区   | ごちそう焼むすびおにまる       | 大須の流行グルメ                       | [ 378 ] |

### 特別企画：年末年始に行きたい愛知の店BEST10
| 順位   | 市区町村名   | 取材先                 | 内容                               | 備考    |
| ------ | ------------ | ---------------------- | ---------------------------------- | ------- |
| 第10位 | 東海市       | 東菜館 純ちゃん        | アツすぎウマすぎ町中華！           | [ 379 ] |
| 第9位  | 弥富市       | ちゃんこ鍋 雷昊        | 絶品スープの鍋料理！               | [ 379 ] |
| 第8位  | 半田市       | 肉のびっくり市         | まるで肉のテーマパーク！           | [ 379 ] |
| 第7位  | 豊橋市       | 豊橋魚市場             | 壮絶！激安市＆素人セリ             | [ 379 ] |
| 第6位  | 名古屋市北区 | 魚晴                   | 激ウマ！せいこちゃんの焼き魚！     | [ 380 ] |
| 第5位  | 半田市       | ステーキハウス森牧場   | お値打ち知多牛ランチ！             | [ 380 ] |
| 第4位  | 蒲郡市       | 丸金                   | どれだけ食べてもタダ！？の焼き肉店 | [ 380 ] |
| 第3位  | 安城市       | ビストロ・シェ・イシダ | 煮込み達人の激ウマ洋食！           | [ 381 ] |
| 第2位  | 江南市       | うなぎの与助 江南店    | 無駄嫌い店主の激安ウナギ！         | [ 381 ] |
| 第1位  | 名古屋市北区 | やっとる？             | 怖いくらいウマくて安い海鮮丼！     | [ 381 ] |

### 番外編
特別編：ビジネスパーソンのシン・あたりまえ
新幹線の移動時間 活用でタイパ向上（大井車両基地）

（レポーター:大久保佳代子）
できる大人は百貨店で買物上手（ジェイアール名古屋タカシマヤ）

（レポーター：飯尾和樹）
コンビニ感覚で楽々・自分磨き（chocoZAP中村公園駅前店）

（レポーター：マヂカルラブリー村上）

### 年始特大SP：愛知最強！！穴場の“駅前タウン”BEST15
| 順位   | 駅名           | 取材先                                             | 内容                                               | 備考    |
| ------ | -------------- | -------------------------------------------------- | -------------------------------------------------- | ------- |
| 第15位 | 三河田原駅     | オシャレな駅舎と歴史探索が堪能できる愛知最南端の駅 | オシャレな駅舎と歴史探索が堪能できる愛知最南端の駅 | [ 383 ] |
| 第15位 | 三河田原駅     | 大谷屋食堂                                         | 唯一無二！？ウナギ料理                             | [ 383 ] |
| 第14位 | 尾張一宮駅     | 満腹食べ歩きロード                                 | 満腹食べ歩きロード                                 | [ 383 ] |
| 第14位 | 尾張一宮駅     | 本町商店街 後藤商店                                | 超人気！おにまんじゅう                             | [ 383 ] |
| 第13位 | 尾張瀬戸駅     | 値段設定がバグった喫茶店に出会える                 | 値段設定がバグった喫茶店に出会える                 | [ 384 ] |
| 第13位 | 尾張瀬戸駅     | なごみ茶屋 まるこ                                  | 利益度外視！仰天喫茶店                             | [ 384 ] |
| 第12位 | 三河安城駅     | こだまに乗って行きたいグルメステーション           | こだまに乗って行きたいグルメステーション           | [ 384 ] |
| 第12位 | 三河安城駅     | 北京飯店                                           | ふわふわの卵と唐揚げの相性が抜群                   | [ 384 ] |
| 第12位 | 三河安城駅     | 焼肉 安萬                                          | カメラ＆予約必須！肉グルメ                         | [ 384 ] |
| 第12位 | 三河安城駅     | PIQUANT                                            | 感動レベル！映えグルメ                             | [ 384 ] |
| 第11位 | 定光寺駅       | 頂上から名古屋を一望絶景ハイキング                 | 頂上から名古屋を一望絶景ハイキング                 | [ 385 ] |
| 第11位 | 定光寺駅       | 薬膳茶 SoybeanFlour at きらら                      | 料理旅館を改装した絶景カフェ                       | [ 385 ] |
| 第11位 | 定光寺駅       | 定光寺                                             | 絶景ハイキング                                     | [ 385 ] |
| 第10位 | 長久手古戦場駅 | 家族でまったり居心地◎ステーション                  | 家族でまったり居心地◎ステーション                  | [ 385 ] |
| 第10位 | 長久手古戦場駅 | トマシュ                                           | マダム殺到！家庭料理店                             | [ 385 ] |
| 第9位  | 猿投駅         | かつて存在したノスタルジックな世界への入り口       | かつて存在したノスタルジックな世界への入り口       | [ 386 ] |
| 第9位  | 猿投駅         | カラオケ喫茶わらら                                 | 朝から大にぎわい！幸せスポット                     | [ 386 ] |
| 第8位  | 東栄駅         | 夜までいたい！星降る駅                             | 夜までいたい！星降る駅                             | [ 386 ] |
| 第8位  | 東栄駅         | ちゃちゃカフェ                                     | まきストーブのある手作りカフェ                     | [ 386 ] |
| 第7位  | 共和駅         | 金の力を得られるパワーステーション！？             | 金の力を得られるパワーステーション！？             | [ 387 ] |
| 第7位  | 共和駅         | うどんの大島屋                                     | 吉田沙保里も！ちからカレーうどん                   | [ 387 ] |
| 第7位  | 共和駅         | 八ツ屋神明社                                       | 金メダルにあやかり全国から参拝者                   | [ 387 ] |
| 第7位  | 共和駅         | ふじや酒店                                         | 総額17億円！億万長者続出                           | [ 387 ] |
| 第6位  | 西枇杷島駅     | 地味だけど…超激レアな駅                            | 地味だけど…超激レアな駅                            | [ 387 ] |
| 第6位  | 西枇杷島駅     | 枇杷島分岐点                                       | 超激レア…デルタ線                                  | [ 387 ] |
| 第6位  | 西枇杷島駅     | すしかつ                                           | 寿司店なのに…みそかつ                              | [ 387 ] |
| 第5位  | 太田川駅       | 名鉄初のモダンな駅舎を堪能すべし                   | 名鉄初のモダンな駅舎を堪能すべし                   | [ 388 ] |
| 第5位  | 太田川駅       | 駅前広場                                           | 毎週お祭り気分！？                                 | [ 388 ] |
| 第5位  | 太田川駅       | 大槁屋                                             | 愛されグルメ押し寿司                               | [ 388 ] |
| 第4位  | 亀崎駅         | 駅前散歩でタイムスリップ！？                       | 駅前散歩でタイムスリップ！？                       | [ 388 ] |
| 第4位  | 亀崎駅         | Lico.                                              | 100年越え建物！タルトカフェ                        | [ 388 ] |
| 第4位  | 亀崎駅         | そば切り 無双                                      | 100年越え建物！外二八そば                          | [ 388 ] |
| 第4位  | 亀崎駅         | 伊東（敷嶋）                                       | 約190年前の建物！酒蔵                              | [ 388 ] |
| 第4位  | 亀崎駅         | 望洲楼                                             | 海一望料亭！あの偉人も                             | [ 388 ] |
| 第3位  | 小幡緑地駅     | 名古屋唯一汗も流せる気分爽快スポット               | 名古屋唯一汗も流せる気分爽快スポット               | [ 389 ] |
| 第3位  | 小幡緑地駅     | 倶利伽羅不動寺                                     | チャンス大城 いざ滝行！                            | [ 389 ] |
| 第2位  | 神宮前駅       | 夜になると妖しく光るネオンに誘われる               | 夜になると妖しく光るネオンに誘われる               | [ 389 ] |
| 第2位  | 神宮前駅       | 洋食喫茶 Zing                                      | 路地裏で発見！激ウマグルメ                         | [ 389 ] |
| 第2位  | 神宮前駅       | 隠れ坊 南天                                        | 笑いが止まらない！路地裏豪快ママ                   | [ 389 ] |
| 第1位  | 稲沢駅         | 実は…日本三大操車場＆駅近カフェ                    | 実は…日本三大操車場＆駅近カフェ                    | [ 390 ] |
| 第1位  | 稲沢駅         | ALASKA COFFEE                                      | 珍・ケバブモーニング300円                          | [ 390 ] |
| 第1位  | 稲沢駅         | 尾州暁珈琲焙煎所                                   | ジュニア絶賛！超こだわりコーヒー                   | [ 390 ] |

降り鉄出演…小倉沙耶、深谷佳弘、安藤功、海老名すわ子

### 春の特別SP：岐阜＆三重タウンBEST10
| 順位   | 市町村   | あたりまえ                             | 取材先                    | 内容                                                              | 備考    |
| ------ | -------- | -------------------------------------- | ------------------------- | ----------------------------------------------------------------- | ------- |
| 第10位 | 鳥羽市   | 墨を奪い合う!?                         | 答志島                    | テレビ初完全密着！墨の奪い合い祭り                                | [ 391 ] |
| 第9位  | 中津川市 | ご当地グルメが多すぎる                 | 全種類制覇に挑戦          | ご当地グルメいくつある？                                          | [ 391 ] |
| 第8位  | 下呂市   | 一家に一台ジンギスカン鍋               | 鶏ちゃん                  | 自宅で試したい！スパイシー鶏ちゃん                                | [ 391 ] |
| 第7位  | 恵那市   | のびのび育つわんぱくっ子               | 中野方地区                | 超わんぱくキッズに密着!!                                          | [ 391 ] |
| 第6位  | 鈴鹿市   | 運転が下手だと激ウマめしが食べられない | 食薬ごはん mihwa          | 激ウマだけど曲がり角＆駐車が激ムズの店                            | [ 392 ] |
| 第5位  | 岐阜市   | どこでもモーニング                     | rustico 葬儀Salon＆Cafe   | 24時間OK!大人気パン 葬儀屋さんカフェ                              | [ 392 ] |
| 第4位  | 海津市   | おちょぼ串カツBEST3                    | 千代保稲荷神社参道        | 地元民おススメ人気串かつ3連発                                     | [ 392 ] |
| 第3位  | 高山市   | 飛騨牛を激安で買う!?                   | 肉の匠家                  | 爆買いできちゃう！超お得飛騨牛店                                  | [ 393 ] |
| 第2位  | 桑名市   | 絶叫を楽しむシニア                     | ナガシマスパーランド 心晴 | 絶叫大好き！７１歳＆６９歳夫婦 ナガシマ近く！知る人ぞ知る激ウマ店 | [ 393 ] |
| 第1位  | 伊勢市   | 時短でお伊勢参り!?                     | 伊勢神宮                  | 達人が教える！おススメ参拝方法                                    | [ 393 ] |

|}

### 番外編：岐阜あたりまえトラベル
高山＆岐阜城で夏の絶品新グルメ＆珍体験の旅

出演：大久保佳代子 須田亜香里 村井美樹
| 市町村 | あたりまえ                                | 取材先                                                                   | 内容                                                                                        | 備考    |
| ------ | ----------------------------------------- | ------------------------------------------------------------------------ | ------------------------------------------------------------------------------------------- | ------- |
| 高山市 | 愛知県民が意外と知らない高山あたりまえ5選 | 岩ト屋 半弓場高山 藍花珈琲店 キュルノンチュエ ホテルアソシア高山リゾート | すき焼きはテイクアウト 1.5軒目に弓を引く プリンはホット おみやげは白かび 夕食は飛騨牛づくし | [ 394 ] |
| 岐阜市 | 愛知県民が意外と知らない岐阜あたりまえ2選 | 更科 岐阜城                                                              | 「高速そば」 おみやげは白かび 岐阜城は華金                                                  | [ 395 ] |

### 番外編：生放送でめちゃんこ祭SP!!豪華賞品ドドンと大放出!!
特別編：生放送でめちゃんこ祭SP!!豪華賞品ドドンと大放出!!
スピードメシ 放送終了までに大須の名物めしを7軒回れるか!?

（森脇健児 小関美里）

新天地通vs東仁王門通 大須商店街3番勝負を制するのは？

（町田こーすけ セルライトスパ スパイク (お笑い) ）

大須ではおみくじは凶!?凶ばかり出るおみくじ？万松寺

生放送で菓子まき！大須観音で大菓子まき大会

司会：千原ジュニア 大久保佳代子 上釜美憂

大須観音：COWCOW 須田亜香里

赤門明王殿（大光院）：石井俊大 SKE48

万松寺のぶながホール：長江麻美 BOYS AND MEN

### 特別企画：愛知岐阜三重で最も衝撃的な街はどこ！？2時間半SP
| No. | 市区町村      | あたりまえ             | 取材先                  | 内容 | GP | 備考    |
| --- | ------------- | ---------------------- | ----------------------- | --- | -- | ------- |
| 1   | 三重 尾鷲市   | 衝撃の水絶景           | 九鬼町                  | 漁港付近でウニや魚が見える オハイへな2時間半 登山＆クマが出る？ ヤバい！断崖絶壁のオハイブルー オハイの絶壁！反対側は…80ｍ オハイブルーにカメラ初潜入      |    | [ 397 ] |
| 2   | 岐阜 中津川市 | 衝撃！お遊び暴走店主   | やすえ食品              | ヤミツキ確定！500円（驚）料理 ここまでする？カレーラーメンの中にご飯 懐かしアニメも！独創メニュー100種類 総重量4キロ！最強どんぶりメニュー                 |    | [ 398 ] |
| 3   | 豊川市        | 衝撃！新幹線にコーフン | 日本車輛製造 豊川製作所 | 深夜に30人以上が集結！ 岡山＆広島からも！目的は… 交差点で直角左折＆ドリフト走行 ドキドキ信号機と超接近!! 感動のゴールへ！奇跡のバック走行                  |    | [ 399 ] |
| 4   | 三重 津市     | 裸で奪い合う衝撃の祭り | ざるやぶり神事          | ザルの破片にご利益!? 筋肉男たちが体のぶつけ合いを1時間 ザルを強烈パンチで破る                                                                              | ◎  | [ 400 ] |
| 5   | 岐阜 恵那市   | 衝撃の夏休み           | 自然大好きたくまくん    | セミの抜け殻を的にして遊ぶ 超高速バッタ捕り 魚のとり方もヤバイ とった魚は全部自分でさばく ハチの巣を駆除                                                   |    | [ 401 ] |
| 6   | 三重 伊賀市   | お店にダマされる!?     | 松の家                  | ひれかつの数が25枚 ごはんの量もヤバイ！ オムライスは小でも半端ない！ オムライス特盛のごはん＆肉＆卵が超ド級                                                |    |         |
| 7   | 岐阜 飛騨市   | 鮎おじさん??           | 宮川                    | アユ専用の冷凍庫 アユのストック量がスゴすぎる 大人気！おっちゃんレンタル 日本記録！1時間で48匹釣った 竿が折れる!?30cm巨大アユ 人生を捧げた！ウマすぎるアユ |    | [ 402 ] |
| 8   | 三重 志摩市   | 年に一度の無礼講       | 潮かけ祭り              | 偉い人にもかけまくる 老若男女がうっぷん晴らし 恐ろしい言葉が現実に！カメラが…                                                                              |    |         |

番組がきっかけで！千原ジュニアが篠島観光大使に

### 年末特別企画：愛知県民にオススメ！京都であたりまえ探しSP
| No. | 市区町村     | あたりまえ             | 取材先                                                                                    | 内容 | GP | 備考 |
| --- | ------------ | ---------------------- | ----------------------------------------------------------------------------------------- | --- | -- | ---- |
| 1   | 京都市右京区 | あっと驚く隠れ里       | 嵐山モンキーパークいわたやま 肉のおだきち 嵐山店 ○○（えんまん）餅店 柚子の里：水尾 水尾荘 | セルライトスパが体験！激レアスポット 嵐山の新名物！？見て楽しい！食べて美味しい！ コレもレア！？気になるお店を発見！ 柚子の名産地：水尾でぜいたくな体験♪ |    |      |
| 2   | 八幡市       | 爆速の飲食店!?         | 都飯店 男山本店                                                                           | 愛知県民必見！極上町中華を楽しむ旅♪ |    |      |
| 3   | 福知山市     | 変化人                 | 小林ふぁ～む 大江山 鬼そば屋                                                              | トマトジュースの値段が衝撃すぎた！ 町の人気者と老舗女将の意外な関係                                                                                      | ◎  |      |
| 4   | 京都市上京区 | 貴重な水を使うお茶処!? | 梨木神社 Coffee Base NASHINOKI                                                            | 愛知県民必見♪茶室でコーヒーコース♪ |    |      |

### 年始拡大版：名店料理人アツうまグルメ10＆ドクターイエロー奇跡の瞬間SP

#### 3,000円以下！名店料理人ガチ推し愛知のアツうまグルメ10
| 順位   | 店名（市区町村）              | 内容                                          | 推薦者代表                               | 備考 |
| ------ | ----------------------------- | --------------------------------------------- | ---------------------------------------- | ---- |
| 第10位 | 鶏だしおでん さもん（中村区） | トロトロ手羽先＆最強出汁のシメ                | 名古屋マリオットアソシアホテル総料理長   |      |
| 第9位  | 手打そば処 谷屋（西区）       | 鴨南そばと裏メニューとり鍋                    | ミシュランガイド掲載店のイタリアンシェフ |      |
| 第8位  | まことや天白（天白区）        | 親子えび味噌煮込みとやわらか手羽先            | ミシュランガイド掲載店のそば職人         |      |
| 第7位  | 鍋秀（中区）                  | みそもつ鍋 感動の味！もつ鍋雑炊               | 名古屋東急ホテルシェフ                   |      |
| 第6位  | 福忠（田原市）                | 土鍋麻婆豆腐 中華の価格破壊!?                 | 中華の鉄人の愛弟子                       |      |
| 第5位  | 島正（中区）                  | どて焼き 大行列を呼ぶシミッシミ！どてみそ大根 | 食べログイタリアン百名店                 |      |
| 第4位  | 和久楽（中村区）              | 濃厚海老つけ麺 テレビ初登場！                 | ミシュランガイド掲載店の寿司職人         |      |
| 第3位  | 清水庵（豊橋市）              | 食感がスゴイ！釜揚げうどん                    | ミシュランガイド掲載宿 和の巨匠          |      |
| 第2位  | 四川伝統火鍋 蜀漢（中区）     | 超人気！火鍋のヒミツ                          | 食べログ中華料理百名店                   |      |
| 第1位  | 山本屋本店                    | 超老舗すき焼き店の女将が絶賛！味噌煮込うどん  | 最も多くの料理人が推薦！                 |      |

#### さよならドクターイエロー!!奇跡の瞬間を激撮!!
奇跡の瞬間を狙え 新幹線 ドクターイエロー 激撮プロジェクト！最終章

### 特別編：視聴者投稿！調べてきましたSP
衝撃イチゴ ナゾの野球拳 無料グルメ

出演：須田亜香里 大前りょうすけ
| 市町村       | あたりまえ                             | 取材先                             | 投稿者     | 備考 |
| ------------ | -------------------------------------- | ---------------------------------- | ---------- | ---- |
| 岡崎市       | 不思議な建物で育つプレミアムなイチゴ!? | OKOMORIいちご                      | 石井さん   |      |
| 西尾市       | SNSで大バズリ！少年野球で野球拳!?      | 中畑アローズ                       | 香村さん   |      |
| 名古屋市緑区 | 大人気！世界のモーニング!?             | ガロンコーヒー滝ノ水みんなのガロン | 髙橋さん   |      |
| 大治町       | 無料グルメも！えこひいきがスゴイ店     | 串天 創作Dining ゆるり             | 桐山さん   |      |
| 豊田市       | 謎の看板…弁慶がまわる街に潜入！        | 弁慶＝便利屋警邏隊                 | タケちゃん |      |

### 春の2時間30分ぶっ通しスペシャル版：花見にピッタリ！絶品弁当SP

#### 2万人に聞いた愛知最強！桜タウンベスト10大発表
| 順位   | 店名（市区町村）              | 地元名店                  | 最強花見弁当                                                             | オススメ                                                   | 備考 |
| ------ | ----------------------------- | ------------------------- | ------------------------------------------------------------------------ | ---------------------------------------------------------- | ---- |
| 第10位 | 豊橋公園（豊橋市）            | 中国四川料理 道           | 豊橋花見弁当 ちくわが達人技で絶品高級料理に!?                            | 大正軒 花見だんご 菜飯田楽 きく宗                          |      |
| 第9位  | 東山動植物園（千種区）        | マ・メゾン星ヶ丘本店      | マ・メゾンのお花見どうぶつ弁当 マ・メゾンが動物キャラ弁に挑む！          |                                                            |      |
| 第8位  | 水源公園（豊田市）            | 四季の料理 さくら亭豊龍閣 | 春のおにぎりの宝石箱 おにぎりの具…激ウマ食材が次々！                     | 御菓子司 いちご桜                                          |      |
| 第7位  | 木曽川堤（一宮市）            | Kitchen 三栗              | 三栗弁当 春・春・春 黒毛和牛ステーキ＆副菜も肉！                         | シトロンヴェール 桜ブッセ                                  |      |
| 第6位  | 国宝 犬山城（犬山市）         | フレンチ奥村邸            | ワンハンド弁当 高級和牛のミニバーガー＆田楽スイーツ                      | 田楽 本町茶寮別邸 季節のフルーツキャンディ 名物 げんこつ飴 |      |
| 第5位  | 岡崎城公園（岡崎市）          | DINING MASHIRA            | 春のアゲアゲ三色団子弁当 (驚)アイデア「揚げ物で三色団子つくる！」        | 巨大だんご                                                 |      |
| 第4位  | 名古屋城（中区）              | 贅食家 千壽               | あたりまえフジモンスペシャル弁当 大トロ アワビ ウニ カニが一つの弁当に!? | 名城さくらの会                                             |      |
| 第3位  | 五条川 （岩倉市・大口町など） | 名古屋コーチン料理 河良   | 名古屋コーチン卵桜弁当 驚アイデア連発！見たことがない卵弁当              | のんぼり洗い 洋菓子店 アンジュール 岩倉五条川桜並木保存会  |      |
| 第2位  | 鶴舞公園（昭和区）            | キッチン千代田            | 千代田特製！！和牛煮込みの花見弁当 極上肉の絶品ビーフシチューを弁当に！  | 御衣黄 しだれ桜                                            |      |
| 第1位  | 山崎川（瑞穂区）              | パンのトラ 八事店         | 究極のお花見パン弁当 菜の花 タケノコ 桜エビ パンと激うまコラボ!?         | 山田餅 桜もち 花見だんご                                   |      |

第11位 清洲城（清須市）

第12位 東谷山フルーツパーク（守山区）

第13位 亀城公園（刈谷市）

第14位 大池公園（東海市）

第15位 佐奈川堤（豊川市）

第16位 桜淵公園（新城市）

第17位 定光寺公園（瀬戸市）

第18位 聚楽園公園（東海市）

第19位 桜ネックレス（稲沢市）

第20位 明石公園（碧南市）

### 2時間30分SP高級店シェフおすすめグルメ＆ジュニア渥美半島旅

#### 1人前3,000円以下 高級店シェフおすすめグルメ
| おすすめシェフ                           | 店名（市区町村）         | 高級店シェフおすすめグルメ | ポイント                                                     | 備考 |
| ---------------------------------------- | ------------------------ | -------------------------- | ------------------------------------------------------------ | ---- |
| 蒲郡クラシックホテル総料理長             | 辰巳（蒲郡市）           | 金目鯛煮魚定食             | 真鯛活造り 特上DX海鮮丼（1日3食限定）                        |      |
| うなぎ割烹みかわ三水亭店長               | 日本料理小伴天（碧南市） | うな丼（並）               | 創業100年以上 ミシュランガイド掲載                           |      |
| 肉屋 田中～銀座～肉師 肉屋 雪月花        | 焼肉勝ちゃん（養老町）   | 和牛ジューシーホルモン     | ジューシー塩心臓 牛カルビ つらみ（頬肉） 上ミノ              |      |
| 料亭か茂免料理長                         | イノナカ（西区）         | 飲める！？お好み焼き 豚玉  | エビアボカドロール カニクリームコロッケ ノワール             |      |
| 名古屋マリオットアソシアホテル梨杏料理長 | カルティベイト（松阪市） | 自家製胡麻の豆乳担々麺     | アオサノリ 三重県産 赤鶏 九鬼産業 白ゴマ 三重県の蔵元 生醤油 |      |

#### ジュニア渥美半島旅
| 市区町村 | 店名等                          | 内容 | 備考 |
| -------- | ------------------------------- | --- | ---- |
| 豊橋市   | うなぎ 丸よ                     | 絶品うなぎ店で激ムズ駐車に挑む！ |      |
| 田原市   | 六連町（むつれちょう）          | 今が旬！野菜王国の黄色い宝石とは？ 甘～い不思議メロン！イエローキング 絶品ブロッコリー 天ぷら 軸のゴマ和え 野菜王国！農家のお家で差し入れ続々    |      |
| 田原市   | 小中山町 ダイニングカフェさくら | ガチンコ美味いもの探し！絶品白ミル貝 食べログにない名店！激ウマ手作り食パン                                                                      |      |
| 田原市   | 保美町                          | 発見！農林水産大臣賞のイチジク |      |
| 田原市   | 伊良湖町                        | 鮮度が命！激ウマ未体験グルメが登場！ (1)超新鮮！もちガツオ (2)激レア！伊良湖黒牛。ステーキ (3)とれたて！巨大アオリイカ (4)田原ポークのメロン巻き |      |

### 番外編：岐阜あたりまえトラベル 下呂編
あたかも夫婦旅 下呂編

出演：大久保佳代子 どぶろっく江口
| 市町村 | あたりまえ                             | 取材先                                                         | 内容 | 備考 |
| ------ | -------------------------------------- | -------------------------------------------------------------- | --- | ---- |
| 下呂市 | 特急「ひだ」で夫婦になりきり下呂温泉へ | 四季の郷 志むら ゆあみ屋・テルマエ射的・温泉寺 下呂温泉 小川屋 | 山奥にポツンと名店(秘)絶品懐石 水入らず…2人の距離が縮まる!? 絶景！老舗旅館で至福のひと時 極上飛騨牛＆旬のハモしゃぶ |      |

## 放送・配信

### 地上波
| 放送対象地域 | 放送局           | 系列           | 放送日時           | ネット状況 |
| ------------ | ---------------- | -------------- | ------------------ | ---------- |
| 愛知県       | テレビ愛知 (TVA) | テレビ東京系列 | 土曜 18:30 - 19:58 | 制作局     |

### 番組配信
Locipo | U-NEXT | Amazon Prime Video | TVer

## スタッフ

### レギュラー放送
- 構成：水野宗徳、町田康介
- リサーチ：和田仁
- SW：三浦道雄、谷口弘志、村上智彦
- TD/VE：仙田浩司、加藤弘明、森宮肇、臼田一博、角祥太、内山康輔、衣川敏彰
- カメラ：野村大介、村上智彦、貞近友喜、江山亨、山田明信、浅井伸英、大辻カノン、小松貴也、川原竜、伊藤翔悟、松田貞徳、河合由志、落合育宏、藤井昭憲、川瀬かなえ、浅井伸英、鐘ヶ江大輝、谷口弘志、郡山晴香、坂本希望、土谷愛弓、河野仁志
- 音声：中村哲夫、倉橋宏彰、小川真奈、杉英行、鈴木圭一、澁谷昇、清水孝浩、伊藤祐樹、服部良隆、大林亮介、久保田賢、松井教郎
- 照明：寺田吉宏、柴田草平、槽谷久仁弘、廣瀬かずみ、田中滋美、八木萌梨、東出、中澤日茉璃
- ロケ技術：崎原仁
- VTR：板橋卓哉、近辻圭一郎
- TK：竹口まり子
- 美術プロデューサー：橋田誠一
- デザイナー：佐藤洵佑
- 編集：山田英貴、近辻圭一郎
- MA/音効：小林洋介
- タイトル：両坂和希、西村ルミ、田中楓
- ロゴデザイン：伊藤彰洋
- CG：出嶋健司
- イラスト：佐賀広美
- キャッチイラスト：ワタナベユウスケ
- メイク：石井照美
- 衣装協力：洋服の青山、COMME CA MEN、Top of the Hill、Blubello、D'URBAN
- 技術協力：アイプロ、Toki Tech、CBCクリエイション
- 配信：村瀬充
- 広報：仁村満里
- 編成：田中健至
- AP：稲葉奈津江、安田正也
- PD：フジモトヨシタカ
- FD/デスク：小林大輔
- AD：原比奈子、田中宏武、伊藤拓磨、小田しおり
- ディレクター：勝田邦裕、伊藤雄哉、吉田豊治、加藤大地、菱田忠、阿部穂乃香、名倉彰孝、川出麻梨奈、山崎伊沙也、杉浦哲平、ホリD、下村おさむ、山畑香緒梨、上段美月、馬場聖人、内藤丈嗣、鈴木聖那、西山保郎、鈴木拓洋、堀幸浩、太田雅人、牧田尚也、石田大和、祖父江謙太郎、三鴨大知郎、田上晃一
- チーフディレクター：杉﨑圭介、橋爪洋平、丹羽康人、村瀬敬士、葛巻勝俊
- 総合演出：赤塚攻治
- プロデューサー：藤城辰也
- 制作協力：名古屋東通企画、カイホウ、HOBO'S
- 制作著作：テレビ愛知

### 単発特番（2022年9月3日）
- 構成：水野宗徳
- リサーチ：荒尾妙香
- SW：谷口弘志
- VE：臼井一博
- カメラ：大石祐貴、河野仁志、郡山晴香
- 音声：伊藤祐樹、清水孝浩
- 照明：東出、中澤日茉璃
- VTR：板橋卓哉
- TK：竹口まり子
- 美術プロデューサー：橋田誠一
- 美術進行：櫻井朋彦
- デザイナー：佐藤洵佑
- MA/選曲：小林洋介
- CGタイトル：Toki Teck
- メイク：石井照美
- 衣装協力：idem、RANDA、And Couture、Lattice
- 技術協力：アイプロ、CBCクリエイション
- 配信：村瀬充
- 広報：仁村満里
- 編成：田中健至
- AP：稲葉奈津江
- PD：フジモトヨシタカ
- FD：橋爪洋平
- AD：原比奈子、伊藤拓磨
- ディレクター：鈴木拓洋、下村おさむ、太田雅人、石川直樹、谷口淳哉、小林大輔
- 総合演出：赤塚攻治
- プロデューサー：藤城辰也
- 制作著作：テレビ愛知